# 1976
Portal Geschichte | Portal Biografien | Aktuelle Ereignisse | Jahreskalender | Tagesartikel

◄ |
19. Jahrhundert |
20. Jahrhundert
| 21. Jahrhundert

◄ |
1940er |
1950er |
1960er |
1970er
| 1980er | 1990er | 2000er | ►

◄◄ |
◄ |
1972 |
1973 |
1974 |
1975 |
1976
| 1977 | 1978 | 1979 | 1980 | ► | ►►
 Jan.
| Feb.
| Mär.
| Apr.
| Mai
| Jun.
| Jul.
| Aug.
| Sep.
| Okt.
| Nov.
| Dez.
Staatsoberhäupter · Wahlen · Nekrolog  · Literaturjahr · Musikjahr · Filmjahr · Rundfunkjahr · Sportjahr
| Januar | Januar | Januar | Januar | Januar | Januar | Januar | Januar |
| Kw     | Mo     | Di     | Mi     | Do     | Fr     | Sa     | So     |
| ------ | ------ | ------ | ------ | ------ | ------ | ------ | ------ |
| 1      |        |        |        | 1      | 2      | 3      | 4      |
| 2      | 5      | 6      | 7      | 8      | 9      | 10     | 11     |
| 3      | 12     | 13     | 14     | 15     | 16     | 17     | 18     |
| 4      | 19     | 20     | 21     | 22     | 23     | 24     | 25     |
| 5      | 26     | 27     | 28     | 29     | 30     | 31     |        |

| Februar | Februar | Februar | Februar | Februar | Februar | Februar | Februar |
| Kw      | Mo      | Di      | Mi      | Do      | Fr      | Sa      | So      |
| ------- | ------- | ------- | ------- | ------- | ------- | ------- | ------- |
| 5       |         |         |         |         |         |         | 1       |
| 6       | 2       | 3       | 4       | 5       | 6       | 7       | 8       |
| 7       | 9       | 10      | 11      | 12      | 13      | 14      | 15      |
| 8       | 16      | 17      | 18      | 19      | 20      | 21      | 22      |
| 9       | 23      | 24      | 25      | 26      | 27      | 28      | 29      |

| März | März | März | März | März | März | März | März |
| Kw   | Mo   | Di   | Mi   | Do   | Fr   | Sa   | So   |
| ---- | ---- | ---- | ---- | ---- | ---- | ---- | ---- |
| 10   | 1    | 2    | 3    | 4    | 5    | 6    | 7    |
| 11   | 8    | 9    | 10   | 11   | 12   | 13   | 14   |
| 12   | 15   | 16   | 17   | 18   | 19   | 20   | 21   |
| 13   | 22   | 23   | 24   | 25   | 26   | 27   | 28   |
| 14   | 29   | 30   | 31   |      |      |      |      |

| April | April | April | April | April | April | April | April |
| Kw    | Mo    | Di    | Mi    | Do    | Fr    | Sa    | So    |
| ----- | ----- | ----- | ----- | ----- | ----- | ----- | ----- |
| 14    |       |       |       | 1     | 2     | 3     | 4     |
| 15    | 5     | 6     | 7     | 8     | 9     | 10    | 11    |
| 16    | 12    | 13    | 14    | 15    | 16    | 17    | 18    |
| 17    | 19    | 20    | 21    | 22    | 23    | 24    | 25    |
| 18    | 26    | 27    | 28    | 29    | 30    |       |       |

| Mai | Mai | Mai | Mai | Mai | Mai | Mai | Mai |
| Kw  | Mo  | Di  | Mi  | Do  | Fr  | Sa  | So  |
| --- | --- | --- | --- | --- | --- | --- | --- |
| 18  |     |     |     |     |     | 1   | 2   |
| 19  | 3   | 4   | 5   | 6   | 7   | 8   | 9   |
| 20  | 10  | 11  | 12  | 13  | 14  | 15  | 16  |
| 21  | 17  | 18  | 19  | 20  | 21  | 22  | 23  |
| 22  | 24  | 25  | 26  | 27  | 28  | 29  | 30  |
| 23  | 31  |     |     |     |     |     |     |

| Juni | Juni | Juni | Juni | Juni | Juni | Juni | Juni |
| Kw   | Mo   | Di   | Mi   | Do   | Fr   | Sa   | So   |
| ---- | ---- | ---- | ---- | ---- | ---- | ---- | ---- |
| 23   |      | 1    | 2    | 3    | 4    | 5    | 6    |
| 24   | 7    | 8    | 9    | 10   | 11   | 12   | 13   |
| 25   | 14   | 15   | 16   | 17   | 18   | 19   | 20   |
| 26   | 21   | 22   | 23   | 24   | 25   | 26   | 27   |
| 27   | 28   | 29   | 30   |      |      |      |      |

| Juli | Juli | Juli | Juli | Juli | Juli | Juli | Juli |
| Kw   | Mo   | Di   | Mi   | Do   | Fr   | Sa   | So   |
| ---- | ---- | ---- | ---- | ---- | ---- | ---- | ---- |
| 27   |      |      |      | 1    | 2    | 3    | 4    |
| 28   | 5    | 6    | 7    | 8    | 9    | 10   | 11   |
| 29   | 12   | 13   | 14   | 15   | 16   | 17   | 18   |
| 30   | 19   | 20   | 21   | 22   | 23   | 24   | 25   |
| 31   | 26   | 27   | 28   | 29   | 30   | 31   |      |

| August | August | August | August | August | August | August | August |
| Kw     | Mo     | Di     | Mi     | Do     | Fr     | Sa     | So     |
| ------ | ------ | ------ | ------ | ------ | ------ | ------ | ------ |
| 31     |        |        |        |        |        |        | 1      |
| 32     | 2      | 3      | 4      | 5      | 6      | 7      | 8      |
| 33     | 9      | 10     | 11     | 12     | 13     | 14     | 15     |
| 34     | 16     | 17     | 18     | 19     | 20     | 21     | 22     |
| 35     | 23     | 24     | 25     | 26     | 27     | 28     | 29     |
| 36     | 30     | 31     |        |        |        |        |        |

| September | September | September | September | September | September | September | September |
| Kw        | Mo        | Di        | Mi        | Do        | Fr        | Sa        | So        |
| --------- | --------- | --------- | --------- | --------- | --------- | --------- | --------- |
| 36        |           |           | 1         | 2         | 3         | 4         | 5         |
| 37        | 6         | 7         | 8         | 9         | 10        | 11        | 12        |
| 38        | 13        | 14        | 15        | 16        | 17        | 18        | 19        |
| 39        | 20        | 21        | 22        | 23        | 24        | 25        | 26        |
| 40        | 27        | 28        | 29        | 30        |           |           |           |

| Oktober | Oktober | Oktober | Oktober | Oktober | Oktober | Oktober | Oktober |
| Kw      | Mo      | Di      | Mi      | Do      | Fr      | Sa      | So      |
| ------- | ------- | ------- | ------- | ------- | ------- | ------- | ------- |
| 40      |         |         |         |         | 1       | 2       | 3       |
| 41      | 4       | 5       | 6       | 7       | 8       | 9       | 10      |
| 42      | 11      | 12      | 13      | 14      | 15      | 16      | 17      |
| 43      | 18      | 19      | 20      | 21      | 22      | 23      | 24      |
| 44      | 25      | 26      | 27      | 28      | 29      | 30      | 31      |

| November | November | November | November | November | November | November | November |
| Kw       | Mo       | Di       | Mi       | Do       | Fr       | Sa       | So       |
| -------- | -------- | -------- | -------- | -------- | -------- | -------- | -------- |
| 45       | 1        | 2        | 3        | 4        | 5        | 6        | 7        |
| 46       | 8        | 9        | 10       | 11       | 12       | 13       | 14       |
| 47       | 15       | 16       | 17       | 18       | 19       | 20       | 21       |
| 48       | 22       | 23       | 24       | 25       | 26       | 27       | 28       |
| 49       | 29       | 30       |          |          |          |          |          |

| Dezember | Dezember | Dezember | Dezember | Dezember | Dezember | Dezember | Dezember |
| Kw       | Mo       | Di       | Mi       | Do       | Fr       | Sa       | So       |
| -------- | -------- | -------- | -------- | -------- | -------- | -------- | -------- |
| 49       |          |          | 1        | 2        | 3        | 4        | 5        |
| 50       | 6        | 7        | 8        | 9        | 10       | 11       | 12       |
| 51       | 13       | 14       | 15       | 16       | 17       | 18       | 19       |
| 52       | 20       | 21       | 22       | 23       | 24       | 25       | 26       |
| 53       | 27       | 28       | 29       | 30       | 31       |          |          |

| Januar | Januar | Januar | Januar | Januar | Januar | Januar | Januar |
| Kw     | Mo     | Di     | Mi     | Do     | Fr     | Sa     | So     |
| ------ | ------ | ------ | ------ | ------ | ------ | ------ | ------ |
| 1      |        |        |        | 1      | 2      | 3      | 4      |
| 2      | 5      | 6      | 7      | 8      | 9      | 10     | 11     |
| 3      | 12     | 13     | 14     | 15     | 16     | 17     | 18     |
| 4      | 19     | 20     | 21     | 22     | 23     | 24     | 25     |
| 5      | 26     | 27     | 28     | 29     | 30     | 31     |        |

| Februar | Februar | Februar | Februar | Februar | Februar | Februar | Februar |
| Kw      | Mo      | Di      | Mi      | Do      | Fr      | Sa      | So      |
| ------- | ------- | ------- | ------- | ------- | ------- | ------- | ------- |
| 5       |         |         |         |         |         |         | 1       |
| 6       | 2       | 3       | 4       | 5       | 6       | 7       | 8       |
| 7       | 9       | 10      | 11      | 12      | 13      | 14      | 15      |
| 8       | 16      | 17      | 18      | 19      | 20      | 21      | 22      |
| 9       | 23      | 24      | 25      | 26      | 27      | 28      | 29      |

| März | März | März | März | März | März | März | März |
| Kw   | Mo   | Di   | Mi   | Do   | Fr   | Sa   | So   |
| ---- | ---- | ---- | ---- | ---- | ---- | ---- | ---- |
| 10   | 1    | 2    | 3    | 4    | 5    | 6    | 7    |
| 11   | 8    | 9    | 10   | 11   | 12   | 13   | 14   |
| 12   | 15   | 16   | 17   | 18   | 19   | 20   | 21   |
| 13   | 22   | 23   | 24   | 25   | 26   | 27   | 28   |
| 14   | 29   | 30   | 31   |      |      |      |      |

| April | April | April | April | April | April | April | April |
| Kw    | Mo    | Di    | Mi    | Do    | Fr    | Sa    | So    |
| ----- | ----- | ----- | ----- | ----- | ----- | ----- | ----- |
| 14    |       |       |       | 1     | 2     | 3     | 4     |
| 15    | 5     | 6     | 7     | 8     | 9     | 10    | 11    |
| 16    | 12    | 13    | 14    | 15    | 16    | 17    | 18    |
| 17    | 19    | 20    | 21    | 22    | 23    | 24    | 25    |
| 18    | 26    | 27    | 28    | 29    | 30    |       |       |

| Mai | Mai | Mai | Mai | Mai | Mai | Mai | Mai |
| Kw  | Mo  | Di  | Mi  | Do  | Fr  | Sa  | So  |
| --- | --- | --- | --- | --- | --- | --- | --- |
| 18  |     |     |     |     |     | 1   | 2   |
| 19  | 3   | 4   | 5   | 6   | 7   | 8   | 9   |
| 20  | 10  | 11  | 12  | 13  | 14  | 15  | 16  |
| 21  | 17  | 18  | 19  | 20  | 21  | 22  | 23  |
| 22  | 24  | 25  | 26  | 27  | 28  | 29  | 30  |
| 23  | 31  |     |     |     |     |     |     |

| Juni | Juni | Juni | Juni | Juni | Juni | Juni | Juni |
| Kw   | Mo   | Di   | Mi   | Do   | Fr   | Sa   | So   |
| ---- | ---- | ---- | ---- | ---- | ---- | ---- | ---- |
| 23   |      | 1    | 2    | 3    | 4    | 5    | 6    |
| 24   | 7    | 8    | 9    | 10   | 11   | 12   | 13   |
| 25   | 14   | 15   | 16   | 17   | 18   | 19   | 20   |
| 26   | 21   | 22   | 23   | 24   | 25   | 26   | 27   |
| 27   | 28   | 29   | 30   |      |      |      |      |

| Juli | Juli | Juli | Juli | Juli | Juli | Juli | Juli |
| Kw   | Mo   | Di   | Mi   | Do   | Fr   | Sa   | So   |
| ---- | ---- | ---- | ---- | ---- | ---- | ---- | ---- |
| 27   |      |      |      | 1    | 2    | 3    | 4    |
| 28   | 5    | 6    | 7    | 8    | 9    | 10   | 11   |
| 29   | 12   | 13   | 14   | 15   | 16   | 17   | 18   |
| 30   | 19   | 20   | 21   | 22   | 23   | 24   | 25   |
| 31   | 26   | 27   | 28   | 29   | 30   | 31   |      |

| August | August | August | August | August | August | August | August |
| Kw     | Mo     | Di     | Mi     | Do     | Fr     | Sa     | So     |
| ------ | ------ | ------ | ------ | ------ | ------ | ------ | ------ |
| 31     |        |        |        |        |        |        | 1      |
| 32     | 2      | 3      | 4      | 5      | 6      | 7      | 8      |
| 33     | 9      | 10     | 11     | 12     | 13     | 14     | 15     |
| 34     | 16     | 17     | 18     | 19     | 20     | 21     | 22     |
| 35     | 23     | 24     | 25     | 26     | 27     | 28     | 29     |
| 36     | 30     | 31     |        |        |        |        |        |

| September | September | September | September | September | September | September | September |
| Kw        | Mo        | Di        | Mi        | Do        | Fr        | Sa        | So        |
| --------- | --------- | --------- | --------- | --------- | --------- | --------- | --------- |
| 36        |           |           | 1         | 2         | 3         | 4         | 5         |
| 37        | 6         | 7         | 8         | 9         | 10        | 11        | 12        |
| 38        | 13        | 14        | 15        | 16        | 17        | 18        | 19        |
| 39        | 20        | 21        | 22        | 23        | 24        | 25        | 26        |
| 40        | 27        | 28        | 29        | 30        |           |           |           |

| Oktober | Oktober | Oktober | Oktober | Oktober | Oktober | Oktober | Oktober |
| Kw      | Mo      | Di      | Mi      | Do      | Fr      | Sa      | So      |
| ------- | ------- | ------- | ------- | ------- | ------- | ------- | ------- |
| 40      |         |         |         |         | 1       | 2       | 3       |
| 41      | 4       | 5       | 6       | 7       | 8       | 9       | 10      |
| 42      | 11      | 12      | 13      | 14      | 15      | 16      | 17      |
| 43      | 18      | 19      | 20      | 21      | 22      | 23      | 24      |
| 44      | 25      | 26      | 27      | 28      | 29      | 30      | 31      |

| November | November | November | November | November | November | November | November |
| Kw       | Mo       | Di       | Mi       | Do       | Fr       | Sa       | So       |
| -------- | -------- | -------- | -------- | -------- | -------- | -------- | -------- |
| 45       | 1        | 2        | 3        | 4        | 5        | 6        | 7        |
| 46       | 8        | 9        | 10       | 11       | 12       | 13       | 14       |
| 47       | 15       | 16       | 17       | 18       | 19       | 20       | 21       |
| 48       | 22       | 23       | 24       | 25       | 26       | 27       | 28       |
| 49       | 29       | 30       |          |          |          |          |          |

| Dezember | Dezember | Dezember | Dezember | Dezember | Dezember | Dezember | Dezember |
| Kw       | Mo       | Di       | Mi       | Do       | Fr       | Sa       | So       |
| -------- | -------- | -------- | -------- | -------- | -------- | -------- | -------- |
| 49       |          |          | 1        | 2        | 3        | 4        | 5        |
| 50       | 6        | 7        | 8        | 9        | 10       | 11       | 12       |
| 51       | 13       | 14       | 15       | 16       | 17       | 18       | 19       |
| 52       | 20       | 21       | 22       | 23       | 24       | 25       | 26       |
| 53       | 27       | 28       | 29       | 30       | 31       |          |          |

Im Jahr 1976 endet die langjährige diktatorische Herrschaft von Mao Zedong mit seinem Tod im September. In Deutschland bleibt nach der Bundestagswahl am 3. Oktober Helmut Schmidt Bundeskanzler einer SPD-FDP-Koalition. In den USA wird Jimmy Carter zum neuen Präsidenten gewählt. Im Sommer wird die Nationalmannschaft der Tschechoslowakei Fußball-Europameister.

## Ereignisse

### Jahreswidmungen
- Der Wiedehopf (lat. Upupa epops) ist Vogel des Jahres. (NABU/Deutschland)

### Politik und Weltgeschehen

#### Januar
- 01. Januar: Rudolf Gnägi wird erneut Bundespräsident der Schweiz.
- 01. Januar: Port Said, Ägypten, am Sueskanal wird Freihandelszone.
- 01. Januar: In Venezuela wird die gesamte Erdölindustrie verstaatlicht.
- 01. Januar: In der Bundesrepublik Deutschland wird die Gurtpflicht auf Vordersitzen von PKW eingeführt.
- 11. Januar: Der ecuadorianische Diktator Guillermo Rodríguez Lara wird vom Militär abgesetzt. Sein Nachfolger in einer Militärjunta wird Alfredo Poveda.
- 12. Januar: Der Rückzug der letzten spanischen Truppen aus der ehemaligen Provinz Spanisch-Sahara beendet die spanische Kolonialherrschaft.
- 20. Januar: Im Libanesischen Bürgerkrieg verüben Palästinenser- und moslemische Milizen das Massaker von Damur, wobei mutmaßlich etwa 330 Menschen getötet werden. Es ist die Reaktion auf das Massaker von Karantina durch Phalangisten an etwa 1.000 bis 1.500 Zivilisten zwei Tage davor.
- 21. Januar: Air France und British Airways nehmen mit der Concorde den regulären Betrieb eines zivilen Überschallflugzeuges auf.

#### Februar
- 13. Februar: Versuchter Umsturz, Ermordung des Staatschefs in Nigeria.
- 19. Februar: Island bricht im Zuge des Fischereikonflikts die diplomatischen Beziehungen zu Großbritannien ab.
- 26. Februar: Eine Versammlung saharauischer Stammesfürsten stimmt einer Aufteilung der Westsahara zugunsten Marokkos und Mauretaniens zu.
- 27. Februar: Die Frente Polisario ruft im Westsaharakonflikt die Demokratische Arabische Republik Sahara auf dem Gebiet der ehemaligen spanischen Kolonie Westsahara aus.

#### März
- 24. März: Die argentinische Präsidentin Isabel Perón wird von Militärs festgenommen und unter Hausarrest gestellt. Die Militärs übernehmen die Macht und beginnen den Prozess der Nationalen Reorganisation, in dem bis 1983 etwa 30.000 Menschen (Desaparecidos) ermordet werden, überwiegend linke Oppositionelle.
- 29. März: Die letzten britischen Truppen verlassen die Malediven.

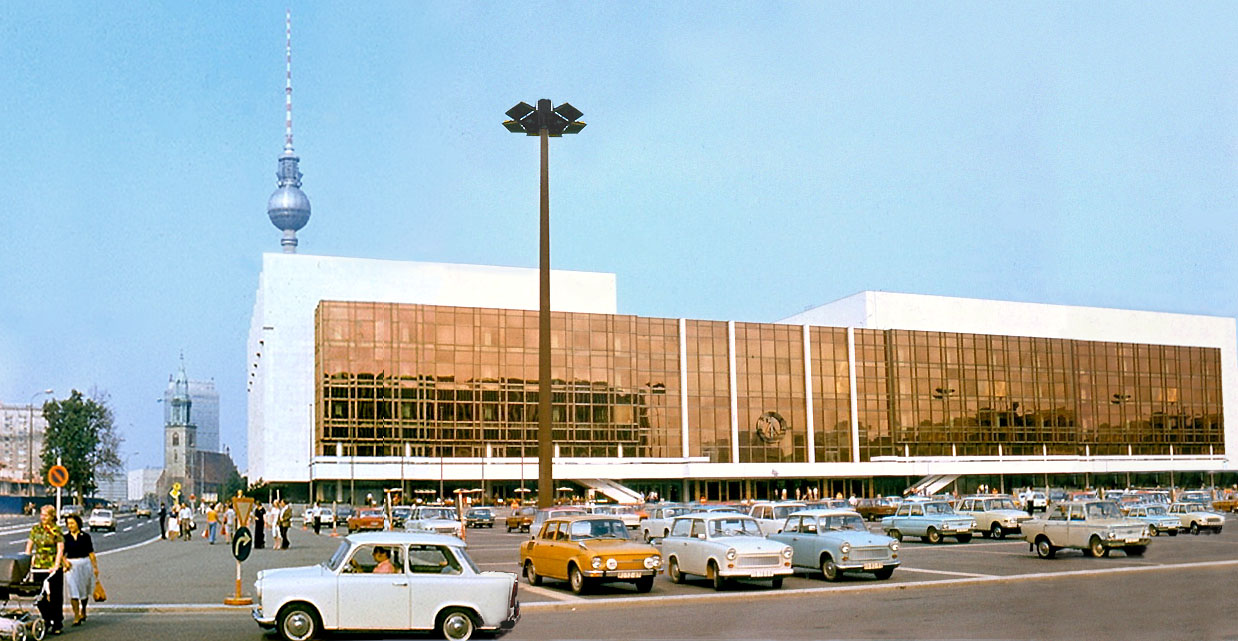
Palast der Republik

#### April
- 05. April: James Callaghan wird britischer Premierminister, nachdem Harold Wilson zurückgetreten ist.
- 23. April: In Ost-Berlin wird der Palast der Republik, Sitz der Volkskammer und öffentliches Kulturhaus eröffnet.

#### Mai
- 05. Mai: Auf Korsika wird die Befreiungsbewegung Frontu di Liberazione Naziunalista Corsu gegründet.
- 06. Mai: Algerien und die Bundesrepublik Deutschland schließen ein Luftverkehrsabkommen.
- 09. Mai: Ulrike Meinhof wird in ihrer Zelle im Gefängnis Stuttgart-Stammheim erhängt aufgefunden.
- 14. Mai: Führende Politiker der Sri-Lanka-Tamilen verabschieden die sogenannte Vaddukoddai Resolution, in der die vollständige Unabhängigkeit eines Tamilenstaates auf Sri Lanka gefordert wird.

#### Juni
Juni und Juli: Hitzewelle in Deutschland und Europa.
- 02. Juni: Der dritte Kabeljaukrieg zwischen Island und dem Vereinigten Königreich findet einen interimsweisen vertraglichen Abschluss. Die britische Regierung erkennt die von Island beanspruchte – und erst später völkerrechtlich geregelte – 200-Seemeilen-Zone an.
- 03. Juni: Der ehemalige Präsident Boliviens, Juan José Torres Gonzáles, wird in einer Aktion der Operation Condor in Buenos Aires entführt und ermordet. Ob sein Amtsnachfolger Hugo Banzer Suárez darin verwickelt ist, bleibt offen.
- 14. Juni: Das Erste Gesetz zur Reform des Ehe- und Familienrechts wird erlassen, mit dem in Deutschland bei der Ehescheidung das Verschuldens- durch das Zerrüttungsprinzip ersetzt wird.
- 16. Juni: Der Aufstand in Soweto nimmt seinen Anfang.
- 19. Juni: Carl XVI. Gustaf heiratet die deutsche Silvia Sommerlath.
- 22. Juni: In der Bundesrepublik Deutschland tritt die Neuregelung des Schwangerschaftsabbruchs (Indikationenmodell) in Kraft.
- 27. Juni: Nach einer Zwischenlandung in Athen wird ein Air-France-Flugzeug auf dem Weg von Tel Aviv nach Paris von vier Terroristen, darunter zwei Deutschen, nach Entebbe in Uganda entführt. (vgl. Operation Entebbe)
- 27. Juni: Präsidentschaftswahl in Portugal 1976: António Ramalho Eanes wird zwei Jahre nach der Nelkenrevolution der erste demokratisch gewählte Präsident Portugals.
- 29. Juni: Die Seychellen werden unabhängig.

#### Juli
- 01. Juli: Spanien. Adolfo Suárez wird Ministerpräsident Spaniens.
- 02. Juli: Mit der Ausfertigung des Adoptionsvermittlungsgesetzes wird das Adoptionsrecht in der Bundesrepublik Deutschland grundlegend neu gestaltet.
- 02. Juli: Wiedervereinigung Vietnams
- 02. Juli: Wiedereinführung der Todesstrafe in den USA durch den Supreme Court
- 04. Juli: Aus Israel nach Uganda eingeflogene Eliteeinheiten befreien in der Nacht vom 3. auf den 4. Juli am Flughafen von Entebbe 102 Geiseln der am 27. Juni entführten Air-France-Maschine. Bei der Befreiungsaktion sterben sieben Terroristen, drei israelische Geiseln sowie ein israelischer und 20 ugandische Soldaten.
- 04. Juli: Die Vereinigten Staaten feiern den 200. Jahrestag ihrer Unabhängigkeit. (Bicentennial[2])
- 16. Juli: Suriname wird Mitglied in der UNESCO.

#### August
- 26. August: Prinz Bernhard der Niederlande legt wegen seiner Verstrickung in den Lockheed-Skandal alle seine öffentlichen Ämter nieder.

#### September
- 18. September: Zur Trauerfeier für den verstorbenen Staatsgründer Mao Zedong finden sich in Peking geschätzte 1,5 Millionen Chinesen ein.
- 19. September: Die Wahl zum Schwedischen Reichstag beschert den seit 1932 regierenden Sozialdemokraten eine Niederlage. Nur mehr 42,75 % der Stimmen für Olof Palmes Partei eröffnen dem bürgerlichen Lager das Bilden einer Koalitionsregierung unter Ministerpräsident Thorbjörn Fälldin.
- 21. September: Die Seychellen werden Mitglied bei den Vereinten Nationen.
- 22. September: Portugal wird in den Europarat aufgenommen.
- 23. September: Akt vom 23. September 1976 zur Einführung allgemeiner unmittelbarer Wahlen der Abgeordneten des Europäischen Parlaments[3]
- 24. September: In Mainz wird der Weiße Ring e. V., eine Hilfsorganisation für Kriminalitätsopfer und ihre Familien, gegründet.

#### Oktober

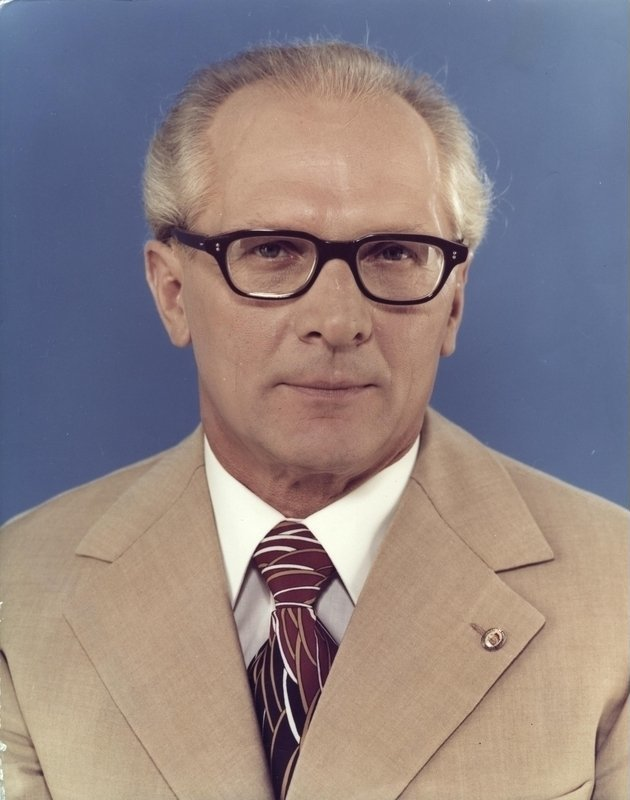
Erich Honecker

- 03. Oktober: Wahlen zum Deutschen Bundestag: Bundeskanzler Helmut Schmidt bleibt Kanzler.
- 03. Oktober: Der hessische Ministerpräsident Albert Osswald (SPD) muss wegen seiner Rolle im Helaba-Skandal zurücktreten.
- 04. Oktober: Papua-Neuguinea wird Mitglied in der UNESCO.
- 04. bis 6. Oktober: Massaker an der Thammasat-Universität in Thailand – 46 Menschen sterben nach offiziellen Angaben in Bangkok im Zuge von Studentenprotesten an der Thammasat-Universität. Anschließend übernimmt eine Militärjunta die Macht.
- 08. Oktober: Beginn der Entführung von Wolfgang Gutberlet
- 11. Oktober: Mosambik wird Mitglied in der UNESCO.
- 11. Oktober: Im Rahmen ihrer 200-Jahr-Feiern führen die Vereinigten Staaten in der Armee den höchsten Dienstgrad General of the Armies of the United States ein. Er wird postum an George Washington als Einzigem verliehen. Kein US-Offizier darf in Zukunft höherrangig als er sein.
- 12. Oktober: Nach dem Rücktritt des hessischen Ministerpräsidenten Albert Osswald infolge des Helaba-Skandals wird Holger Börner vom Landtag mit vier Stimmen Vorsprung gegenüber Alfred Dregger zum Nachfolger gewählt.
- 18. Oktober: Seychellen wird Mitglied in der UNESCO.
- 19. Oktober Beginn der Entführung des Karlsberg-Erben Gernot Egolf
- 22. Oktober: Ausgabe der ersten Schilling-Goldmünze der Zweiten Republik Österreich.
- 29. Oktober: Erich Honecker wird von der Volkskammer zum Vorsitzenden des Staatsrates der DDR gewählt.

#### November
- 02. November: Bei der US-Präsidentschaftswahl schlägt der Demokrat Jimmy Carter den amtierenden Präsidenten Gerald Ford in einer knappen Entscheidung.
- 03. November: Beginn der Entführung von Hendrik Snoek

#### Dezember
- 01. Dezember: Angola wird Mitglied bei den Vereinten Nationen.
- 05. Dezember: In Japan verliert die regierende LDP bei der Unterhauswahl im Zuge des Lockheed-Skandals erstmals seit 1955 die absolute Mehrheit.
- 05. Dezember: Der französische Premierminister Jacques Chirac gründet die bürgerliche Partei Rassemblement pour la République (RPR) und wird ihr erster Vorsitzender.
- 14. Dezember: Doppelbesteuerungsabkommen zwischen der Bundesrepublik Deutschland und Südkorea
- 14. Dezember: Der Student Richard Oetker wird von Dieter Zlof in Freising mit dem Ziel entführt, Lösegeld zu erpressen.
- 15. Dezember: Samoa wird Mitglied bei den Vereinten Nationen.
- Ende der chinesischen Kulturrevolution (1966–1976)
- Der Montag wird in Deutschland als erster Tag der Woche festgelegt.
- Der Malteserorden ist wieder auf Rhodos präsent.
- Gründung des UN-Entwicklungsfonds für Frauen durch die UN-Generalversammlung

### Wirtschaft
- 01. April: Steve Jobs und Steve Wozniak gründen die Firma Apple.
- 21. April: Mit Bagger 285 wird im Rheinischen Braunkohlerevier das erste Exemplar einer neuen Generation von Schaufelradbaggern mit Förderleistungen von mehr als 200.000 m³/Tag in Betrieb genommen, die die Leistung bisheriger Geräte verdoppelt.
- 04. Mai: In der Phase der Transition in Spanien wird die Erstausgabe der spanischen Tageszeitung El País herausgegeben.

### Wissenschaft und Technik

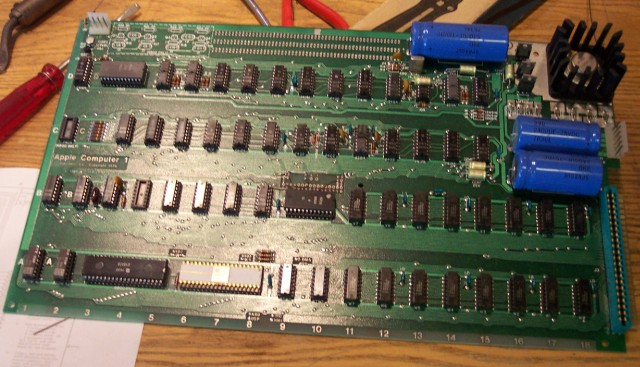
Apple I

- 01. April: Steve Wozniak stellt den Apple I auf einem Treffen des Homebrew Computer Clubs vor. Am selben Tag erfolgt in Los Altos die Firmengründung von Apple durch Steve Jobs, Steve Wozniak und Ronald Wayne.
- 21. April: Die DDR eröffnet die erste ständig besetzte deutsche Antarktisstation, die 1987 den Namen Georg-Forster-Station erhält.
- 04. Mai: Der Lasersatellit LAGEOS 1 wird von Cape Canaveral in eine Erdumlaufbahn gestartet. Er dient Zwecken der Geodäsie und ermöglicht eine genaue Bestimmung von übergeordneten Vermessungspunkten. Seine Lebensdauer im Satellitenorbit wird auf acht Millionen Jahre geschätzt.
- 20. Juli: Der unbemannten NASA-Sonde Viking 1 gelingt die erste erfolgreiche Landung auf dem Planeten Mars.
- 23. August: Am Stausee Lac du Vieux Emosson im Kanton Wallis werden gut erhaltene Fußabdrücke von Dinosauriern entdeckt. Die Spuren sind etwa 250 Millionen Jahre alt.
- 20. November: In Mexiko wird die Universidad Autónoma de Tlaxcala gegründet.
- Die Wurzeln von Emacs – einer Familie von Texteditoren – entstehen am MIT.
- Der CN Tower wird fertiggestellt.
- Fairchild veröffentlicht mit der Channel F die erste mikroprozessorgesteuerte Spielkonsole.

### Kultur
- 02. Januar: Florenz, Italien. In der San-Lorenzo-Basilika werden unbekannte Fresken freigelegt, die eventuell von Michelangelo stammen.
- 11. März: In Deutschland beginnt die ARD mit dem Ausstrahlen der Krimiserie Detektiv Rockford – Anruf genügt, in der James Garner die Titelrolle spielt.
- 03. April: Im Palais des congrès de Paris findet die erste Verleihung des französischen Filmpreises César statt.
- 19. Juni: Uraufführung der Oper Das Mädchen aus Domrémy von Giselher Klebe am Staatstheater Stuttgart
- 25. Juli: Uraufführung der Oper Einstein on the Beach von Philip Glass am Avignon Festival
- 13. August: Dean R. Campbell, der 1975 auch Lefthanders international gründete, rief diesen Tag zum Linkshändertag aus.
- 16. August: Veröffentlichung der Single Dancing Queen, des wahrscheinlich bekanntesten Titels der Gruppe ABBA, der sogar die amerikanischen Charts stürmte und nach Fernando der erfolgreichste Song der Gruppe ist
- 09. September: Deutsche Erstausstrahlung der Zeichentrickserie Die Biene Maja
- 21. September: Erstausstrahlung der Satiresendung extra 3 im Norddeutschen Rundfunk
- 02. Oktober: Uraufführung der Oper „Der Aufstand“ von Helmut Eder in Linz
- 06. Oktober: Uraufführung des Stücks Schweig, Bub!
- 16. November: Der Konzertauftritt Wolf Biermanns bei einer Veranstaltung der IG Metall in Köln wird genutzt, den Liedermacher aus der DDR auszubürgern
- 25. November: The Band gibt ihr 5-stündiges Abschiedskonzert, das von Martin Scorsese unter dem Titel The Last Waltz verfilmt wird und als das Ende einer musikalischen Epoche gesehen wird.
- 08. Dezember: Das Album Hotel California der Rockband Eagles erscheint in den USA. Es steigt in der Folge in die Spitzengruppe der meistverkauften Alben auf.
- Das Toronto International Film Festival findet erstmalig statt.
- Gründung der Biermösl Blosn

### Sport
Einträge von Leichtathletik-Weltrekorden siehe unter der jeweiligen Disziplin unter Leichtathletik.
- 25. Januar bis 24. Oktober: Austragung der 27. Formel-1-Weltmeisterschaft
- 04. bis 15. Februar: XII. Olympische Winterspiele in Innsbruck in Österreich
- 20. Februar: Muhammad Ali gewinnt den Boxkampf um den Weltmeistertitel im Schwergewicht gegen Jean-Pierre Coopman im Roberto Clemente Coliseum, Hato Rey, Puerto Rico, durch KO.
- 19. März: Der belgische Radrennprofi Eddy Merckx gewinnt zum siebten Mal den Radsportklassiker Mailand–Sanremo. Er ist der bislang Einzige, dem diese Leistung gelingt.
- 12. Mai: Der FC Bayern München gewinnt durch ein 1:0 gegen AS Saint-Étienne zum dritten Mal in Folge den Europapokal der Landesmeister
- 15. Mai: Dynamo Dresden wird zum vierten Mal DDR-Meister im Fußball
- 24. Mai: Muhammad Ali gewinnt den Boxkampf um den Weltmeistertitel im Schwergewicht gegen Richard Dunn in der Münchner Olympiahalle durch technischen KO.
- 12. Juni: Borussia Mönchengladbach wird zum vierten Mal Deutscher Meister im Fußball.
- 20. Juni: Bei der Fußball-Europameisterschaft in Jugoslawien gewinnt die Tschechoslowakei das Finale im Elfmeterschießen gegen die deutsche Nationalmannschaft  (siehe auch Nacht von Belgrad).
- 04. Juli: Björn Borg gewinnt die Wimbledon Championships.
- 17. Juli bis 1. August: XXI. Olympische Sommerspiele in Montreal in Kanada
- 01. August: Formel-1-Weltmeister Niki Lauda wird bei einem Unfall auf dem Nürburgring schwer verletzt. Es findet zum letzten Mal ein Formel-1-Rennen auf der Nordschleife des Nürburgrings statt.
- 28. September: Muhammad Ali gewinnt den Boxkampf um den Weltmeistertitel im Schwergewicht gegen Ken Norton im Yankee Stadium in New York nach Punkten.
- 24. Oktober: James Hunt wird Formel-1-Weltmeister.
- 21. Dezember: Bayern München gewinnt nach einem 0:0 im Rückspiel gegen Cruzeiro EC (Hinspiel 2:0) als erste deutsche Mannschaft den Weltpokal

### Katastrophen
- 03. Januar: Der Capella-Orkan entlang den Nordseeküsten von Deutschland, den Niederlanden, Belgien, Dänemark und England verursacht vielerorts die höchste Sturmflut des 20. Jahrhunderts und fordert 82 Todesopfer.
- 24. Januar: Erdbeben bei Muradiye, Türkei, ca. 3.850 Tote
- 04. Februar: Erdbeben in Guatemala, Hunderte Erdstöße, mehr als 23.000 Tote
- 06. März: Eine Iljuschin IL-18D der Aeroflot stürzt nahe Woronesch aufgrund eines Kompass- und Autopilotenausfalls aus 9.000 Metern zur Erde. 127 Tote, davon sieben am Boden.
- 06. Mai: Erdbeben der Stärke 6,5 in Italien, ca. 1.000 Tote

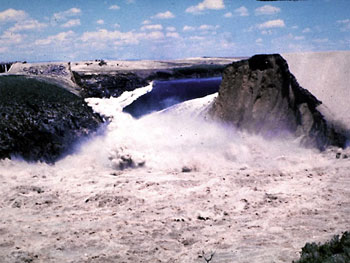
Der Bruch des Teton-Staudammes

- 05. Juni: Der Bruch des Teton-Staudamms in Idaho, USA, kostet elf Menschen und 13.000 Nutztieren das Leben. Der bei der Überflutung der Region angerichtete Schaden wird auf eine Milliarde US-Dollar beziffert.
- 25. Juni: Erdbeben der Stärke 7,1 auf Neuguinea, 422 Tote
- 10. Juli: Dioxin-Katastrophe von Seveso
- 27. Juli: Erdbeben der Stärke 7,8 (offiziell, nach anderen Quellen 8,2) in Tangshan, 150 km südlich von Peking, Volksrepublik China, je nach Quelle 650.000 bis 800.000 Tote, offiziell: ca. 242.000 Tote; bezüglich der Todesopfer die folgenschwerste Naturkatastrophe des 20. Jahrhunderts
- 31. Juli: Colorado, USA. Durch lang anhaltenden Regen tritt der Big Thompson River über die Ufer. 139 Tote
- 01. August: Reichsbrücke in Wien stürzt ein: ein Toter
- 16. August: Erdbeben der Stärke 7,9 in Mindanao, Philippinen, etwa 8.000 Tote
- 10. September: Zagreb, Jugoslawien, bei der Flugzeugkollision von Zagreb kollidieren eine Douglas DC-9 der jugoslawischen Inex Adria Aviopromet und eine Hawker Siddeley HS-121 Trident der British Airways. Der Unfall fordert 176 Tote, davon 107 Deutsche
- 19. September: Während des Notlandeanfluges auf den Flughafen Isparta prallt eine Boeing 727 der Turkish Airlines gegen einen Berg. Alle 154 Menschen kommen ums Leben.
- 24. November: Erdbeben der Stärke 7,3 in der Türkei und im Iran, etwa 5.000 Tote

## Geboren

### Januar
- 01. Januar: Mustafa Doğan, deutscher Fußballspieler
- 01. Januar: Marko Topić, bosnisch-herzegowinischer Fußballspieler
- 01. Januar: Zlatko Trpkovski, deutsches Medienphänomen
- 02. Januar: Eva Brenner, deutsche Fernsehmoderatorin
- 02. Januar: Burgi Heckmair, deutsche Snowboarderin

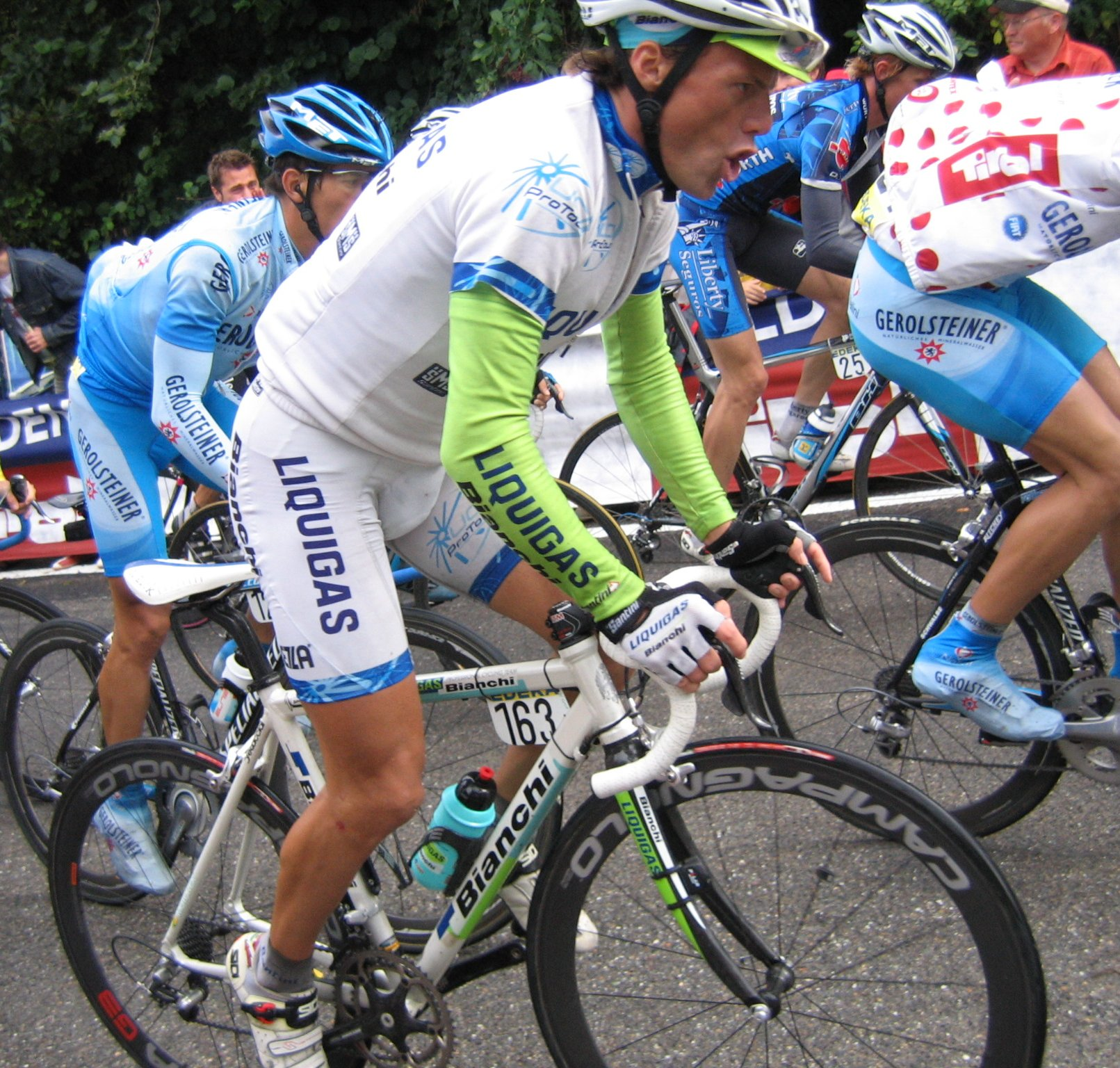
Danilo Di Luca

- 02. Januar: Danilo Di Luca, italienischer Radrennfahrer
- 02. Januar: Paz Vega, spanische Filmschauspielerin
- 03. Januar: Lee Hyung-taik, südkoreanischer Tennisspieler
- 04. Januar: Bülent Ceylan, deutscher Comedian
- 04. Januar: August Diehl, deutscher Schauspieler
- 05. Januar: Pia Ampaw, deutsche Schauspielerin, Fernsehmoderatorin und Werbedarstellerin
- 05. Januar: Matthew Walter Wachter, US-amerikanischer Bassist
- 06. Januar: David Di Michele, italienischer Fußballspieler
- 06. Januar: Judith Rakers, deutsche Journalistin und Moderatorin
- 06. Januar: Daniel Tynell, schwedischer Skilangläufer
- 07. Januar: Grigori Alexandrowitsch Andrejew, russischer Marathonläufer
- 07. Januar: Marcelo Bordon, brasilianischer Fußballspieler
- 07. Januar: Wachtang Dartschinjan, armenischer Profiboxer
- 07. Januar: Markus Dieckmann, deutscher Beach-Volleyballspieler
- 07. Januar: Christoph Dieckmann, deutscher Beach-Volleyballspieler
- 07. Januar: Dsmitryj Dsjabelka, belarussischer Ringer († 2022)
- 08. Januar: Raffaëla Anderson, französische Filmschauspielerin, Autorin und Pornodarstellerin
- 08. Januar: Jenny Lewis, US-amerikanische Sängerin
- 08. Januar: Christina Morina, deutsche Historikerin
- 08. Januar: Tomislav „Tom“ Pondeljak, australischer Fußballspieler
- 09. Januar: Simon Gosejohann, deutscher Schauspieler, Moderator und Comedian
- 09. Januar: Amy Gillett, australische Radsportlerin († 2005)
- 13. Januar: Mario Yepes, kolumbianischer Fußballspieler
- 13. Januar: Felix Gottwald, österreichischer Nordischer Kombinierer
- 16. Januar: Eva Habermann, deutsche Schauspielerin
- 16. Januar: Artjom Argokow, kasachischer Eishockeyspieler
- 16. Januar: Debbie Ferguson-McKenzie, Sprinterin und Olympiasiegerin von den Bahamas
- 16. Januar: Agoria (Sébastien Devaud), französischer Techno-DJ und Produzent
- 17. Januar: Pawel Popow, russischer Badmintonspieler
- 17. Januar: Tonique Williams-Darling, Leichtathletin von den Bahamas
- 18. Januar: Marcelo Daniel Gallardo, argentinischer Fußballprofi
- 18. Januar: Jewgeni Pupkow, kasachischer Eishockeyspieler († 2021)
- 19. Januar: Greta Galisch de Palma, deutsche Schauspielerin und Sprecherin
- 19. Januar: Christoph Sumann, österreichischer Biathlet und Skilangläufer
- 20. Januar: Til Bettenstaedt, deutscher Fußballspieler
- 20. Januar: Yann Pivois, französischer Radrennfahrer
- 20. Januar: Gretha Smit, niederländische Eisschnellläuferin
- 21. Januar: Amin Asikainen, finnischer Profiboxer
- 21. Januar: Alexander Bommes, deutscher Handballspieler und Fernsehmoderator
- 21. Januar: Emma Bunton, britische Sängerin
- 21. Januar: Igors Stepanovs, lettischer Fußballspieler
- 22. Januar: Li Ju, chinesische Tischtennisspielerin
- 22. Januar: Pannipar Kamnueng, thailändische Fußballschiedsrichterin
- 23. Januar: Malcom Cuming, australischer Dartspieler
- 23. Januar: Carsten Schneider, deutscher Politiker und MdB
- 23. Januar: Alex Wubbels, amerikanische Krankenschwester und Olympiateilnehmerin im alpinen Skilauf
- 24. Januar: Cacá Bueno, brasilianischer Automobilrennfahrer
- 25. Januar: Mário Haberfeld, brasilianischer Automobilrennfahrer
- 26. Januar: Shirin Soraya, deutsche Schauspielerin
- 27. Januar: Ahn Jung-hwan, südkoreanischer Fußballspieler
- 27. Januar: Chris Gauthier, kanadischer Schauspieler († 2024)
- 27. Januar: Erik Haffner, deutscher Regisseur
- 27. Januar: Jorres Risse, deutscher Schauspieler
- 27. Januar: Karin Roten, Schweizer alpine Skirennläuferin
- 28. Januar: Dominik Auer, deutscher Synchronsprecher, Dialogregisseur und Dialogbuchautor
- 28. Januar: Rick Ross, US-amerikanischer Rapper
- 28. Januar: Oliver Wnuk, deutscher Schauspieler, Autor und Hörspielsprecher
- 29. Januar: Karsten Kroon, niederländischer Radrennfahrer
- 30. Januar: Cristian Brocchi, italienischer Fußballspieler
- 30. Januar: Andy Milonakis, Comedian
- 31. Januar: Buddy Rice, US-amerikanischer Automobilrennfahrer
- 31. Januar: Traianos Dellas, griechischer Fußballspieler

### Februar
- 02. Februar: Björn Harich, deutscher Jurist und Richter am Bundessozialgericht
- 02. Februar: Francisco Rotunno, chilenischer Fußballspieler († 2025)
- 03. Februar: Stéphane Antiga, französischer Volleyballspieler und -trainer
- 03. Februar: Daddy Yankee, Reggaeton-Künstler
- 03. Februar: Isla Lang Fisher, australische Schauspielerin und Autorin
- 04. Februar: Cam’ron, US-amerikanischer Rapper
- 04. Februar: Vincent Capillaire, französischer Automobilrennfahrer
- 04. Februar: Avdullah Hoti, kosovarischer Ökonom und Politiker
- 04. Februar: Masaki Kanō, japanischer Automobilrennfahrer
- 04. Februar: Daniel Wiemer, deutscher Schauspieler und Musiker
- 05. Februar: Altan Aksoy, türkischer Fußballspieler
- 05. Februar: John Aloisi, australischer Fußballspieler und -trainer
- 05. Februar: Gökhan Arslan, türkischer Kickboxer
- 05. Februar: Katrin Filzen, deutsche Schauspielerin
- 05. Februar: Tony Jaa, thailändischer Schauspieler
- 05. Februar: Abhishek Bachchan, indischer Schauspieler
- 06. Februar: Kasper Hvidt, dänischer Handballtorwart
- 06. Februar: Maria Simon, deutsche Schauspielerin und Musikerin
- 06. Februar: Tanja Frieden, Schweizer Snowboarderin
- 08. Februar: Oksana Nikiforowa, russisch-deutsche Tänzerin

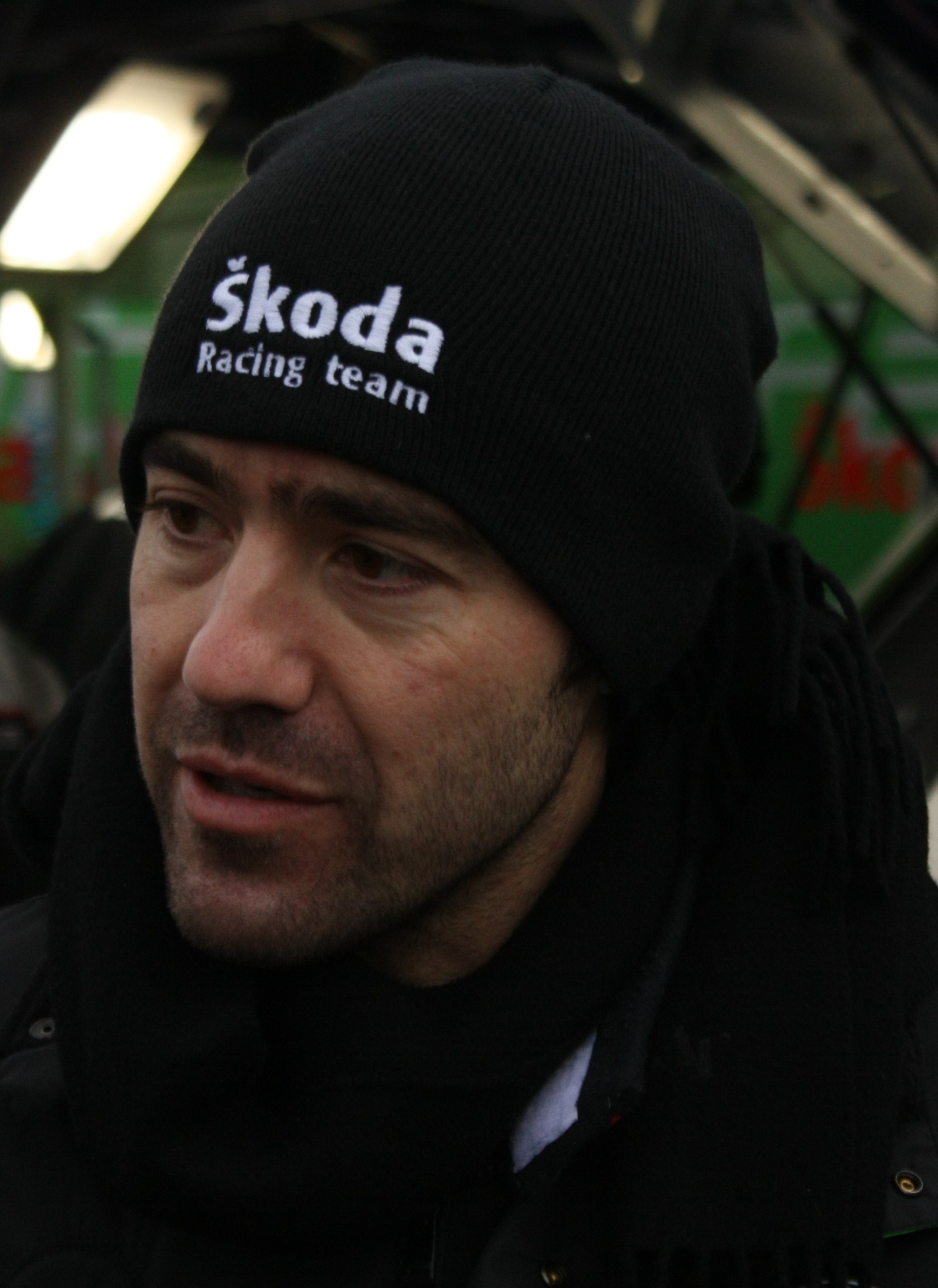
Nicolas Vouilloz

- 08. Februar: Nicolas Vouilloz, französischer Mountainbiker und Rallyefahrer
- 09. Februar: Ionela Târlea, rumänische Leichtathletin
- 10. Februar: Carlos Jiménez Sánchez, spanischer Basketballspieler
- 11. Februar: Mareile Blendl, deutsche Schauspielerin
- 11. Februar: Alexandra Neldel, deutsche Schauspielerin
- 11. Februar: Ricardo, portugiesischer Fußballspieler
- 11. Februar: Alenka Dovžan, slowenische Skiläuferin
- 12. Februar: Carsten Mahnecke, deutscher Handballspieler
- 12. Februar: Silvia Saint, tschechische Pornodarstellerin
- 12. Februar: Sigrid Mutscheller, deutsche Triathletin und Skilangläuferin
- 13. Februar: Jörg Bergmeister, deutscher Automobilrennfahrer
- 13. Februar: Leslie Feist, bekannt als Feist, kanadische Pop-Sängerin
- 13. Februar: Thomas Hansen, norwegischer Musiker († 2007)
- 13. Februar: Witali Lilitschenko, kasachischer Skilangläufer und Ski-Orientierungsläufer

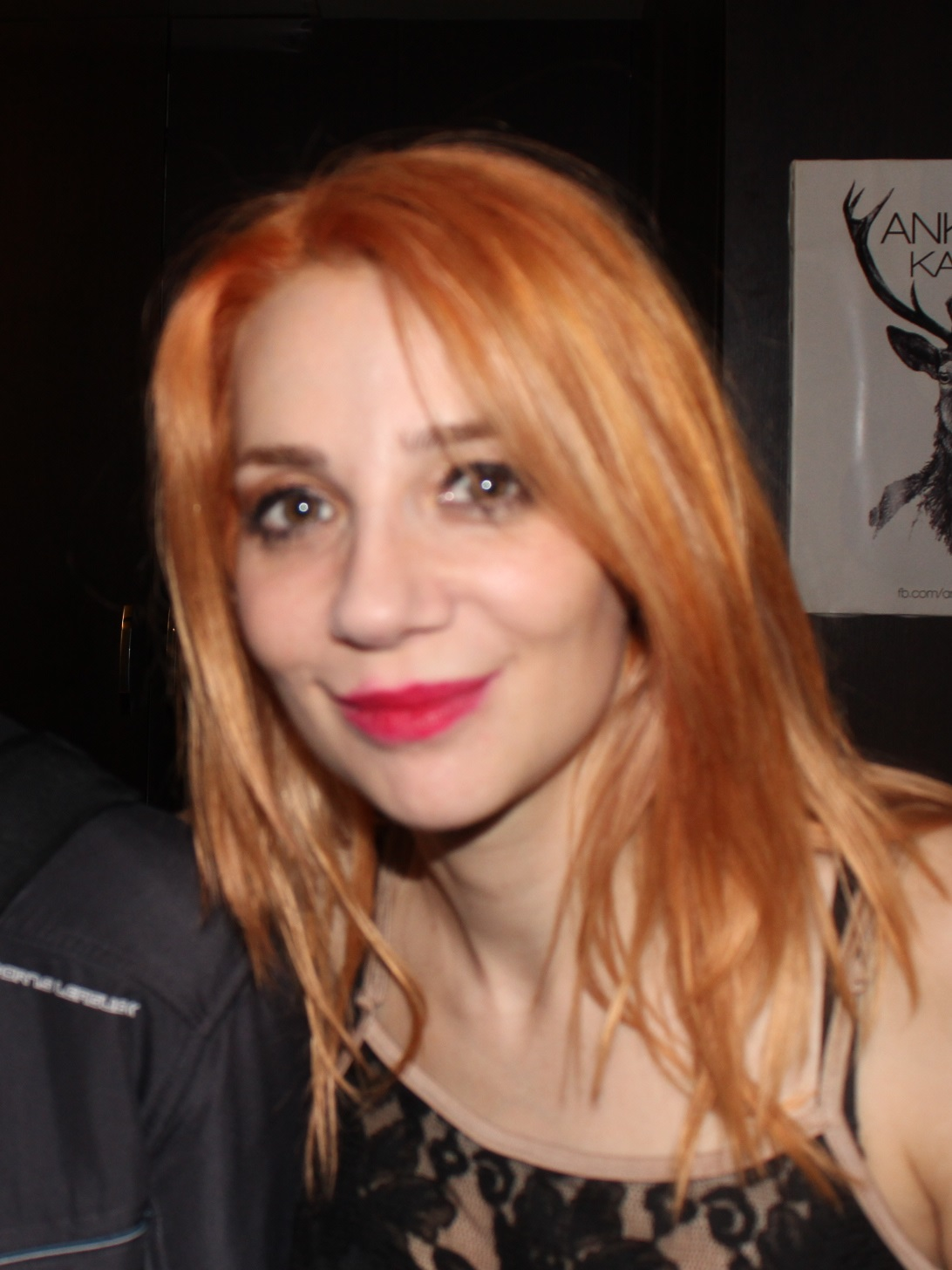
Aylin Aslım

- 14. Februar: Aylin Aslım, türkische Poprocksängerin
- 14. Februar: Thabet Habib Yousif Al Mekko, irakischer chaldäisch-katholischer Bischof († 2025)
- 14. Februar: Jens Arne Svartedal, norwegischer Skilangläufer
- 15. Februar: Óscar Freire Gómez, spanischer Radrennfahrer
- 15. Februar: Francisco Neri, brasilianischer Fußballspieler
- 15. Februar: Wang Quanzhang, chinesischer Anwalt und Dissident
- 16. Februar: Ayla Akat Ata, türkische Politikerin, Juristin und Politikerin
- 17. Februar: Benjamin-Immanuel Hoff, deutscher Politiker
- 17. Februar: Almira Scripcenco, französische Schachspielerin
- 17. Februar: Marco Seefried, deutscher Automobilrennfahrer
- 17. Februar: Dov Zifroni, israelischer Schachspieler
- 17. Februar: Lefteris Fafalis, griechischer Skilangläufer und Biathlet
- 18. Februar: Katja Dörner, deutsche Politikerin
- 18. Februar: Thomas Schmidt, Kanute
- 19. Februar: Iris Lienhard, österreichische Skibobfahrerin
- 19. Februar: Andrew Pitt, australischer Motorradrennfahrer
- 19. Februar: Teddy Thompson, britischer Folk-Rock-Musiker und Musikproduzent
- 20. Februar: Johanna Beisteiner, österreichische Gitarristin
- 20. Februar: Jason Hart, US-amerikanischer Automobilrennfahrer
- 21. Februar: Wolodymyr Olschanskyj, ukrainischer Skilangläufer
- 22. Februar: Kenneth Åkesson, bekannt als Tjodalv, norwegischer Gitarrist und Schlagzeuger
- 22. Februar: Christopher Isengwe, tansanischer Leichtathlet
- 22. Februar: Michail Tschiwiksin, russischer Badmintonspieler
- 23. Februar: Kelly Macdonald, schottische Schauspielerin
- 23. Februar: Víctor, spanischer Fußballspieler
- 23. Februar: Jaime Fortier, kanadische Skilangläuferin
- 24. Februar: Marco Campos, brasilianischer Automobilrennfahrer († 1995)
- 24. Februar: Julia Grafflage, deutsche Schauspielerin
- 24. Februar: Yuval Noah Harari, israelischer Historiker und Sachbuchautor
- 24. Februar: Bradley McGee, australischer Radrennfahrer
- 24. Februar: Matthew Thomas Skiba, US-amerikanischer Musiker
- 25. Februar: Samir Muratović, bosnisch-herzegowinischer Fußballspieler
- 26. Februar: Nalini Anantharaman, französische Mathematikerin
- 26. Februar: Andreas Nauroth, deutscher Fußballspieler
- 26. Februar: Mauro Lustrinelli, Schweizer Fußballspieler
- 26. Februar: Ulrike Syha, deutsche Dramatikerin
- 27. Februar: Nikki Amuka-Bird, britische Schauspielerin
- 27. Februar: Ludovic Capelle, belgischer Radrennfahrer
- 27. Februar: Enrico Fantini, italienischer Fußballspieler
- 27. Februar: Rhea Harder-Vennewald, deutsche Schauspielerin
- 27. Februar: Witali Walerjewitsch Denissow, russischer Skilangläufer
- 28. Februar: Geri Çipi, albanischer Fußballspieler
- 28. Februar: Anna Disselhoff, deutsche Handballspielerin
- 28. Februar: Damian Wleklak, polnischer Handballspieler
- 28. Februar: Audun Grønvold, norwegischer Skiläufer († 2025)
- 29. Februar: Judith Enders, deutsche Politikwissenschaftlerin und Autorin
- 29. Februar: Claudia Matthäus, deutsche Juristin
- 29. Februar: Milaim Rama, Schweizer Fußballspieler
- 29. Februar: Ja Rule, US-amerikanischer Rapper
- 29. Februar: Simone Panteleit, deutsche Fernsehmoderatorin

### März
- 01. März: Alex Debón, spanischer Motorradrennfahrer
- 01. März: Kamau, brasilianischer Rapper, Mathematiker und Profiskateboarder

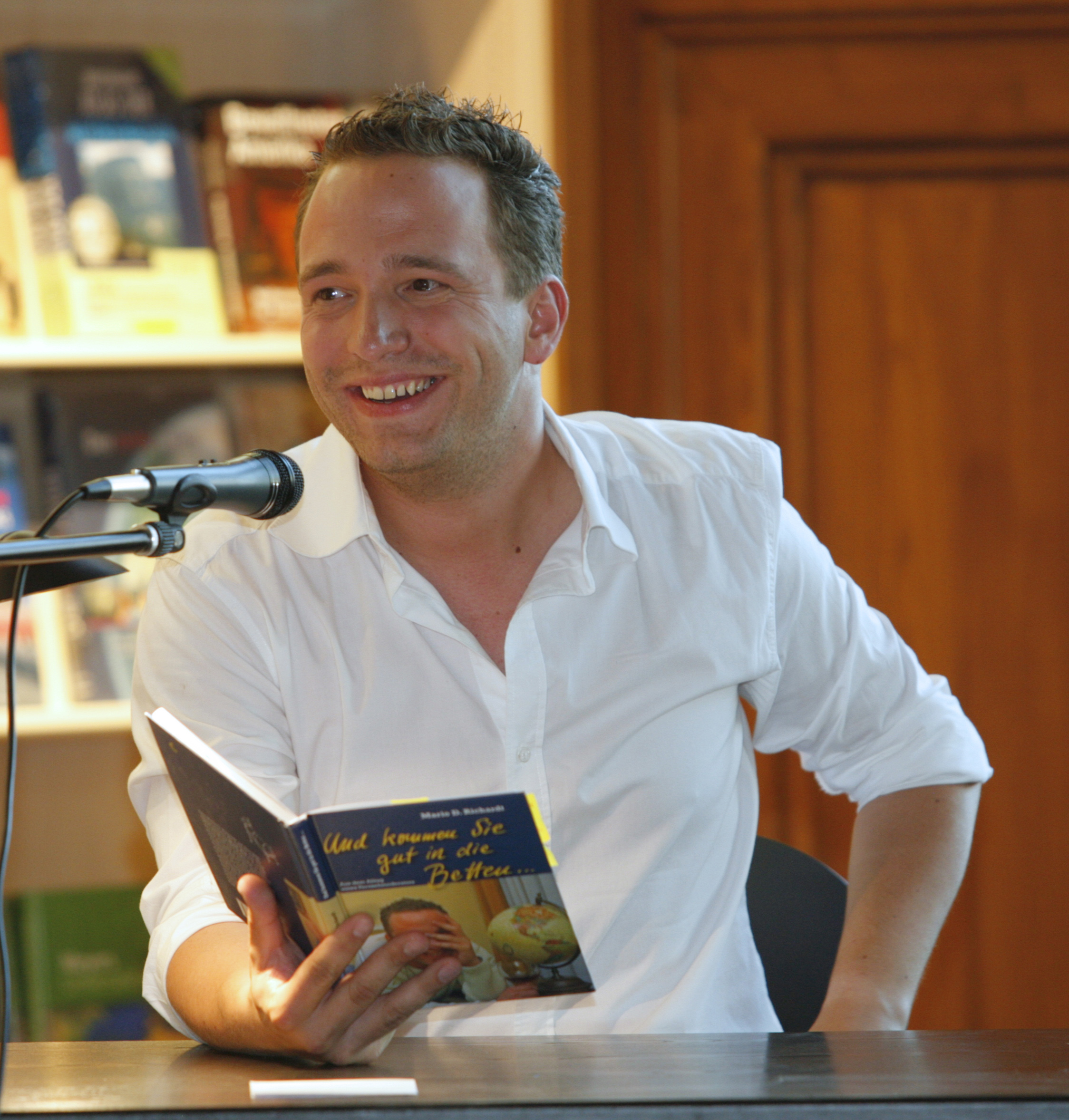
Mario D. Richardt

- 01. März: Mario D. Richardt, deutscher Fernsehmoderator und Autor
- 02. März: França, brasilianischer Fußballspieler
- 02. März: Florencia de la V, argentinischer Schauspieler, Humorist und Travestie-Künstler
- 02. März: Brigitte Hobmeier, deutsche Schauspielerin
- 03. März: Michael Blos, deutscher Politiker
- 03. März: Natalia Kukulska, polnische Pop-Sängerin
- 04. März: Kristof Magnusson, deutscher Schriftsteller
- 04. März: Christian Weidner, deutscher Jazzmusiker
- 04. März: Vic Wunderle, US-amerikanischer Bogenschütze
- 05. März: Šarūnas Jasikevičius, litauischer Basketball-Spieler
- 05. März: Tomáš Martinec, deutscher Eishockeyspieler
- 05. März: Carsten Cullmann, deutscher Fußballspieler
- 06. März: Elisa Aaltola, finnische Philosophin
- 06. März: Kenneth Charles Anderson, US-amerikanischer Wrestler und Schauspieler
- 08. März: Nicole Aish, US-amerikanische Langstreckenläuferin
- 08. März: Freddie Prinze junior, US-amerikanischer Filmschauspieler
- 09. März: Yamila Díaz-Rahi, argentinisches Model
- 09. März: Anier García, kubanischer Leichtathlet
- 09. März: Nicole Kortlüke, deutsche Filmeditorin
- 09. März: Francisco Mancebo, spanischer Radsportler
- 09. März: Benedict („Ben“) Martin Paul Mulroney, kanadischer Fernsehmoderator
- 10. März: Faisal Atallah, kuwaitischer Eishockeyspieler
- 10. März: Vanessa Louise Atkinson, englisch-niederländische Squashspielerin
- 10. März: Eladio Jiménez, spanischer Radrennfahrer
- 10. März: Christa Pike, US-amerikanische Mörderin
- 10. März: Barbara Schett, österreichische Tennisspielerin
- 11. März: Radek Baborák, tschechischer Hornist
- 11. März: Anja Weisgerber, deutsche Europaabgeordnete
- 12. März: Andreas Erm, deutscher Leichtathlet
- 14. März: Jan-Olaf Immel, deutscher Handballspieler
- 14. März: Sarah Ulmer, neuseeländische Radrennfahrerin
- 14. März: Phil Vickery, englischer Rugbyspieler
- 15. März: Katrien Aerts, belgische Freestyle-Skierin
- 16. März: Kai Buchmann, deutscher Kommunalpolitiker
- 16. März: Zhu Chen, chinesische Schachspielerin
- 16. März: Pál Dárdai, ungarischer Fußballspieler
- 17. März: Florin Corbeanu, rumänischer Ruderer
- 17. März: Stephen Gately, irischer Sänger und Schauspieler († 2009)

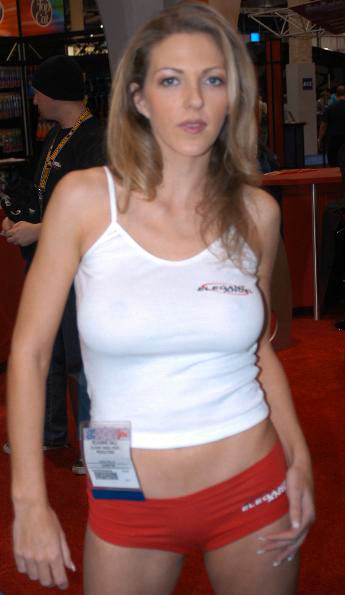
Roxanne Hall

- 17. März: Roxanne Hall, britische Pornodarstellerin
- 17. März: Satoshi Hirose, japanischer Radrennfahrer
- 17. März: Todd Perry, australischer Tennisprofispieler
- 17. März: Álvaro Recoba, uruguayischer Fußballspieler
- 17. März: Janina Sachau, deutsche Schauspielerin und Hörspielsprecherin
- 18. März: Giovanna Antonelli, brasilianische Schauspielerin und Sängerin
- 19. März: Rachel Blanchard, kanadische Schauspielerin
- 19. März: Alessandro Nesta, italienischer Fußballspieler
- 19. März: Ivica Šmid, kroatischer Fußballspieler
- 20. März: Jens Petersen, deutscher Schriftsteller und Arzt
- 20. März: Chester Bennington, US-amerikanischer Sänger († 2017)
- 20. März: Kristian Hammer, norwegischer Nordisch-Kombinierer
- 20. März: Stephanie Munk, deutsche Juristin
- 20. März: Igor Subrilin, kasachischer Skilangläufer
- 21. März: Claudia Heber, deutsche Politikerin
- 22. März: Zoli Ádok, ungarischer Sänger, Schauspieler und Tänzer
- 22. März: Sven Butenschön, deutsch-kanadischer Eishockeyspieler
- 22. März: Reese Witherspoon, US-amerikanische Schauspielerin
- 22. März: Trond Iversen, norwegischer Skilangläufer
- 23. März: Keri Russell, US-amerikanische Schauspielerin
- 23. März: Ricardo Zonta, brasilianischer Automobilrennfahrer
- 24. März: Serhij Hennadijowytsch Arbusow, ukrainischer Geschäftsmann, Ökonom und Politiker
- 24. März: Annette Dasch, deutsche Opern-, Konzert- und Liedersängerin
- 24. März: Peyton Manning, US-amerikanischer American-Football-Spieler
- 25. März: Lars Figura, deutscher 400-Meter-Läufer

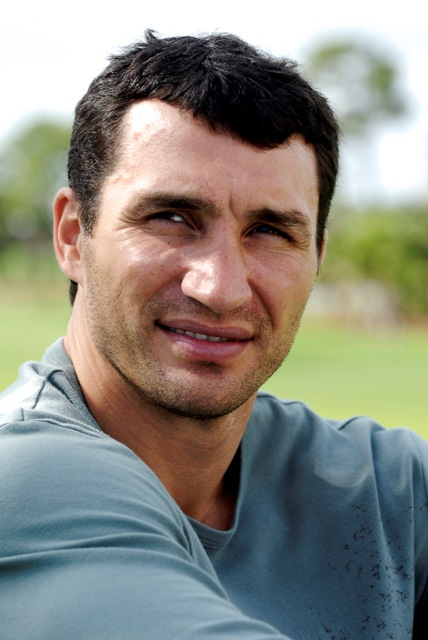
Wladimir Klitschko

- 25. März: Wladimir Klitschko, ukrainischer Boxer
- 25. März: Jeb Corliss, US-amerikanischer BASE Jumper und Fernsehmoderator
- 26. März: Amy Smart, US-amerikanische Schauspielerin
- 26. März: Oscar Sonejee Masand, andorranischer Fußballspieler
- 26. März: Alex Varas, chilenischer Fußballspieler
- 26. März: Nurgül Yeşilçay, türkische Schauspielerin
- 27. März: Roberta Alma Anastase, rumänische Politikerin
- 27. März: Adrian Gheorghe Anca, rumänischer Fußballspieler und -trainer
- 27. März: Samu Gryllus, ungarischer Bassgitarrist, Soundpainter, Komponist und Dirigent
- 28. März: Haruchika Aoki, japanischer Motorradrennfahrer
- 29. März: Igor Astarloa, spanischer Radrennfahrer
- 28. März: Tim Mullen, britischer Automobilrennfahrer
- 29. März: Jennifer Capriati, US-amerikanische Tennisspielerin
- 30. März: Bernardo Corradi, italienischer Fußballspieler und -trainer
- 30. März: Ayako Kawasumi, japanische Synchronsprecherin und Sängerin
- 30. März: Obadele Thompson, barbadischer Leichtathlet
- 31. März: Keith Anthony Blair, jamaikanischer Dancehall- und Reggae-Interpret
- 31. März: Jonas Ernelind, schwedischer Handballspieler († 2011)
- 31. März: André Röhner, deutscher Schauspieler und Fotograf

### April
- 01. April: Ingemar Backman, schwedischer Snowboarder
- 01. April: Mattias Blomberg, schwedischer Snowboarder
- 01. April: John Elkann, italienischer Manager und Industrieller
- 01. April: Gábor Király, ungarischer Fußballspieler
- 01. April: David Oyelowo, US-amerikanischer Schauspieler
- 01. April: Clarence Seedorf, niederländischer Fußballspieler
- 02. April: Lucy Diakovska, bulgarische Pop- und Musical-Sängerin

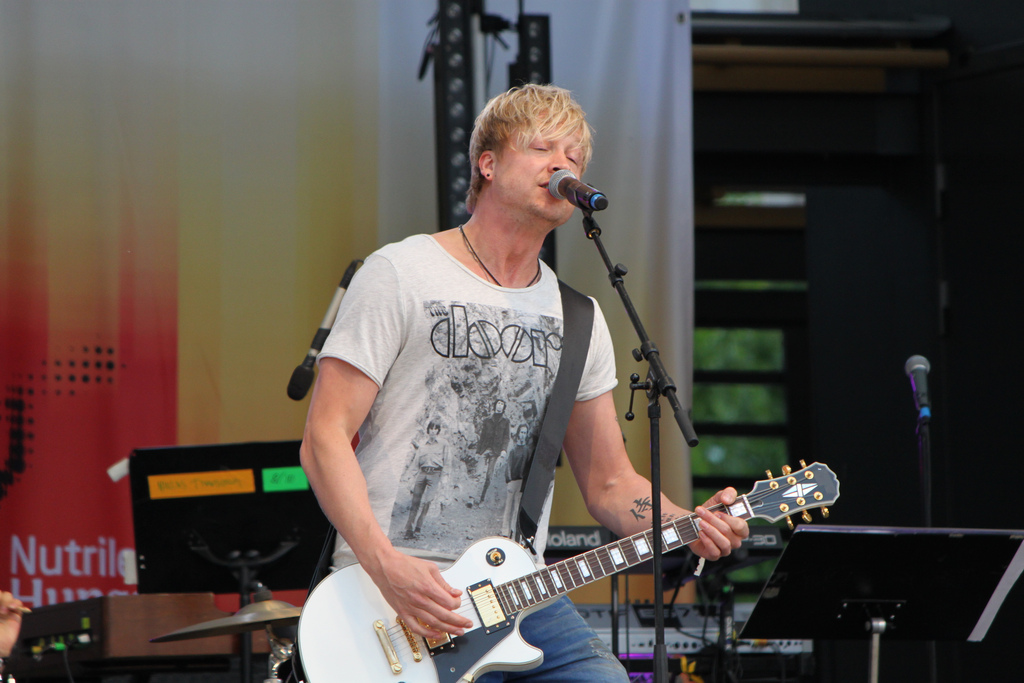
Samu Haber

- 02. April: Samu Haber, finnischer Sänger und Liedtexter
- 04. April: Nils Brunkhorst, deutscher Schauspieler und Sänger

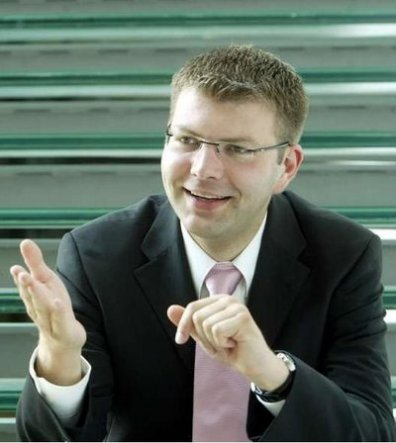
Daniel Caspary

- 04. April: Daniel Caspary, deutscher Politiker und Mitglied im EU-Parlament
- 04. April: Patrick Dewayne, deutscher Schauspieler, Musiker, Moderator, Wirtschaftsjournalist und Sachbuchautor
- 04. April: Emerson, brasilianischer Fußballspieler
- 04. April: Elvir Rahimić, bosnisch-herzegowinischer Fußballspieler
- 05. April: Kai Michalke, deutscher Fußballspieler
- 05. April: Alias, US-amerikanischer Rapper († 2018)
- 05. April: Kim Collins, Leichtathlet von den St. Kitts und Nevis-Inseln

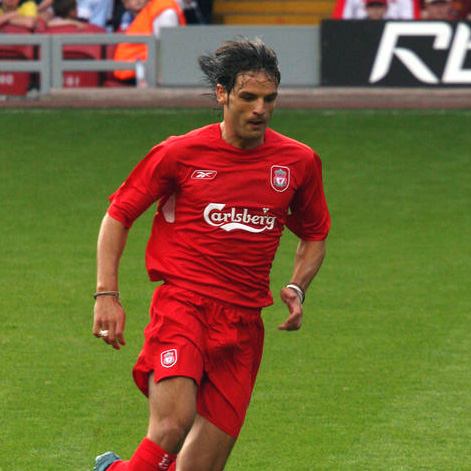
Fernando Morientes

- 05. April: Fernando Morientes, spanischer Fußballer
- 06. April: Jennipher Antoni, deutsche Schauspielerin und Hörspielsprecherin
- 06. April: Candace Cameron, US-amerikanische Schauspielerin
- 06. April: James Fox, britischer Sänger, Songschreiber, Pianist und Gitarrist
- 06. April: Anke Rehlinger, deutsche Politikerin
- 07. April: Atscham Achilow, usbekischer Ringer
- 07. April: Dalibor Anušić, kroatischer Handballspieler
- 07. April: Martin Buß, deutscher Leichtathlet
- 07. April: Stefan Ulrich, deutscher Wasserspringer
- 07. April: Radoslav Suchý, slowakischer Eishockeyspieler
- 08. April: Mathias Schober, deutscher Fußballspieler
- 09. April: Serena Maria Auñón-Chancellor, US-amerikanische Astronautin
- 09. April: Lars Rasmussen, dänischer Handballspieler
- 09. April: Anders Högberg, schwedischer Skilangläufer
- 10. April: Sara Renner, kanadische Skilangläuferin
- 11. April: Antonio Pacheco, uruguayisch-italienischer Fußballspieler und -trainer

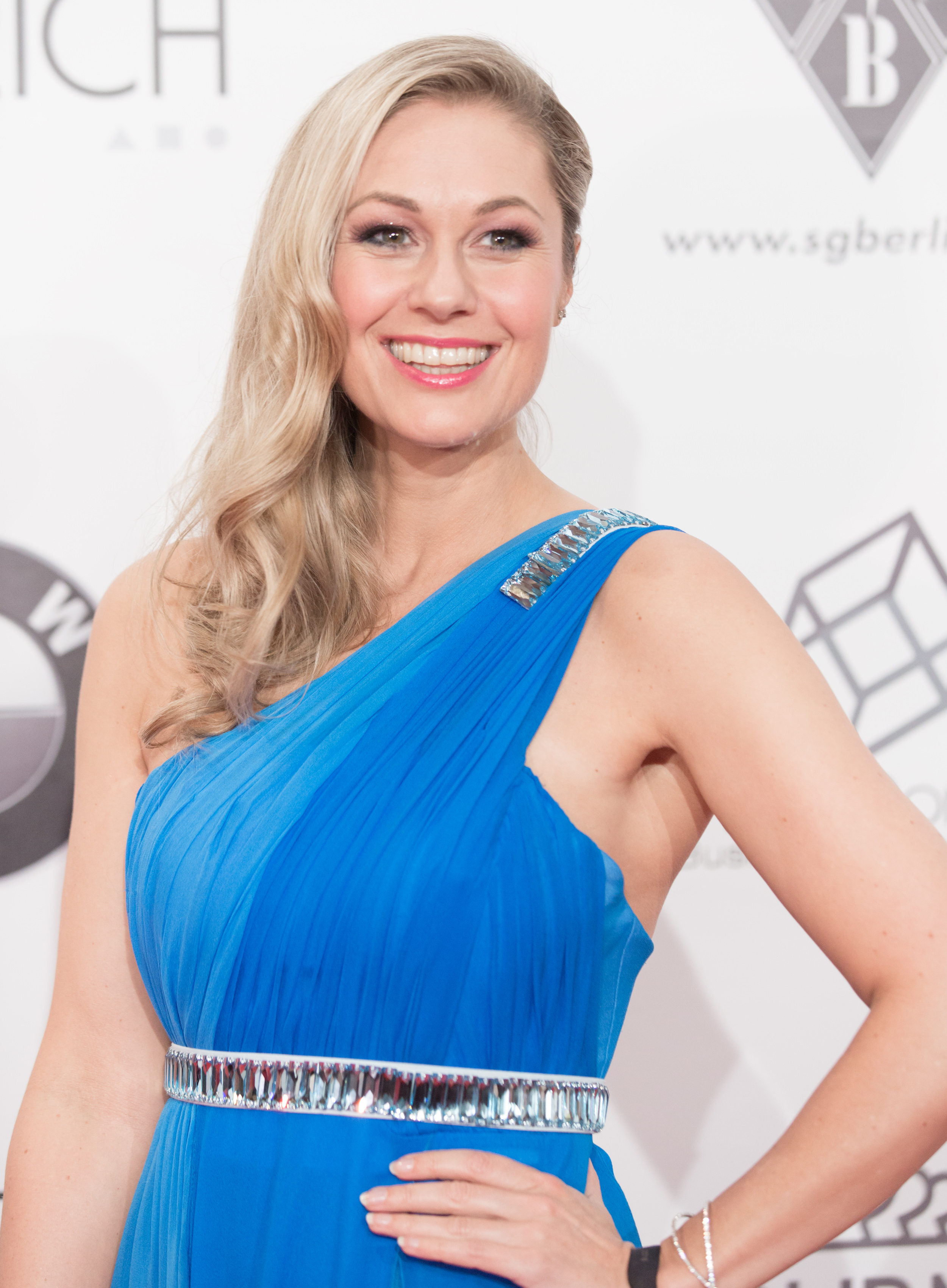
Ruth Moschner

- 11. April: Ruth Moschner, deutsche Fernsehmoderatorin
- 11. April: Cristian Saracco, italienischer Skilangläufer
- 12. April: Kuok Io Keong, macauischer Automobilrennfahrer
- 13. April: Jonathan Brandis, US-amerikanischer Schauspieler († 2003)
- 13. April: Valentina Cervi, italienische Schauspielerin
- 14. April: Santiago Abascal Conde, spanischer Politiker
- 14. April: Georgeta Damian, rumänische Ruderin
- 14. April: Thomas Geierspichler, österreichischer Rollstuhlleichtathlet und Paralympicssieger
- 14. April: Françoise Mbango Etone, kamerunische Leichtathletin und Olympiasiegerin
- 15. April: Markus Hausweiler, deutscher Fußballspieler
- 15. April: Seigō Narazaki, japanischer Fußballspieler
- 15. April: Mónica Saez, spanische Biathletin und Skilangläuferin
- 16. April: Christopher Adolf, Leichtathlet aus Palau
- 16. April: David Lyons, australischer Schauspieler
- 16. April: Doriane Vidal, französische Snowboarderin
- 17. April: Peter Aumer, deutscher Betriebswirt und Politiker
- 17. April: Sizzla Kalonji, Sänger
- 18. April: Rodrigo de la Serna, argentinischer Schauspieler
- 18. April: Melissa Joan Hart, US-amerikanische Schauspielerin
- 18. April: Kevin Rankin, US-amerikanischer Schauspieler
- 19. April: Wladimir Petrowitsch Wilissow, russischer Skilangläufer
- 20. April: Katrin Weißensee, deutsche Diplom-Betriebswirtin und Performancekünstlerin der Sandanimation
- 21. April: Sergei Jakowlew, kasachischer Radrennfahrer
- 22. April: Christian Wilhelmi, deutscher Schachspieler
- 23. April: Peter Kehl, deutscher Politiker
- 24. April: Juan Manuel Gárate, spanischer Radrennfahrer
- 24. April: Michael Schaefer, deutscher Autor
- 24. April: Hedda Berntsen, norwegische Freestyle-Skierin
- 25. April: Gilberto da Silva Melo, brasilianischer Fußballspieler
- 25. April: Tim Duncan, US-amerikanischer Basketballspieler
- 25. April: Stefan Murr, deutscher Schauspieler
- 25. April: Rainer Schüttler, deutscher Tennisspieler
- 26. April: Thiago Machado dos Santos, brasilianischer Triathlet († 2005)
- 27. April: Sally Hawkins, britische Schauspielerin
- 27. April: Benjamin Tewaag, deutscher Schauspieler
- 27. April: Olaf Tufte, norwegischer Ruderer
- 27. April: Álvaro Gijón, spanischer Skilangläufer
- 29. April: Sebastian Fickert, deutscher Richter und Schriftsteller
- 29. April: Fabio Liverani, italienischer Fußballspieler und -trainer
- 29. April: Chiyotaikai Ryūji, japanischer Sumo-Ringer
- 29. April: Maja Savić, montenegrinische Handballspielerin
- 30. April: Daniel Gloger, deutscher Countertenor
- 30. April: Amanda Palmer, US-amerikanische Musikerin, Lyrikerin und Kabarettistin

### Mai
- 01. Mai: Anna Olsson, schwedische Skilangläuferin
- 01. Mai: Violante Placido, italienische Schauspielerin
- 02. Mai: Wahyu Pelita Agung Setiawan, indonesischer Badmintonspieler

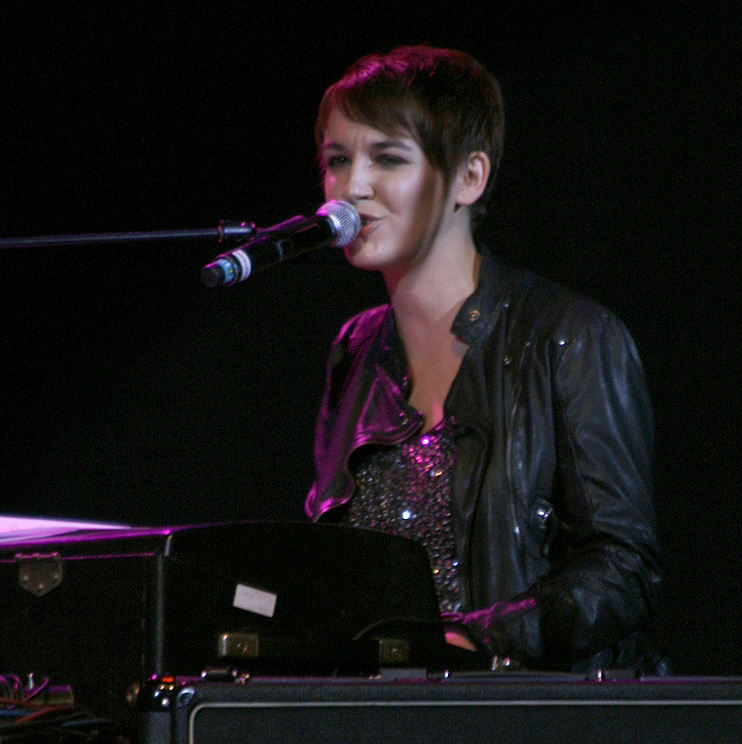
Sabina Hank

- 02. Mai: Sabina Hank, österreichische Pianistin und Komponistin
- 02. Mai: Rikke Hørlykke, dänische Handballspielerin
- 02. Mai: Cordelia Wege, deutsche Schauspielerin
- 03. Mai: Osamah al-Shanqiti, saudi-arabischer Leichtathlet
- 03. Mai: Beto, portugiesischer Fußballspieler
- 03. Mai: Alexander Gerst, deutscher Geophysiker und Astronaut
- 03. Mai: Tanja Kummer, Schweizer Schriftstellerin
- 04. Mai: Daniel Achilles, deutscher Koch
- 04. Mai: Simon Jentzsch, deutscher Fußballspieler
- 04. Mai: Mariusz Jurasik, polnischer Handballspieler und -trainer
- 04. Mai: Enak Gavaggio, französischer Freestyle-Skier
- 05. Mai: Juan Pablo Sorín, argentinischer Fußballspieler
- 07. Mai: Thomas Biagi, italienischer Automobilrennfahrer
- 07. Mai: Johannes Klomann, deutscher Politiker
- 07. Mai: Doktor Allwissend (YouTuber), deutscher Komiker und Webvideoproduzent, geboren als Borja Schwember
- 07. Mai: Norman Simon, deutscher Automobilrennfahrer
- 07. Mai: Jana Voosen, deutsche Schauspielerin
- 08. Mai: Makoto Yukimura, japanischer Mangaka (Comiczeichner)
- 08. Mai: Kim Christiansen, norwegischer Snowboarder
- 09. Mai: Nazan Eckes, Fernsehmoderatorin
- 09. Mai: Ásthildur Helgadóttir, isländische Fußballspielerin
- 09. Mai: Jeff Simmons, US-amerikanischer Automobilrennfahrer
- 09. Mai: Andreas Beck, österreichischer Skispringer und Snowboarder
- 09. Mai: Shin Doo-sun, südkoreanischer Skilangläufer
- 10. Mai: Udo Mechels, belgischer Sänger
- 10. Mai: Jan Vacek, tschechischer Tennisspieler
- 11. Mai: Kina Swidén, schwedische Skilangläuferin
- 13. Mai: Marcelo Pletsch, brasilianischer Fußballspieler
- 13. Mai: Ana Popović, jugoslawische Bluesgitarristin und Sängerin
- 13. Mai: Grzegorz Szamotulski, polnischer Fußballspieler
- 13. Mai: Zoltán Tagscherer, ungarischer Biathlet und Skilangläufer
- 14. Mai: Øystein Martinsen, norwegischer Schauspieler
- 14. Mai: Martine McCutcheon, britische Sängerin und Schauspielerin
- 14. Mai: Benjamin Quabeck, deutscher Filmregisseur
- 14. Mai: Attila Tököli, ungarischer Fußballspieler
- 15. Mai: Jacek Krzynówek, polnischer Fußballspieler
- 16. Mai: Christoph von Friedl, österreichischer Schauspieler
- 17. Mai: Martin Auer, deutscher Jazztrompeter und Flügelhornist
- 17. Mai: Daniel Komen, kenianischer Leichtathlet (Mittel- und Langstreckenläufer)
- 17. Mai: Mayte Martínez, spanische Leichtathletin
- 18. Mai: Manuel Ochsenreiter, deutscher Journalist († 2021)
- 18. Mai: Anna Ottosson, schwedische Skirennläuferin
- 18. Mai: Stéphane Yonnet, französischer Freestyle-Skier
- 18. Mai: Gion-Andrea Bundi, Schweizer Skilangläufer
- 19. Mai: TeeBee, norwegischer Produzent und DJ
- 19. Mai: Kevin Garnett, US-amerikanischer Basketballspieler
- 19. Mai: Thilo Schmidt, deutscher Hörfunk-Autor und Journalist
- 20. Mai: Virpi Kuitunen, finnische Skilangläuferin
- 21. Mai: Julia Abe, deutsche Tennisspielerin
- 21. Mai: Deron Miller, US-amerikanischer Musiker
- 22. Mai: Fernando Andina, spanischer Schauspieler
- 25. Mai: Cillian Murphy, irischer Schauspieler
- 25. Mai: Erinn Hayes, US-amerikanische Schauspielerin
- 25. Mai: Stefan Holm, schwedischer Leichtathlet

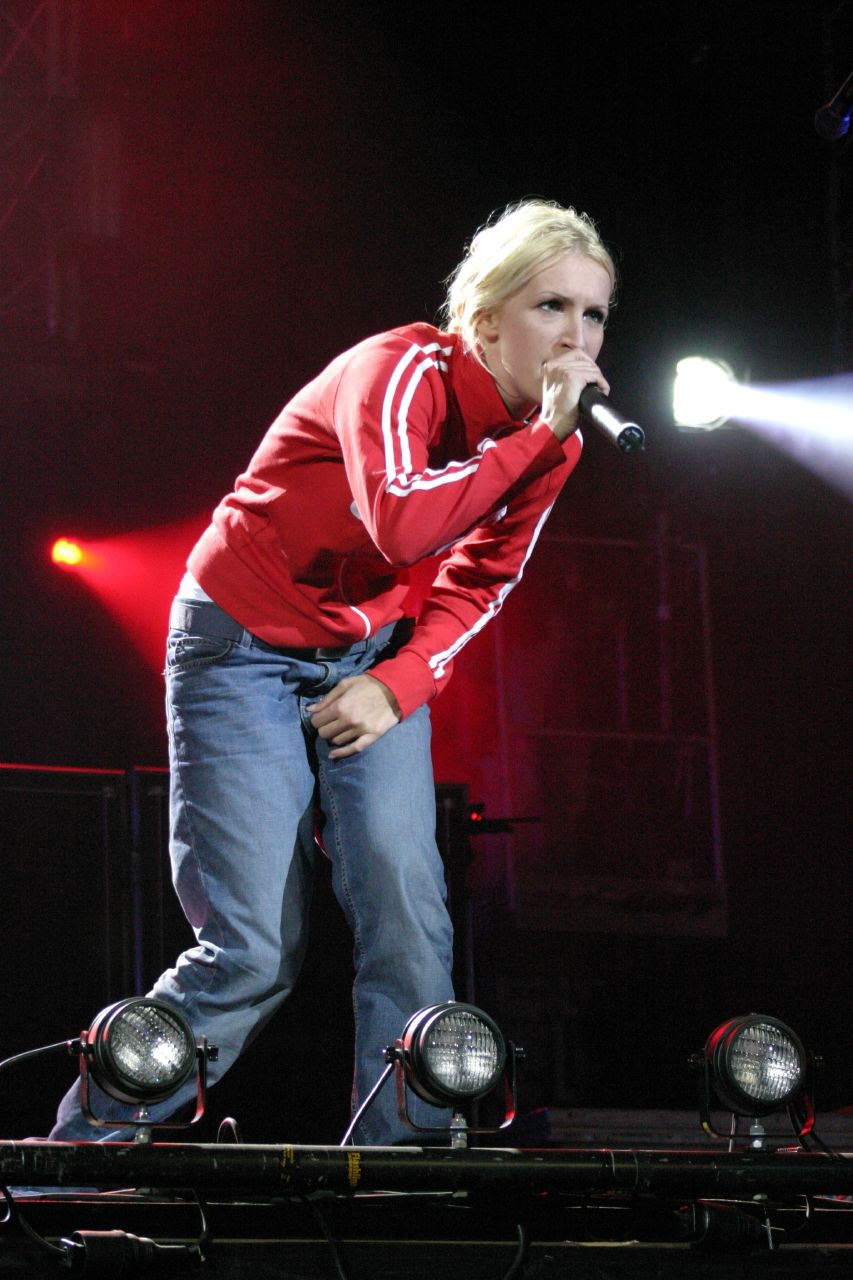
Sandra Nasić

- 25. Mai: Sandra Nasić, deutsche Sängerin
- 25. Mai: Martin Černík, tschechischer Snowboarder
- 26. Mai: Roman Hofer, österreichischer Freestyle-Skier
- 26. Mai: Fabio Santus, italienischer Skilangläufer
- 27. Mai: Marcel Fässler, Schweizer Automobilrennfahrer
- 27. Mai: Jiří Štajner, tschechischer Fußballspieler
- 27. Mai: RJD2, US-amerikanischer Musiker
- 28. Mai: Judit Neumann, deutsche Juristin und Richterin am Bundessozialgericht
- 28. Mai: Franz-Günter Roth, Brigadegeneral des Heeres der Bundeswehr
- 28. Mai: Michael Thurk, deutscher Fußballspieler
- 29. Mai: Caçapa, brasilianischer Fußballspieler
- 29. Mai: Alexander Job, deutscher Handballspieler und -trainer
- 30. Mai: Magnus Norman, schwedischer Tennisspieler
- 30. Mai: Susu Padotzke, deutsche Schauspielerin
- 31. Mai: Colin Farrell, irischer Schauspieler
- 31. Mai: Steve Jenkner, deutscher Motorradrennfahrer
- 31. Mai: Roar Ljøkelsøy, norwegischer Skispringer
- 31. Mai: Tanja Mairhofer, österreichische Fernsehmoderatorin und Schauspielerin
- 000Mai: Benjamin von der Ahe, deutscher Politiker

### Juni
- 01. Juni: Melanie Oßwald, deutsche Politikerin und MdB
- 01. Juni: Alexander Scheer, deutscher Schauspieler
- 02. Juni: Martin Čech, tschechischer Eishockeyspieler († 2007)
- 03. Juni: Brian Herrington, US-amerikanischer Komponist und Musikpädagoge
- 03. Juni: Jens Kruppa, deutscher Schwimmer
- 04. Juni: Kasey Chambers, australische Countrysängerin
- 04. Juni: Alexei Nawalny, russischer Rechtsanwalt und Politiker († 2024) Alexei Nawalny (2017)

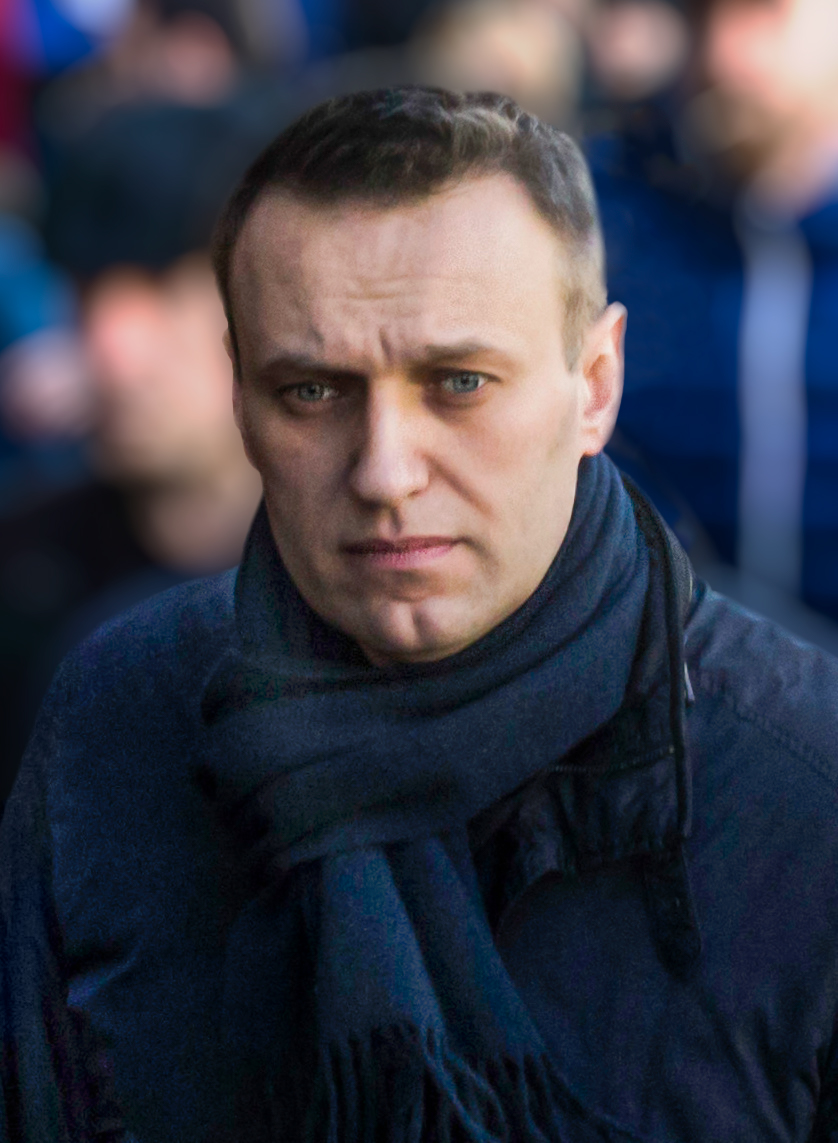
Alexei Nawalny (2017)

- 04. Juni: Nadja Petri, deutsche Schauspielerin
- 05. Juni: Ian Bavitz, US-amerikanischer Hip-Hop-Musiker
- 05. Juni: Belinda Halloran, australische Duathletin und Triathletin
- 06. Juni: Oksana Romenskaja, russische Handballspielerin und -trainerin
- 07. Juni: Jacqueline Akerman, kanadische Biathletin und Biathlontrainerin
- 07. Juni: Ercüment Aslan, türkischer Boxer
- 08. Juni: Aziz Zakari, ghanaischer Leichtathlet
- 08. Juni: Lindsay Davenport, US-amerikanische Tennisspielerin
- 08. Juni: Eion Bailey, US-amerikanischer Schauspieler
- 08. Juni: Jennifer Rodriguez, US-amerikanische Eisschnellläuferin
- 08. Juni: Gro Kvinlog, norwegische Freestyle-Skierin
- 09. Juni: Kayode Akinsanya, nigerianischer Badmintonspieler
- 09. Juni: Stephan Anstötz, deutscher Jurist
- 09. Juni: Sedat Artuç, türkischer Gewichtheber
- 09. Juni: Chicco Özden, deutsch-türkischer Sänger
- 10. Juni: Yvonne C. Arias, US-amerikanische Schauspielerin
- 10. Juni: Markus Brodbeck, deutscher Handballtorwart und -trainer
- 10. Juni: Georg Friedrich Prinz von Preußen, Chef des Hauses Hohenzollern Georg Friedrich Prinz von Preußen

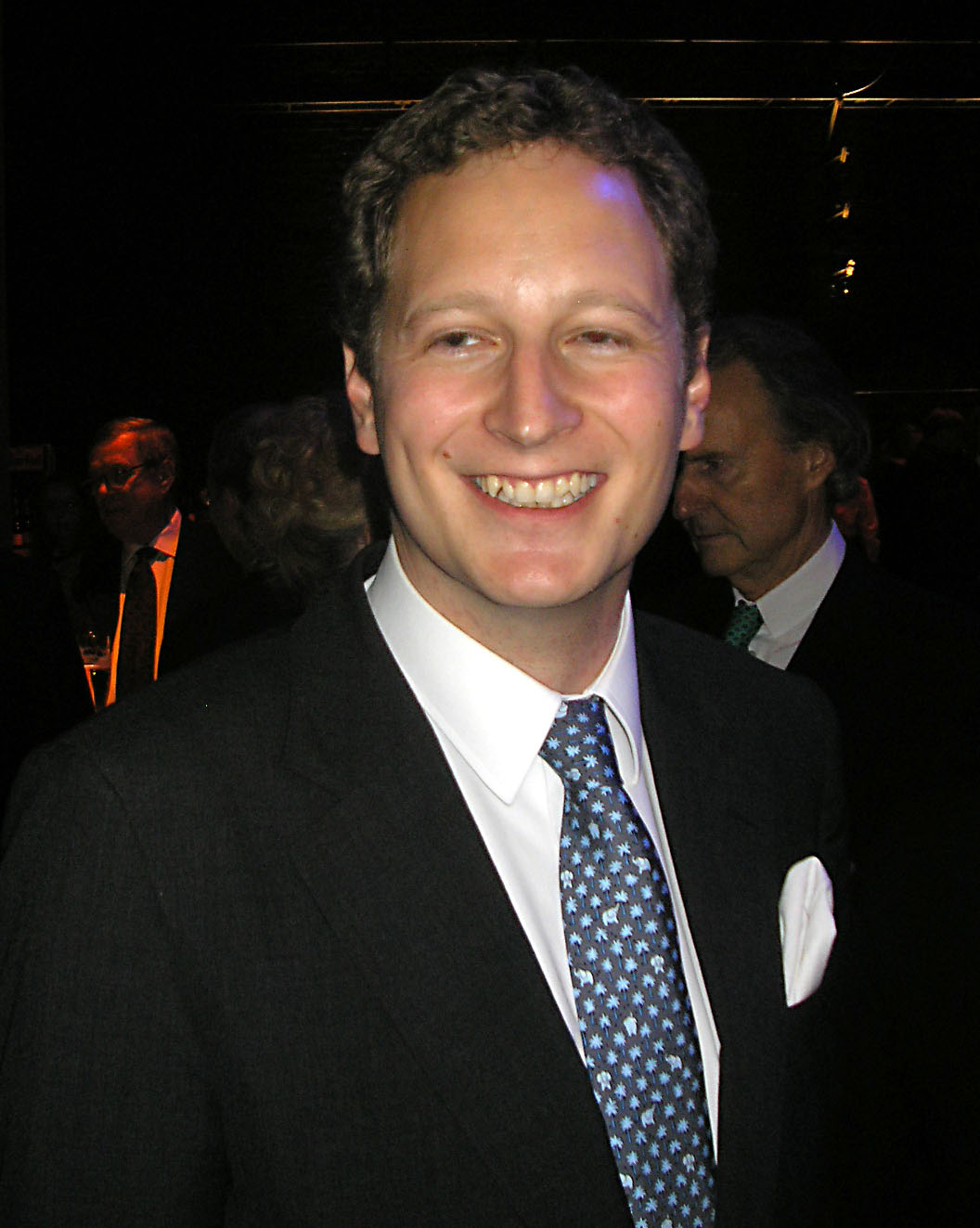
Georg Friedrich Prinz von Preußen

- 12. Juni: Thomas Sørensen, dänischer Fußballspieler
- 12. Juni: Katja Husen, deutsche Politikerin und MdB († 2022)
- 12. Juni: Tae Satoya, japanische Freestyle-Skierin
- 12. Juni: Martin Bajčičák, slowakischer Skilangläufer
- 13. Juni: Vivi Andreasen, färöische Fußballspielerin
- 13. Juni: Marc Ziegler, deutscher Fußballtorwart
- 14. Juni: Massimo Oddo, italienischer Fußballspieler
- 16. Juni: Matthias Beier, deutscher Schauspieler
- 16. Juni: Tom Lenk, US-amerikanischer Schauspieler
- 16. Juni: Nokuthula Ngwenyama, US-amerikanische Geigerin und Bratschistin
- 17. Juni: Scott Adkins, britischer Schauspieler
- 17. Juni: Sven Nys, belgischer Profi-Cyclocross-Fahrer
- 17. Juni: Pjotr Weniaminowitsch Swidler, russischer Schachspieler
- 18. Juni: Thomas Riedl, deutscher Fußballspieler
- 18. Juni: Christina Pazsitzky, US-amerikanisch-kanadische Stand-up-Comedian
- 18. Juni: Blake Shelton, Country-Sänger
- 20. Juni: Juliano Belletti, brasilianischer Fußballspieler
- 21. Juni: René Aufhauser, österreichischer Fußballspieler
- 21. Juni: Mike Einziger, Gitarrist der Band Incubus
- 21. Juni: Miroslav Karhan, slowakischer Fußballspieler
- 21. Juni: Dsmitryj Rak, belarussischer Freestyle-Skier
- 22. Juni: Grant Hendrik Tonne, deutscher Politiker
- 23. Juni: Paola Suárez, argentinische Tennisspielerin
- 23. Juni: Emmanuelle Vaugier, kanadische Schauspielerin
- 23. Juni: Patrick Vieira, französischer Fußballspieler
- 23. Juni: Stephen Copp, schwedischer Snowboarder
- 24. Juni: Julia Blesken, deutsche Schriftstellerin
- 24. Juni: Florian Weber, deutscher Moderator und Schauspieler
- 25. Juni: José Cancela, uruguayischer Fußballspieler
- 25. Juni: Lloyd McCollough, US-amerikanischer Rockabilly-Musiker
- 26. Juni: Maikel Aerts, niederländischer Fußballspieler
- 28. Juni: Shinobu Asagoe, japanische Tennisspielerin
- 28. Juni: Hans Sarpei, ghanaischer Fußballspieler
- 28. Juni: Sheila Herrero, spanische Speedskaterin
- 28. Juni: Seth Wescott, US-amerikanischer Snowboarder
- 29. Juni: Mohamed Bahari, algerischer Amateurboxer
- 29. Juni: Daniel Carlsson, schwedischer Rallyefahrer
- 29. Juni: Mario Kunasek, österreichischer Politiker, Landeshauptmann
- 30. Juni: Angie Akers, US-amerikanische Beachvolleyball- und Volleyballspielerin
- 30. Juni: Ellen Angelina, indonesische Badmintonspielerin
- 30. Juni: Vladimir Matović, serbischer Handballspieler († 2025)

### Juli
- 01. Juli: Patrick Kluivert, niederländischer Fußballspieler

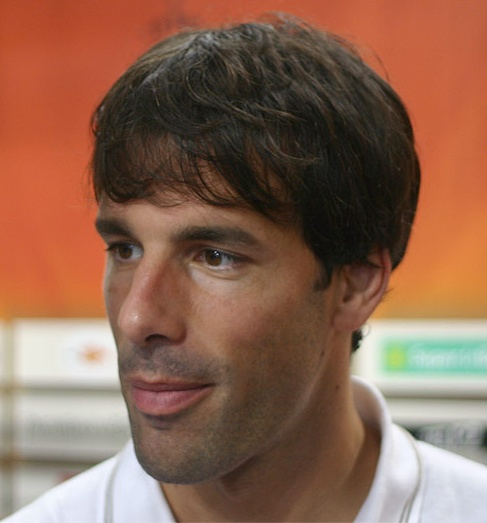
Ruud van Nistelrooy

- 01. Juli: Ruud van Nistelrooy, niederländischer Fußballspieler
- 01. Juli: Rigobert Song, kamerunisch-türkischer Fußballspieler
- 01. Juli: Szymon Ziółkowski, polnischer Leichtathlet
- 02. Juli: Idalina Borges Mesquita, brasilianische Handballspielerin
- 02. Juli: Krisztián Lisztes, ungarischer Fußballspieler
- 02. Juli: Tomáš Vokoun, tschechischer Eishockeyspieler
- 03. Juli: Wade Belak, kanadischer Eishockeyspieler († 2011)
- 03. Juli: Shane Lynch, irischer Sänger
- 04. Juli: Jewgenija Medwedewa-Arbusowa, russische Skilangläuferin
- 04. Juli: Daijirō Katō, japanischer Motorrad-Rennfahrer († 2003)
- 04. Juli: Eva Zeglovits, österreichische Politikwissenschafterin
- 04. Juli: Jewgenija Wladimirowna Medwedewa-Arbusowa, russische Skilangläuferin
- 05. Juli: Nuno Gomes, portugiesischer Fußballspieler
- 05. Juli: Bizarre, US-amerikanischer Rapper
- 06. Juli: Ophélie David, französische Freestyle-Skierin
- 06. Juli: Bashir Salahuddin, US-amerikanischer Schauspieler und Drehbuchautor
- 06. Juli: Damon Hayler, australischer Snowboarder
- 07. Juli: Evelyne Leu, Schweizer Freestyle-Skierin
- 08. Juli: Ellen MacArthur, britische Seglerin
- 08. Juli: Wang Liping, chinesische Leichtathletin
- 09. Juli: Thomas Cichon, deutscher Fußballspieler
- 09. Juli: Jochem Uytdehaage, niederländischer Eisschnellläufer
- 09. Juli: Emmanuelle Gagliardi, Schweizer Tennisspielerin
- 09. Juli: Pascal Briand, französischer Inline-Speedskater, Eisschnellläufer und Eis-Marathonläufer
- 09. Juli: Erin Simmons, kanadische Snowboarderin
- 09. Juli: Mikalaj Semenjako, belarussischer Skilangläufer
- 09. Juli: Sascha Tschorn, deutscher Schauspieler
- 10. Juli: Morris Chen, taiwanesischer Automobilrennfahrer
- 10. Juli: Iker Iturbe, spanischer Basketballspieler

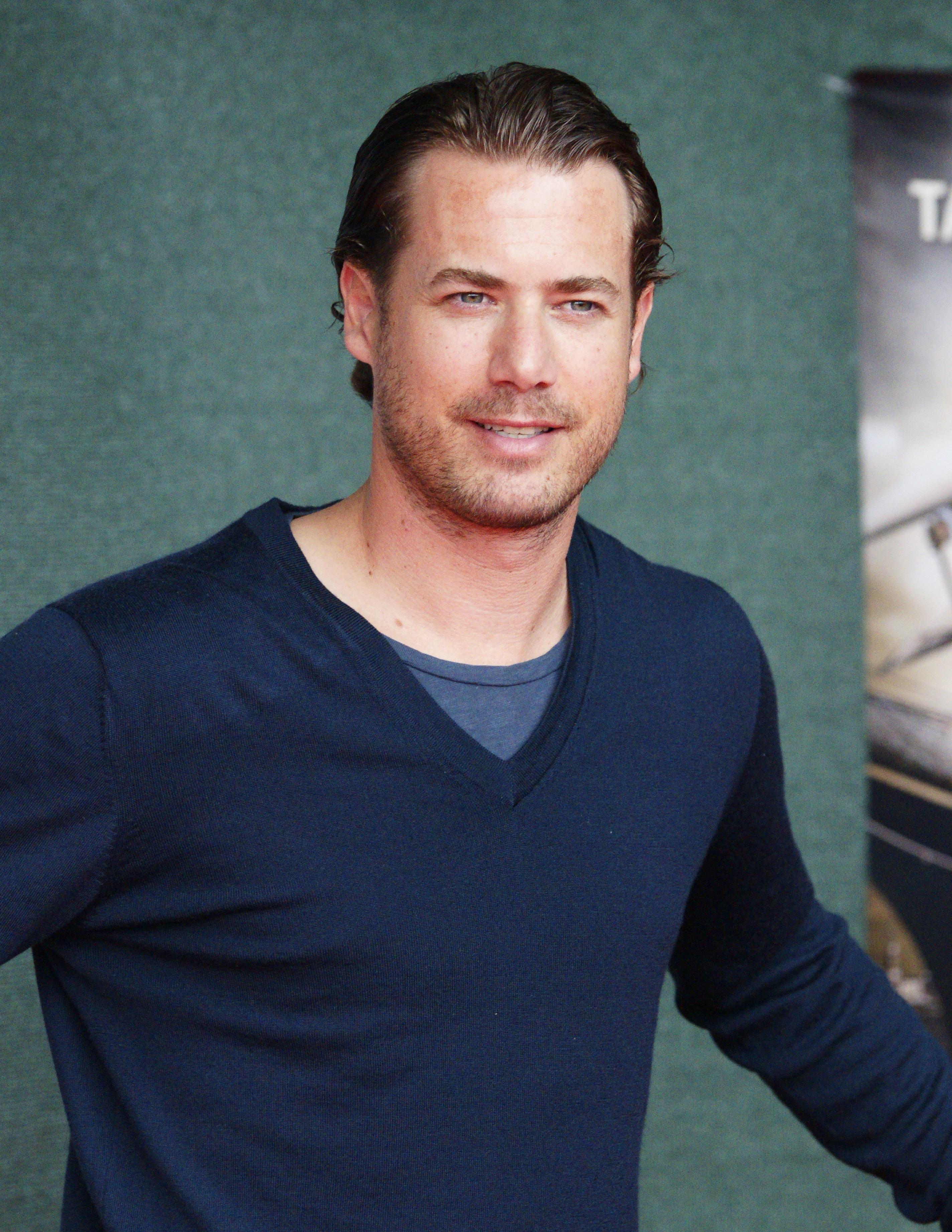
Lars Ricken

- 10. Juli: Lars Ricken, deutscher Fußballspieler
- 10. Juli: Ludovic Giuly, französischer Fußballspieler
- 10. Juli: Elijah Blue Allman, US-amerikanischer Sänger und Gitarrist
- 11. Juli: Christian Kunnes, deutscher Richter am Bundesgerichtshof
- 11. Juli: Christina Scherwin, dänische Leichtathletin
- 12. Juli: Guillaume Gille, französischer Handballspieler
- 12. Juli: Astrid Leberti, deutsche Schauspielerin
- 13. Juli: Austrofred, österreichischer Sänger
- 14. Juli: Monique Covet, ungarische Pornodarstellerin
- 14. Juli: Eray Eğilmez, türkisch-deutscher Schauspieler und Performer
- 14. Juli: Tewodros Kassahun, äthiopischer Sänger
- 14. Juli: Aline Staskowiak, deutsche Schauspielerin
- 15. Juli: Fredrick Canon, nauruischer Leichtathlet
- 15. Juli: Jim Jones, US-amerikanischer Rapper

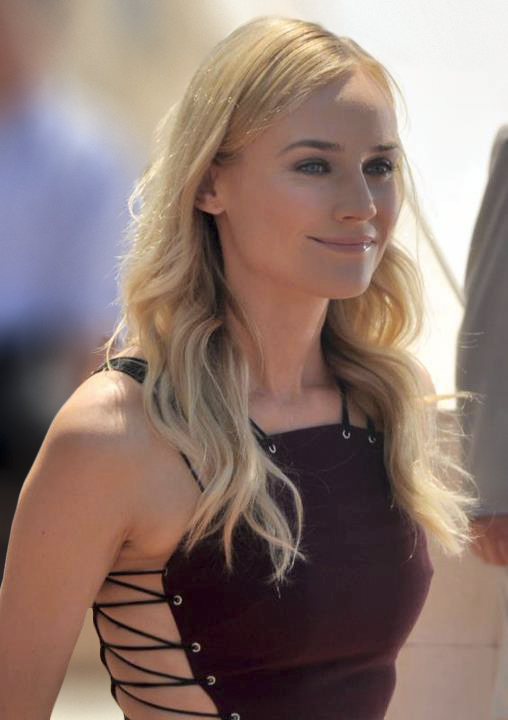
Diane Kruger

- 15. Juli: Diane Kruger, deutsche Schauspielerin
- 15. Juli: Marco Di Vaio, italienischer Fußballspieler
- 15. Juli: Sebastian Weber, deutscher Schauspieler
- 16. Juli: Claudia Riegler, neuseeländische Skirennläuferin
- 17. Juli: Anders Svensson, schwedischer Fußballspieler

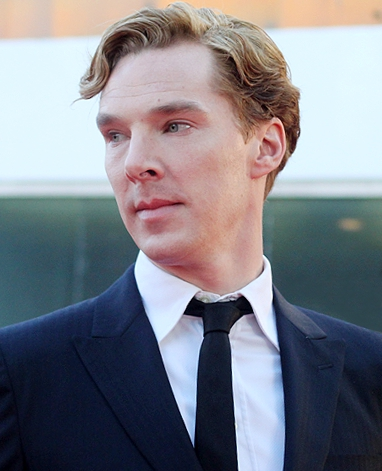
Benedict Cumberbatch

- 18. Juli: Yugo Tsukita, japanischer Freestyle-Skier
- 19. Juli: Benedict Cumberbatch, britischer Schauspieler
- 19. Juli: Florian Foest, deutscher Kameramann
- 19. Juli: Eric Prydz, schwedischer House-DJ und Produzent
- 20. Juli: Markus Giesler, Konsumforscher und Professor für Marketing
- 20. Juli: Michal Kolomazník, tschechischer Fußballspieler
- 20. Juli: Florian Panzner, deutscher Schauspieler
- 20. Juli: Alex Yoong, malayischer Automobilrennfahrer
- 20. Juli: Elina Hietamäki, finnische Skilangläuferin
- 21. Juli: Wahid Haschemian, iranischer Fußballspieler
- 21. Juli: Tatjana Lebedewa, russische Leichtathletin und Olympiasiegerin
- 22. Juli: Almedin Hota, bosnisch-herzegowinischer Fußballer
- 22. Juli: Janek Tombak, estnischer Radrennfahrer
- 22. Juli: Nicolas Huet, französischer Snowboarder
- 23. Juli: Judith Arndt, deutsche Radsportlerin
- 23. Juli: Jörg Jaksche, deutscher Radrennfahrer

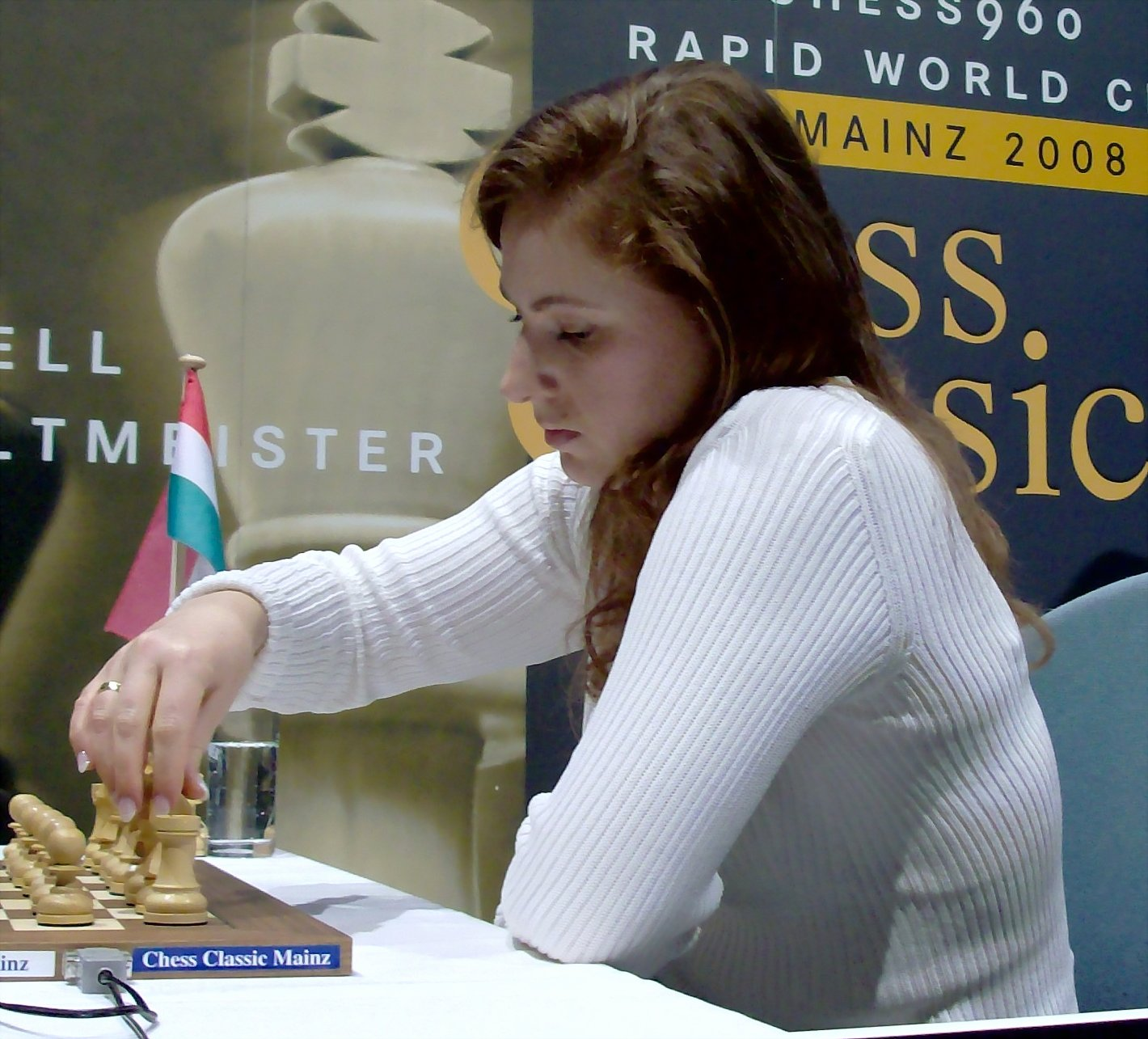
Judit Polgár

- 23. Juli: Judit Polgár, ungarische Schachspielerin
- 24. Juli: Michael Aish, neuseeländischer Langstreckenläufer
- 24. Juli: Rafer Alston, US-amerikanischer Basketballspieler
- 24. Juli: Josef Heynert, deutscher Schauspieler
- 24. Juli: Tiago Monteiro, portugiesischer Automobilrennfahrer
- 24. Juli: Francesc Reguera, andorranischer Fußballspieler
- 24. Juli: Alexei Seliwerstow, russischer Bobfahrer
- 25. Juli: Nikita Denise, tschechische Pornodarstellerin
- 25. Juli: Stéphane Rideau, französischer Schauspieler
- 25. Juli: Lil’ Cease, US-amerikanischer Rapper
- 25. Juli: Tera Patrick, US-amerikanisches Fotomodell und Pornodarstellerin
- 26. Juli: Pável Pardo, mexikanischer Fußballspieler
- 26. Juli: Kristina Sprenger, österreichische Schauspielerin
- 28. Juli: Oliver Köhrmann, deutscher Handballspieler
- 28. Juli: Curumin, brasilianischer Sänger
- 28. Juli: Kai Schumann, deutscher Schauspieler
- 28. Juli: Ann-Eli Tafjord, norwegische Skilangläuferin
- 29. Juli: Rhymin Simon, deutscher Rapper
- 29. Juli: Robert Fagan, kanadischer Snowboarder
- 30. Juli: Yvonne Zitzmann, deutsche Schriftstellerin und Übersetzerin
- 31. Juli: Salvatore Lanna, italienischer Fußballspieler und -trainer
- 31. Juli: Paulo Wanchope, costa-ricanischer Fußballspieler

### August
- 01. August: Nwankwo Kanu, nigerianischer Fußballspieler
- 01. August: Liviu-Dieter Nisipeanu, rumänischer Schachspieler
- 01. August: Hannes Primus, österreichischer Politiker († 2025)
- 01. August: Hasan Şaş, türkischer Fußballspieler

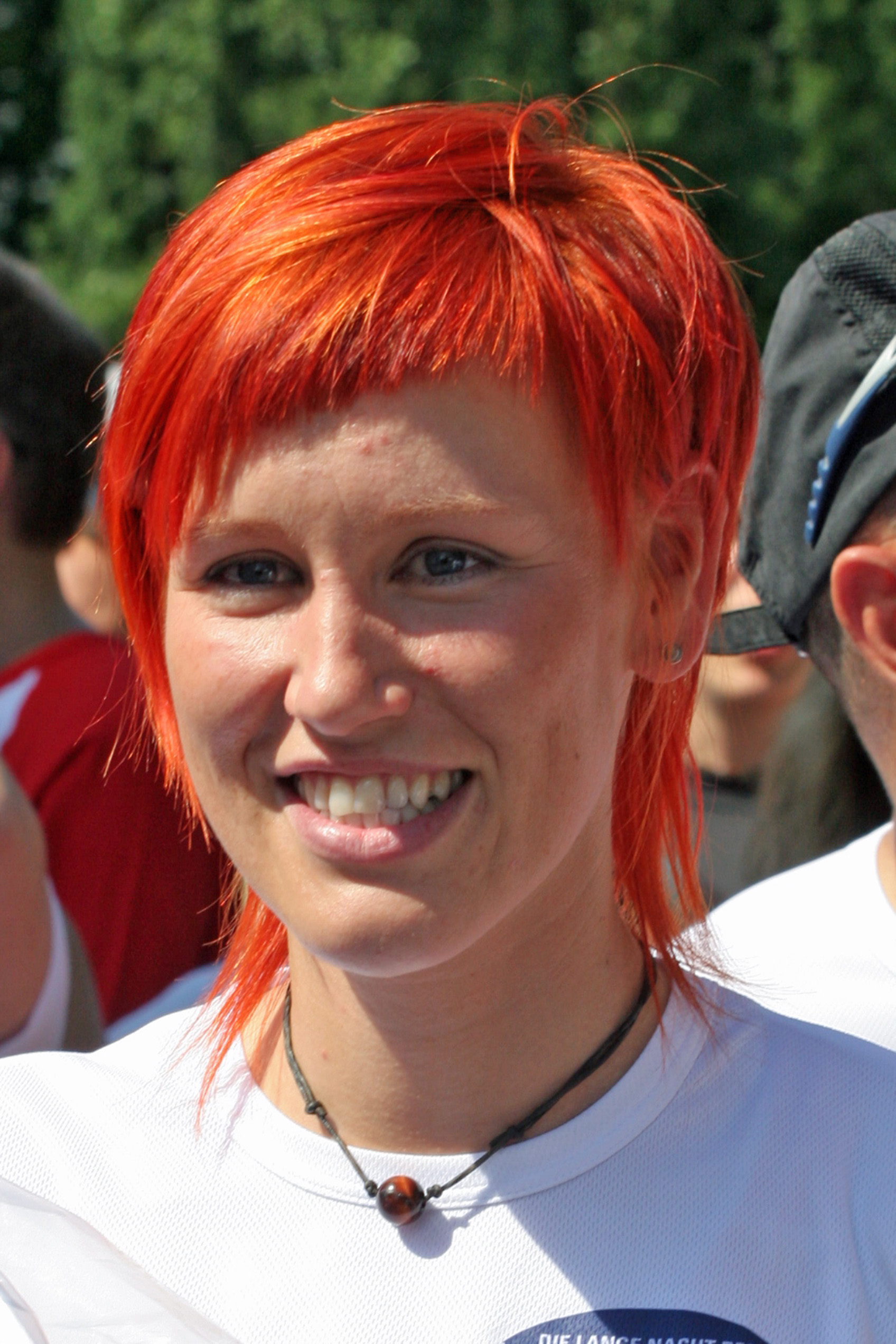
Kati Wilhelm

- 02. August: Kati Wilhelm, deutsche Biathletin
- 02. August: Sam Worthington, australischer Schauspieler

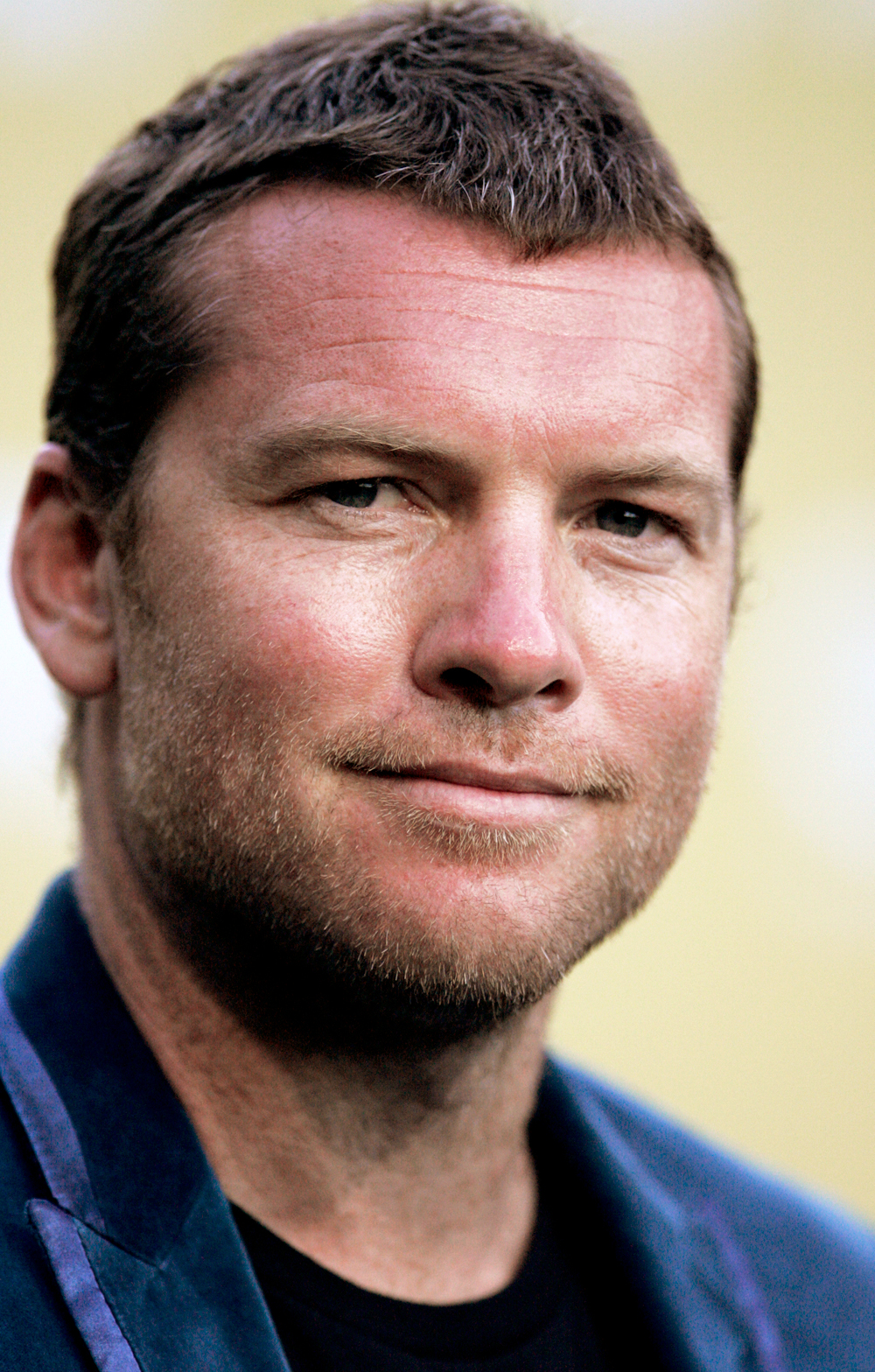
Sam Worthington

- 02. August: Stephan Langer, belgischer Skilangläufer und Biathlet
- 03. August: Kurt Niederstätter, italienischer Snowboarder
- 03. August: Lada Nesterenko, ukrainische Skilangläuferin
- 05. August: Witali Dzerbianiou, belarussischer Gewichtheber († 2022)
- 06. August: Melissa Suzanne George, australische Schauspielerin und Athletin
- 06. August: Josh Schwartz, US-amerikanischer Fernsehproduzent und Drehbuchautor
- 07. August: Hamed Attarbashi, deutscher Basketballtrainer
- 07. August: Shane Lechler, US-amerikanischer American-Football-Spieler
- 07. August: Natalja Nikolajewna Sernowa, russische Skilangläuferin
- 08. August: Urs Eiselin, Schweizer Snowboarder
- 09. August: Rhona Mitra, britische Filmschauspielerin
- 09. August: Christoph Baumann, deutscher Produzent, Regisseur und Schauspieler
- 09. August: Marc van Linden, deutscher DJ und Musikproduzent
- 09. August: Audrey Tautou, französische Schauspielerin
- 09. August: Mario Fuchs, österreichischer Snowboarder
- 10. August: Ricardo Andrés Aparicio De la Quintana, uruguayischer Fußballspieler
- 10. August: Adele Walker, britische Biathletin
- 11. August: Federico Pedini Amati, san-marinesischer Politiker
- 12. August: Tina Angel, deutsches Erotik-Modell
- 12. August: Mikko Lindström, finnischer Gitarrist
- 12. August: Sørenn Rasmussen, dänischer Handballspieler
- 12. August: Manuel Jiménez Soria, andorranischer Fußballspieler
- 12. August: Alexander Wipprecht, deutscher Schauspieler und Moderator
- 13. August: Nicky Grant, schottische Fußballspielerin
- 13. August: Edy Portmann, Schweizer Informatiker
- 13. August: Roddy Woomble, britischer Sänger
- 14. August: Thomas Kläsener, deutscher Fußballspieler
- 14. August: Ingo Knollmann, deutscher Rocksänger und Frontmann der Band Donots
- 15. August: Abiy Ahmed, äthiopischer Politiker, Ministerpräsident und Friedensnobelpreisträger
- 15. August: Boudewijn Zenden, niederländischer Fußballspieler
- 16. August: Sandra Weiss, deutsche Sängerin von Schlagern und volkstümlicher Musik
- 17. August: Olena Krassowska, ukrainische Hürdenläuferin und Olympiazweite
- 17. August: Carmen Ranigler, italienische Snowboarderin
- 18. August: Paraskevas Antzas, griechischer Fußballspieler
- 18. August: Michael Greis, deutscher Biathlet
- 18. August: Panacea, deutscher Drum-and-Bass-Produzent und -DJ
- 20. August: Aleh Kuleschou, belarussischer Freestyle-Skier
- 21. August: Philip Simon, niederländischer Moderator, Kabarettist und Autor
- 22. August: Marlies Oester, Schweizer Skirennfahrerin
- 23. August: LaTasha Colander, US-amerikanische Leichtathletin
- 23. August: Scott Caan, US-amerikanischer Schauspieler
- 23. August: Nicoline Schubert, deutsche Schauspielerin
- 24. August: Alex O’Loughlin, australischer Schauspieler
- 25. August: Castro Coleman (Mr. Sipp), US-amerikanischer Gospel- und Bluesmusiker
- 25. August: Alexander Skarsgård, schwedischer Schauspieler
- 26. August: Mike Colter, US-amerikanischer Schauspieler

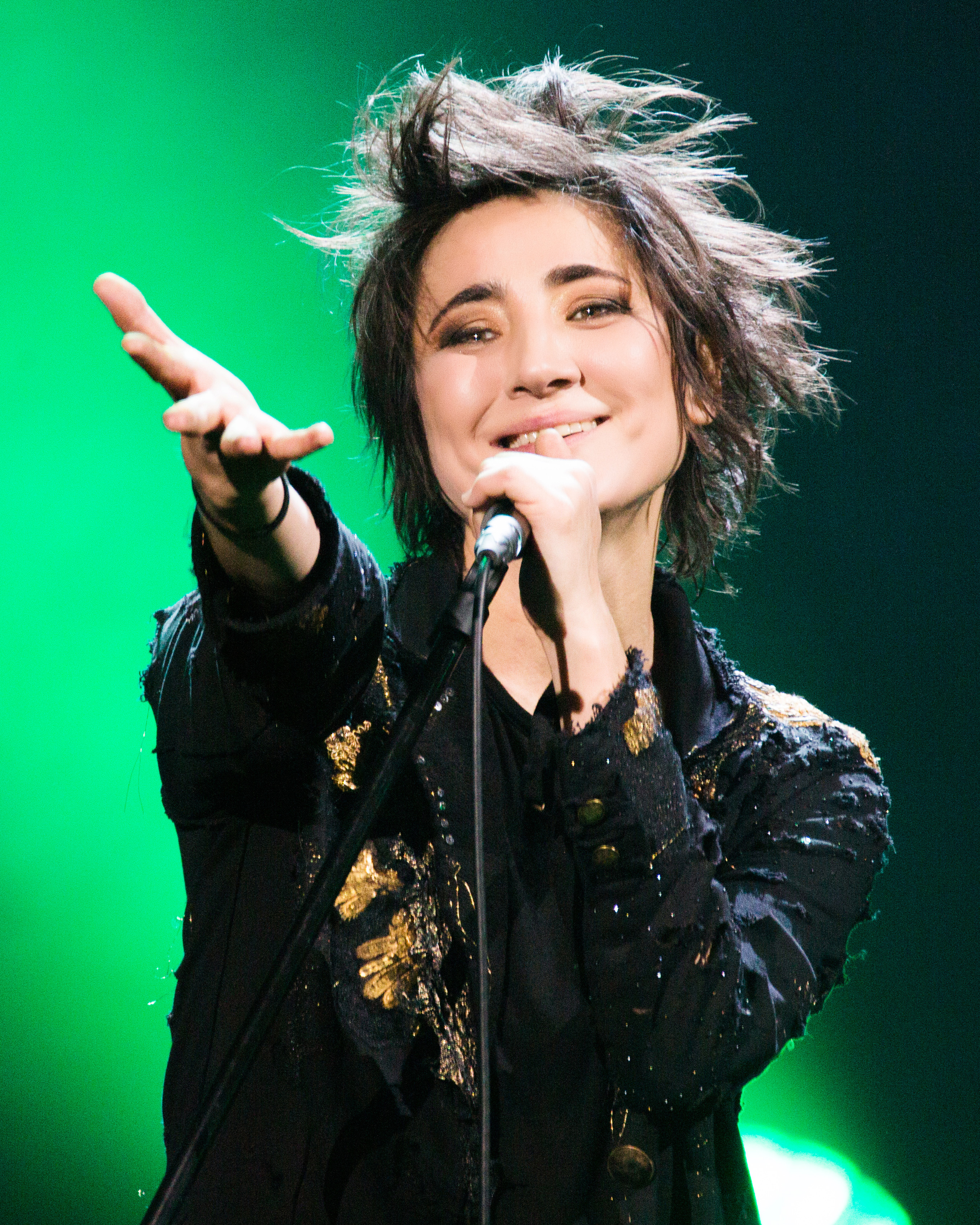
Zemfira

- 26. August: Zemfira, russische Rockmusikerin
- 26. August: Justin Lamoureux, kanadischer Snowboarder
- 27. August: Ivan Benito, schweizerisch-spanischer Fußballspieler
- 27. August: Sarah Chalke, kanadische Schauspielerin
- 27. August: Carlos Moyá, spanischer Tennisspieler
- 27. August: Benoît Poilvet, französischer Radrennfahrer
- 27. August: Mark Webber, australischer Automobilrennfahrer
- 28. August: Shana Feste, US-amerikanische Regisseurin und Drehbuchautorin
- 28. August: Tyree Washington, US-amerikanischer Leichtathlet
- 29. August: Jon Dahl Tomasson, dänischer Fußballspieler
- 29. August: Mieko Kawakami, japanische Schriftstellerin
- 30. August: Sarah-Jane Potts, US-amerikanische Schauspielerin
- 31. August: Vincent Delerm, französischer Sänger und Komponist
- 31. August: Lucas Gregorowicz, deutsch-polnischer Schauspieler
- 31. August: Roque Júnior, brasilianischer Fußballspieler

### September
- 01. September: Ivano Brugnetti, italienischer Leichtathlet
- 01. September: Mauro Roberto Cantoro, argentinisch-polnischer Fußballspieler

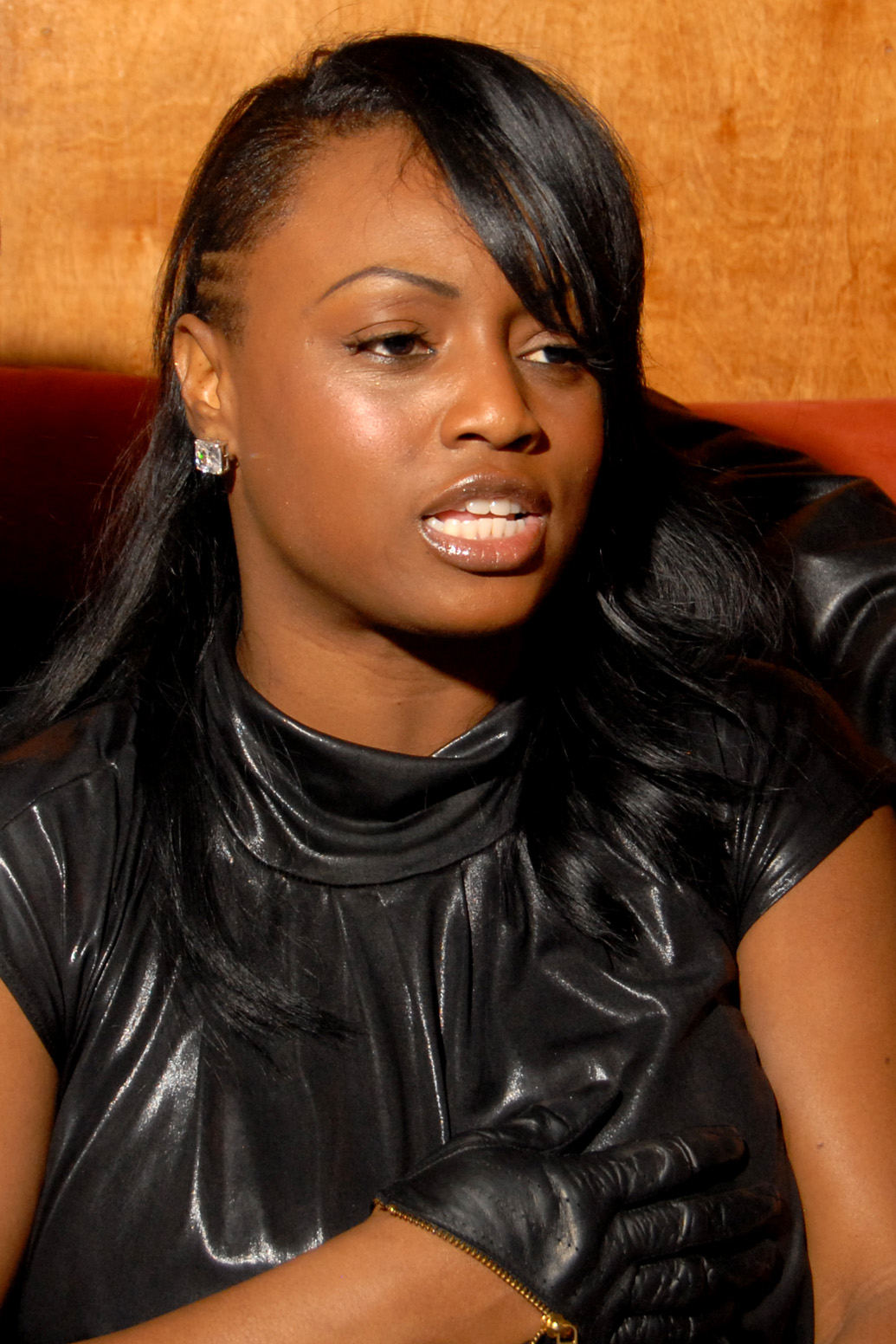
Jada Fire

- 01. September: Jada Fire, US-amerikanische Pornodarstellerin
- 01. September: Stefano Donagrandi, italienischer Eisschnellläufer
- 02. September: Michel Jourdain junior, mexikanischer Automobilrennfahrer
- 02. September: Marchy Lee, hongkong-chinesischer Automobilrennfahrer
- 03. September: Samuel Kuffour, ghanaisch-deutscher Fußballspieler
- 03. September: Agnes Scheibelreiter, österreichische Sopranistin
- 03. September: Isidor Grüner, österreichischer Freestyle-Skier
- 04. September: Borislaw Georgiew, bulgarischer Fußballspieler
- 04. September: Lise Legrand, französische Ringerin
- 04. September: Mario-Ernesto Rodríguez Berutti, uruguayisch-italienischer Fußballspieler
- 05. September: Mischari Raschid al-Afasi, kuwaitischer Koranrezitator und Imam
- 05. September: Christopher „Chris“ Robert Broach, US-amerikanischer Musiker
- 05. September: Carice van Houten, niederländische Schauspielerin
- 06. September: Ian Ashbee, englischer Fußballspieler
- 06. September: Rodolfo Cázares, mexikanischer Dirigent und Pianist
- 06. September: Melanie Mühl, deutsche Journalistin und Buchautorin
- 06. September: Tom Pappas, US-amerikanischer Leichtathlet
- 07. September: Steven „Steve“ Fitzsimmons, australischer Fußballspieler
- 07. September: Francesc Xavier Ramírez Palomo, andorranischer Fußballspieler
- 07. September: Bahadur Gupta, indischer Skilangläufer
- 08. September: Sjeng Schalken, niederländischer Tennisspieler
- 09. September: Emma de Caunes, französische Schauspielerin
- 09. September: Artiom Kiourengian, griechischer Ringer
- 09. September: Lúcia Moniz, portugiesische Sängerin und Schauspielerin
- 09. September: Michael Specht, deutscher Schauspieler
- 10. September: Gustavo Kuerten, brasilianischer Tennisprofi
- 11. September: Steffen Lehmann, deutscher Schauspieler und Sprecher
- 11. September: MC Rene, deutscher MC und Rapper
- 11. September: Marco Rose, deutscher Fußballspieler
- 12. September: Bizzy Bone, US-amerikanischer Rapper
- 12. September: Gérard Calvet, andorranischer Fußballspieler
- 12. September: Jolanda Čeplak, slowenische Leichtathletin und Olympionikin
- 12. September: Coa Schwab, US-amerikanischer Komponist und Oboist
- 13. September: Reto von Arx, Schweizer Eishockeyspieler
- 13. September: Ino Augsberg, deutscher Rechtsphilosoph und Hochschullehrer
- 13. September: Steffen Augsberg, deutscher Rechtswissenschaftler und Professor
- 13. September: Tami Kiuru, finnischer Skispringer
- 13. September: José Théodore, kanadischer Eishockeyspieler
- 13. September: Puma Swede, schwedische Pornodarstellerin
- 14. September: Birkir Ívar Guðmundsson, isländischer Handballspieler
- 14. September: Dirk Heidolf, deutscher Motorradrennfahrer
- 14. September: Georgeta Narcisa Lecușanu, rumänische Handballspielerin
- 14. September: Kevin Lyttle, vincentischer Soca-Musiker
- 14. September: Raptile, deutsch-äthiopischer Rapper
- 14. September: Andrea Schaller, deutsche Fußballspielerin
- 15. September: Jonathan Liebesman, südafrikanischer Regisseur
- 15. September: Sebastian Pufpaff, deutscher Komiker
- 16. September: Marie-Fleur Agema, niederländische Politikerin
- 16. September: Elīna Garanča, lettische Mezzosopranistin

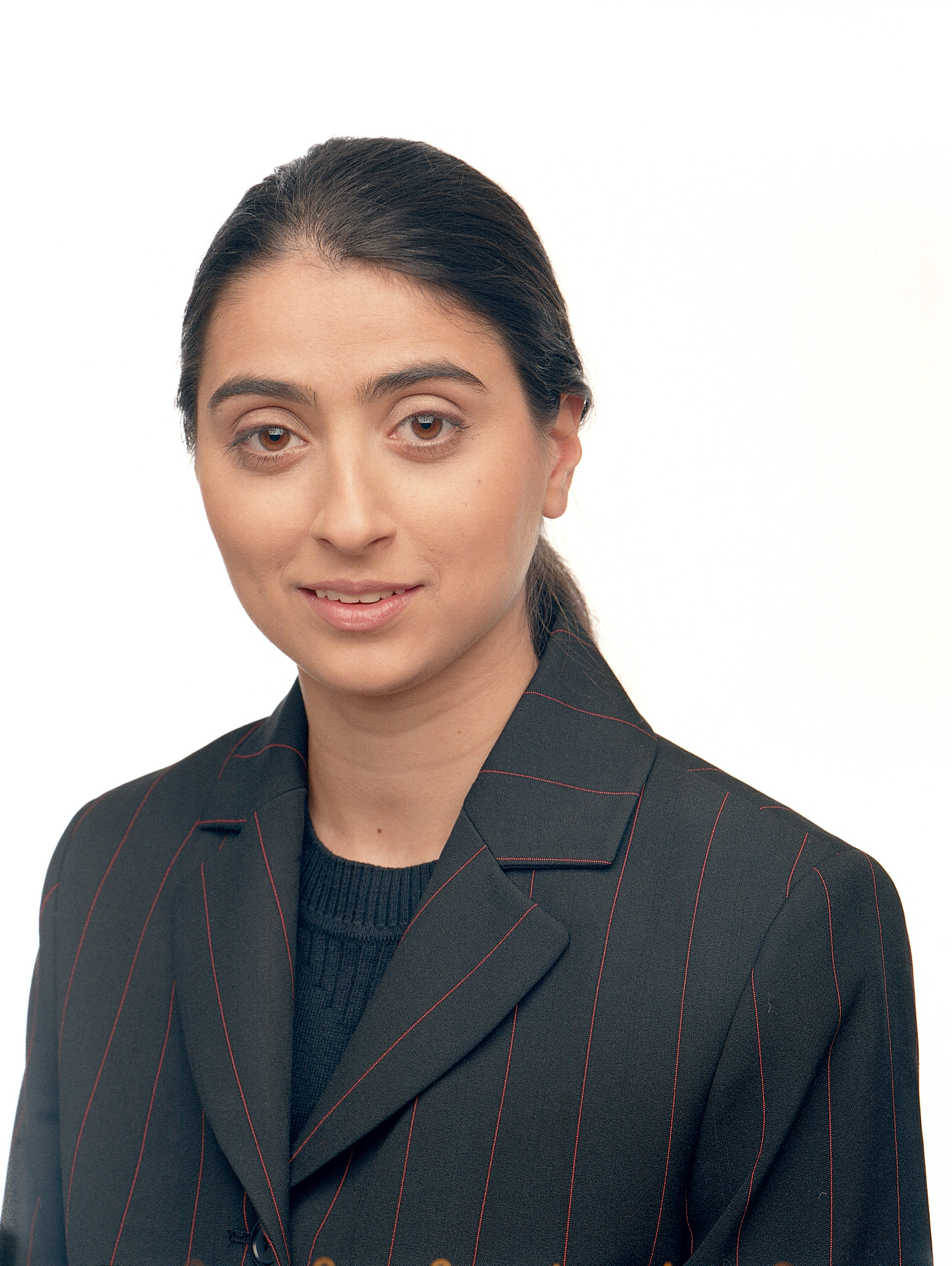
Feleknas Uca

- 17. September: Feleknas Uca, deutsche Politikerin
- 18. September: Pernilla Larsson, schwedische Fußballschiedsrichterin
- 18. September: Ronaldo, brasilianischer Fußballspieler
- 19. September: Jerden Äbdirachmanow, kasachischer Biathlet
- 19. September: Oskar Svärd, schwedischer Skilangläufer
- 20. September: Jon Bernthal, US-amerikanischer Schauspieler
- 20. September: Agata Buzek, polnische Schauspielerin
- 20. September: Maximilian Grill, deutscher Schauspieler
- 20. September: Christian Hohenadel, deutscher Automobilrennfahrer
- 21. September: Juan Francisco Casas, spanischer Maler
- 21. September: Jana Kandarr, deutsche Tennisspielerin
- 21. September: Máté Kamarás, ungarischer Musicaldarsteller
- 22. September: Anabela Braz Pires, portugiesische Sängerin und Musicaldarstellerin
- 22. September: Yannick Pelletier, Schweizer Schachspieler
- 22. September: Martin Solveig, französischer House-DJ
- 22. September: Glenn Olsson, schwedischer Biathlet und Skilangläufer
- 23. September: Katja Poensgen, deutsche Motorradrennfahrerin
- 24. September: Adrian Aliaj, albanischer Fußballspieler
- 24. September: Mikel Artetxe Gezuraga, spanischer Radrennfahrer
- 24. September: Claus Møller Jakobsen, dänischer Handballspieler
- 24. September: Erin Houchin, US-amerikanische Politikerin
- 24. September: Alexander Maul, ehemaliger deutscher Fußballspieler
- 25. September: Chauncey Billups, US-amerikanischer Basketballspieler
- 25. September: Petit, portugiesischer Fußballspieler

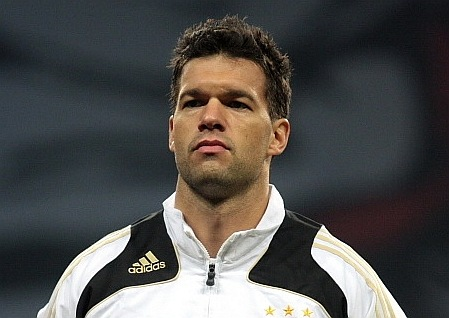
Michael Ballack

- 26. September: Michael Ballack, deutscher Fußballspieler
- 26. September: Olivia O’Lovely, US-amerikanische Pornodarstellerin
- 27. September: Francesco Totti, italienischer Fußballspieler
- 27. September: Katrin Weber, deutsche Shorttrackerin
- 28. September: Frank von Behren, deutscher Handballspieler
- 29. September: Mark Edusei, ghanaischer Fußballspieler
- 29. September: Mandy Kerkossa, deutsche Handballspielerin
- 29. September: Andrij Schewtschenko, ukrainischer Fußballspieler und -trainer
- 29. September: Óscar Sevilla, spanischer Radrennfahrer
- 30. September: Bligg (bürgerlich Marco Bliggensdorfer), Schweizer Rapper

### Oktober
- 01. Oktober: Hiroshi Hamaguchi, japanischer Unternehmer und Automobilrennfahrer
- 01. Oktober: Johannes Honigmann, deutscher Übersetzer
- 01. Oktober: Ümit Karan, türkischer Fußballspieler
- 02. Oktober: Eric Burlison, US-amerikanischer Politiker
- 02. Oktober: Anita Kulcsár, ungarische Handballerin († 2005)
- 03. Oktober: Diego Camacho Quesada, spanischer Fußballspieler
- 03. Oktober: Christian Hassa, deutscher Fußballspieler
- 03. Oktober: Seann William Scott, US-amerikanischer Schauspieler
- 04. Oktober: Ueli Steck, schweizerischer Extrembergsteiger († 2017)
- 04. Oktober: Mauro Camoranesi, argentinisch-italienischer Fußballspieler

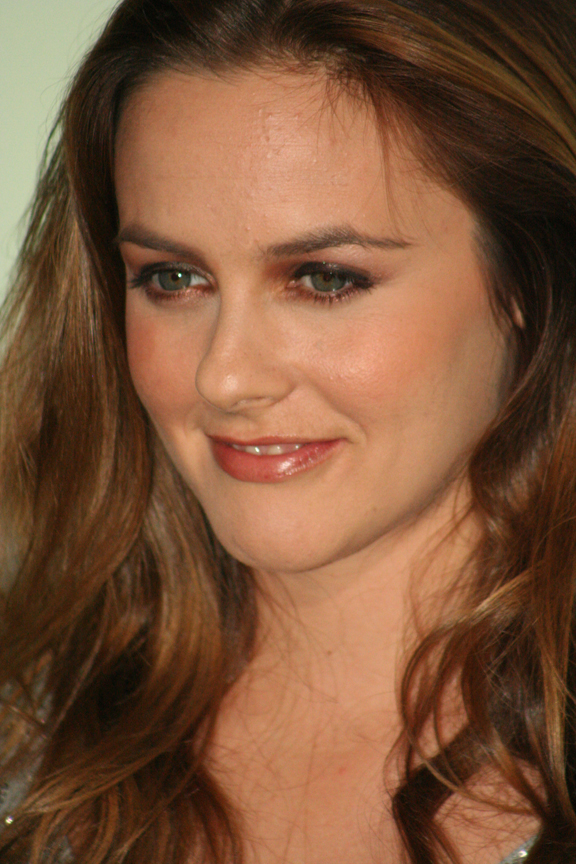
Alicia Silverstone

- 04. Oktober: Alicia Silverstone, US-amerikanische Schauspielerin
- 05. Oktober: Pierre M. Krause, deutscher Fernsehmoderator
- 05. Oktober: Sven Lintjens, deutscher Fußballspieler
- 05. Oktober: Stefan Paul, deutscher Jurist
- 06. Oktober: Karen Dochojan, armenischer Fußballspieler
- 06. Oktober: Alexei Dudukalo, russischer Automobilrennfahrer
- 06. Oktober: Yotuel Romero, kubanischer Liedermacher und Schauspieler
- 06. Oktober: Barbie Xu, taiwanische Schauspielerin († 2025)
- 07. Oktober: Marc Coma, spanischer Endurorennfahrer
- 07. Oktober: Gilberto Silva, brasilianischer Fußballspieler
- 07. Oktober: Santiago Solari, argentinischer Fußballspieler
- 08. Oktober: Seryoga, Rapper russischer Herkunft und Ex-Boxer
- 08. Oktober: Renate Groenewold, niederländische Eisschnellläuferin
- 08. Oktober: Roland Kollmann, österreichischer Fußballspieler
- 08. Oktober: Stéphane Stassin, belgischer Fußballspieler
- 09. Oktober: Mia Aegerter, Schweizer Popsängerin und Schauspielerin
- 09. Oktober: Jyhan Artut, deutscher Dartspieler
- 09. Oktober: Caro Scrimali, deutsche Schauspielerin
- 10. Oktober: Katja Beer, deutsche Biathletin
- 10. Oktober: Das Bo, deutscher Rapper
- 10. Oktober: Lewan Zkitischwili, georgischer Fußballspieler
- 11. Oktober: Emily Deschanel, US-amerikanische Schauspielerin
- 11. Oktober: Jochen Seitz, deutscher Fußballspieler
- 12. Oktober: Kajsa Bergqvist, schwedische Hochspringerin
- 12. Oktober: Lauri Lassila, finnischer Freestyle-Skier
- 13. Oktober: Fabricio Fuentes, argentinischer Fußballspieler
- 13. Oktober: Nawaf Shukralla, bahrainischer Fußballschiedsrichter
- 13. Oktober: Eskindir Tesfay, deutscher Schauspieler, Kampfkünstler und Produzent
- 14. Oktober: Kennie Asuncion, philippinische BadmintonSpielerin
- 14. Oktober: Andreas Widhölzl, österreichischer Skispringer
- 15. Oktober: Elisa Aguilar, spanische Basketballspielerin
- 15. Oktober: Jody Hill, US-amerikanischer Filmregisseur und Drehbuchautor
- 15. Oktober: Duško Pavasovič, slowenischer Schachgroßmeister
- 16. Oktober: Nándor Fazekas, ungarischer Handballspieler
- 17. Oktober: Sebastián Abreu, uruguayischer Fußballspieler
- 18. Oktober: Kjell Carlström, finnischer Radrennfahrer
- 19. Oktober: Leopold van Asten, niederländischer Springreiter
- 19. Oktober: Omar Gooding, afro-amerikanischer Schauspieler
- 19. Oktober: Desmond Harrington, US-amerikanischer Schauspieler
- 20. Oktober: Petr Dlask, tschechischer Cyclocrossfahrer
- 20. Oktober: Nicola Legrottaglie, italienischer Fußballspieler
- 21. Oktober: Raphaël Lenglet, französischer Schauspieler und Filmregisseur
- 21. Oktober: Josh Ritter, US-amerikanischer Sänger und Songwriter
- 21. Oktober: Mélanie Turgeon, kanadische Skirennläuferin
- 22. Oktober: Alexander Abt, russischer Eiskunstläufer
- 22. Oktober: Luke Adams, australischer Geher
- 22. Oktober: Jan Dittrich, deutscher Politiker
- 22. Oktober: Sofia Domeij, schwedische Skilangläuferin und Biathletin

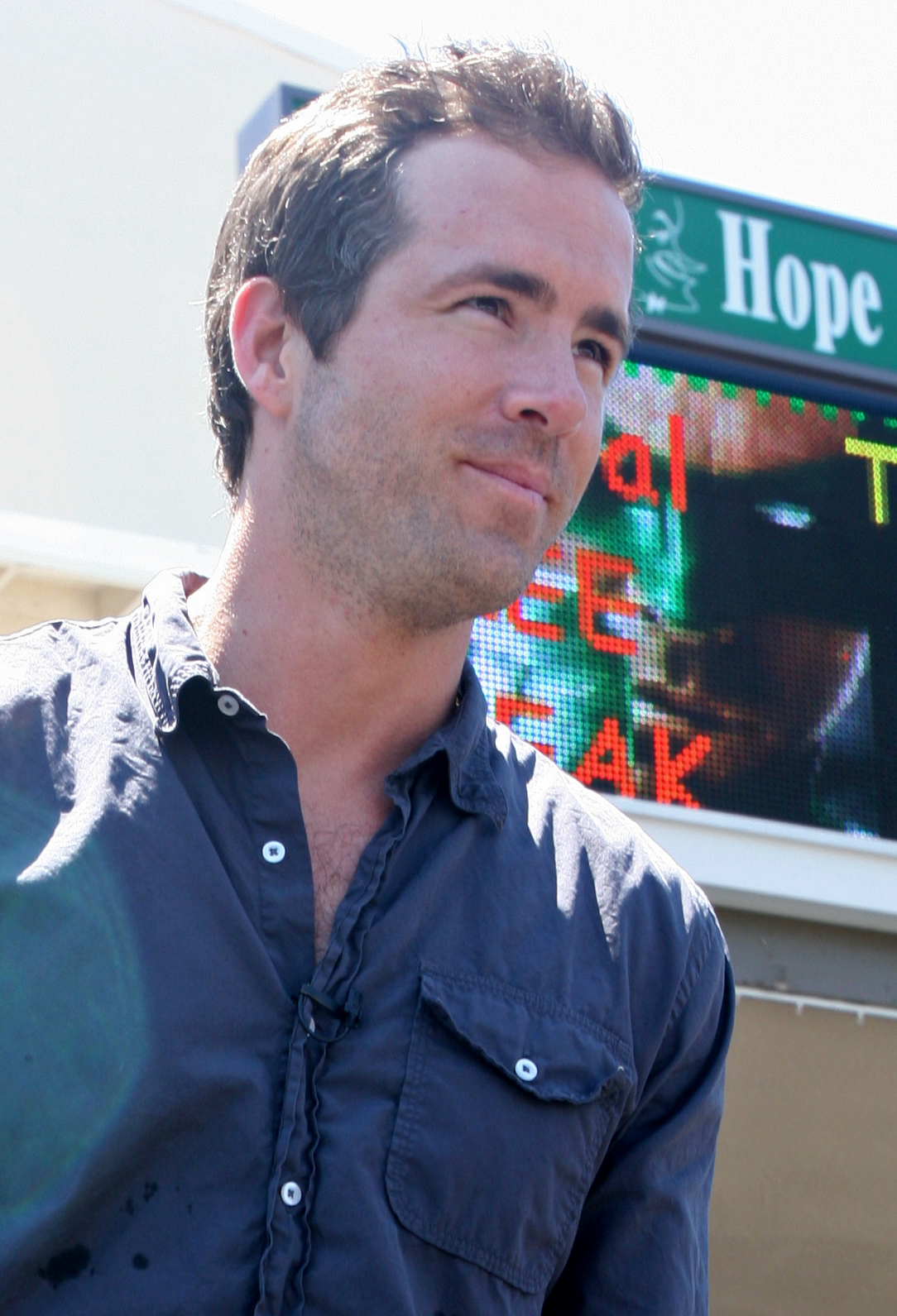
Ryan Reynolds

- 23. Oktober: Ryan Reynolds, US-amerikanischer Schauspieler
- 23. Oktober: Karsten Schäfer, deutscher Handballspieler und -trainer, Sportwissenschaftler
- 24. Oktober: Petter Myhlback, schwedischer Skilangläufer
- 24. Oktober: Yasser Shahin, australischer Unternehmer und Autorennfahrer
- 25. Oktober: Ahmad ad-Duchi, saudi-arabischer Fußballspieler
- 25. Oktober: Julia Malik, deutsche Schauspielerin
- 26. Oktober: Filipe de Souza, macauischer Automobilrennfahrer
- 26. Oktober: Jeremy Wotherspoon, kanadischer Eisschnellläufer
- 27. Oktober: Ariel Ibagaza, argentinisch-spanischer Fußballspieler
- 27. Oktober: Mafalda Pereira, portugiesische Freestyle-Skierin
- 27. Oktober: David Terrien, französischer Automobilrennfahrer
- 29. Oktober: Hanna Kanapazkaja, belarussische Politikerin
- 29. Oktober: Kurt Sulzenbacher, italienischer Skirennfahrer
- 30. Oktober: David Charles Hahn, US-amerikanischer Experimentator († 2016)
- 31. Oktober: Sascha Bertow, deutscher Handballspieler
- 31. Oktober: Guti, spanischer Fußballspieler
- 31. Oktober: Piper Perabo, US-amerikanische Schauspielerin

### November
- 01. November: Jarbi Álvarez, belizischer Fußballspieler
- 01. November: Stefan Lexa, österreichischer Fußballspieler
- 02. November: Mike Leon Grosch, deutscher Sänger
- 02. November: Daniel Müller-Schott, Cellist
- 02. November: Thierry Omeyer, französischer Handballtorwart
- 03. November: Andrea Laube, deutsche Juristin
- 03. November: Christian Breuer, deutscher Eisschnellläufer

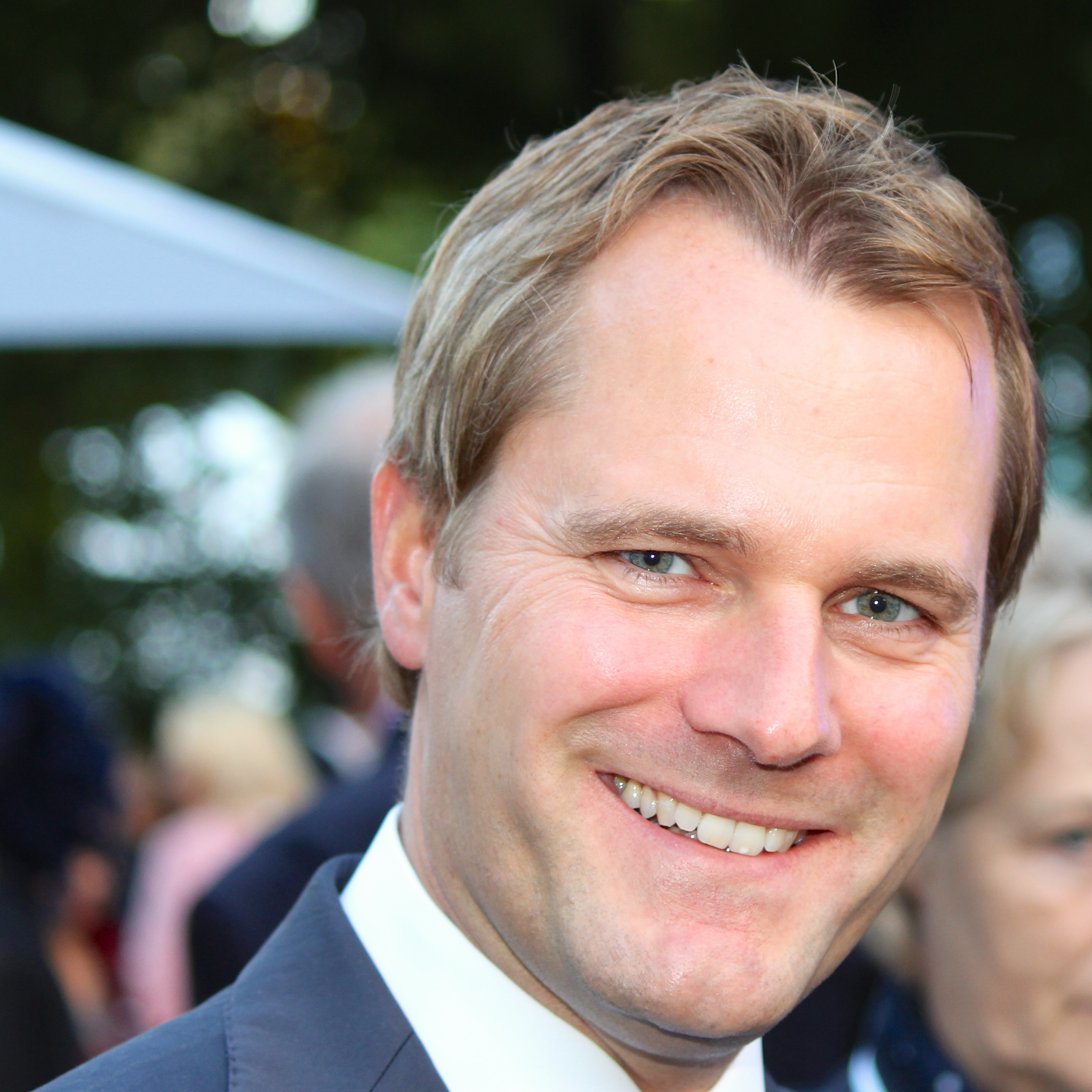
Daniel Bahr

- 04. November: Daniel Bahr, deutscher Politiker
- 04. November: Bruno Junqueira, brasilianischer Automobilrennfahrer
- 04. November: Alexander Popp, deutscher Tennisspieler
- 04. November: Makoto Tamada, japanischer Motorradrennfahrer
- 04. November: Romina Masolini, italienische Snowboarderin
- 04. November: Martin Tauber, österreichischer Skilangläufer
- 04. November: Alen Abramović, kroatischer Skilangläufer
- 05. November: Anasol, kolumbianische Sängerin
- 05. November: Sebastian Arcelus, US-amerikanischer Schauspieler
- 05. November: Jörg Michalewicz, deutscher Handballspieler
- 05. November: Eric Schwartz, US-amerikanischer Komponist, Pianist und Musikpädagoge
- 06. November: Robson Ponte, brasilianischer Fußballspieler
- 06. November: Pat Tillman, US-amerikanischer American-Football-Spieler († 2004)
- 07. November: Alberto Entrerríos, spanischer Handballspieler und -trainer
- 08. November: Jawhar Mnari, tunesischer Fußballspieler
- 09. November: Jaroslav Bednář, tschechischer Eishockeyspieler
- 09. November: Tochiazuma Daisuke, japanischer Sumo-Ringer
- 09. November: Danzel, Musiker
- 10. November: Martin John Allan Åslund, schwedischer Fußballspieler
- 10. November: Shefki Kuqi, finnischer Fußballspieler
- 11. November: Alice Anderson, britische Künstlerin und Filmemacherin
- 11. November: Rebekka Borsch, deutsch-norwegische Journalistin und Politikerin
- 11. November: Leander Lichti, deutscher Schauspieler
- 12. November: Dmitri Dorofejew, russischer Eisschnellläufer und Olympiamedaillengewinner

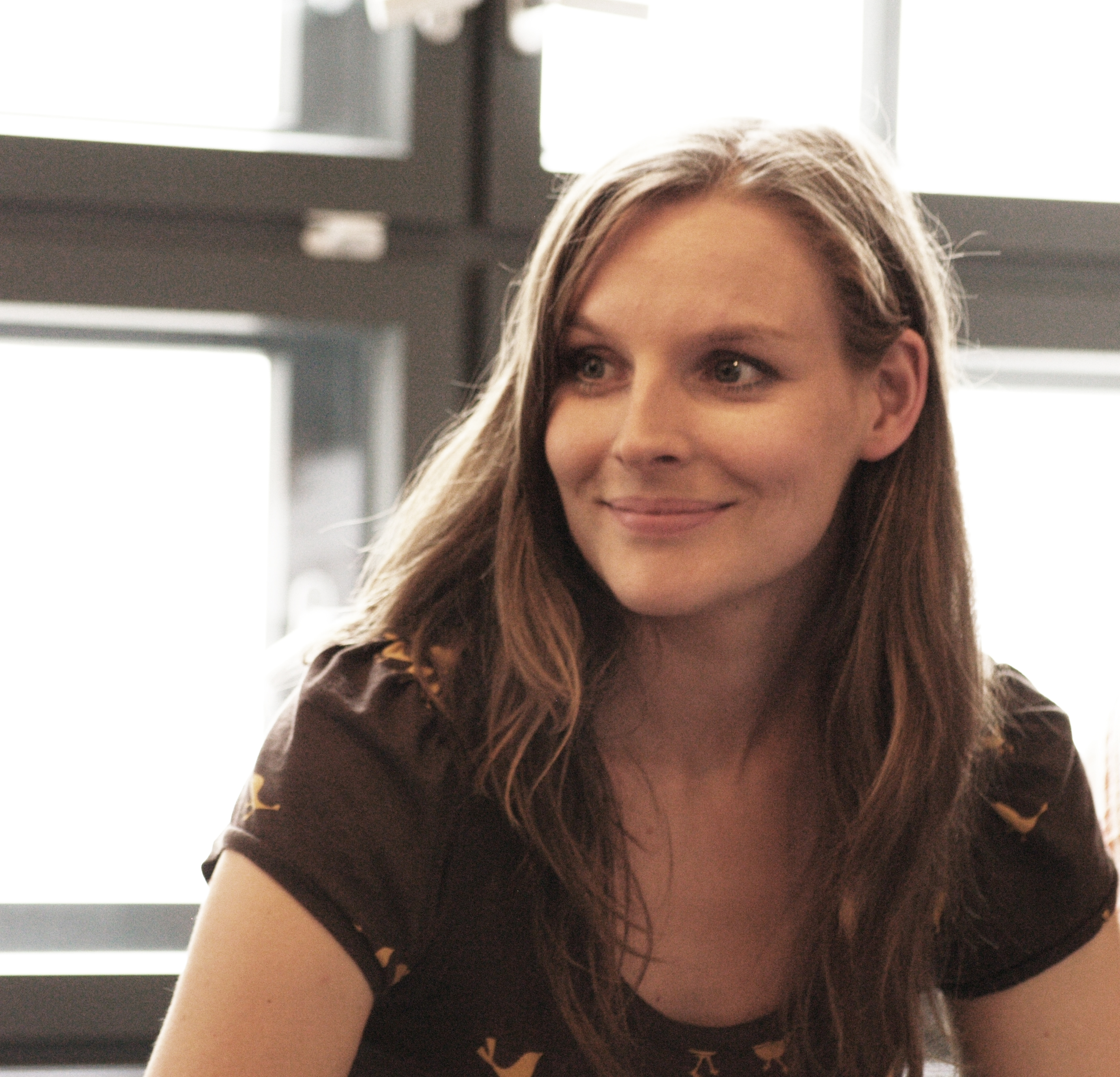
Judith Holofernes

- 12. November: Judith Holofernes, Sängerin der Band Wir sind Helden
- 12. November: Tevin Campbell, US-amerikanischer R'n'B – Sänger und Songwriter
- 12. November: Ingrid Hofer, österreichische Sängerin und Kinderbuchautorin
- 13. November: Kelly Sotherton, britische Leichtathletin
- 13. November: Albina Chamitowna Achatowa, russische Biathletin
- 13. November: Bob de Jong, niederländischer Eisschnellläufer
- 14. November: Ricardo José da Costa Andorinho, portugiesischer Handballspieler
- 14. November: Chris Demetral, US-amerikanischer Schauspieler
- 15. November: Brandon DiCamillo, Fernsehmoderator
- 15. November: Virginie Ledoyen, französische Schauspielerin und Model
- 15. November: Claudia Llosa, peruanische Filmregisseurin und Drehbuchautorin
- 16. November: Pietro Aurino, italienischer Boxer
- 17. November: Jacqueline Aguilera Marcano, venezolanisches Model
- 17. November: Beate Bille, dänische Schauspielerin
- 17. November: Brandon Call, US-amerikanischer Schauspieler
- 17. November: Stefan Lampadius, deutscher Schauspieler und Filmemacher
- 17. November: Ervin Skela, albanischer Fußballspieler
- 17. November: Ursula Fingerlos, österreichische Snowboarderin
- 18. November: Vincent Assmann, deutscher Filmeditor
- 18. November: Sage Francis, US-amerikanischer Rapper
- 18. November: Patrick Glöckner, deutscher Fußballspieler und -trainer
- 18. November: Tina Landgraf, deutsche Schauspielerin
- 19. November: Susan Link, deutsche Journalistin
- 19. November: Toby Stevenson, US-amerikanischer Leichtathlet
- 20. November: Lorenzo Patané, deutsch-italienischer Schauspieler
- 20. November: Pascal Roller, deutscher Basketballspieler
- 21. November: Tomomi Ōtaka, japanische Biathletin und Skilangläuferin
- 22. November: Regina Halmich, deutsche Boxsportlerin
- 22. November: Torsten Frings, deutscher Fußballspieler
- 22. November: Lars Windhorst, deutscher Jungunternehmer
- 22. November: Ville Valo, finnischer Rockmusiker der Band HIM
- 23. November: Simone Augustin, deutsche Journalistin und Autorin
- 23. November: Johannes Meister, deutscher Jurist
- 23. November: Daniel Santacruz, dominikanischer Sänger und Komponist
- 24. November: Sanam Afrashteh, deutsche Schauspielerin
- 24. November: Ute Geisenberger, deutsche Richterin am Bundesfinanzhof
- 24. November: Stephanie zu Guttenberg, Gattin des ehemaligen Verteidigungsministers Karl-Theodor zu Guttenberg und Präsidentin der deutschen Sektion von Innocence in Danger
- 24. November: Chen Lu, chinesische Eiskunstläuferin
- 25. November: Norman Liebold, deutscher Schriftsteller, Künstler und Schauspieler
- 26. November: Andreas Augustsson, schwedischer Fußballspieler
- 26. November: Nauris Gleglu, lettischer Dartspieler
- 27. November: Daniel Fischer, deutscher Radio- und Fernsehmoderator
- 27. November: Jaleel White, US-amerikanischer Schauspieler
- 28. November: Renate Aichinger, österreichische Schriftstellerin und Theaterregisseurin
- 28. November: Robert Fleming, kanadischer Komponist, Pianist, Organist, Chorleiter und Musikpädagoge
- 29. November: Chadwick Boseman, US-amerikanischer Schauspieler († 2020)
- 29. November: Anna Faris, US-amerikanische Schauspielerin
- 29. November: Aline Hochscheid, deutsche Schauspielerin und Regisseurin
- 29. November: Elisabeth Hilmo Meyer, norwegische Handballspielerin
- 29. November: Tino Uhlig, deutscher Behindertensportler
- 30. November: Iveta Apkalna, lettische Organistin
- 30. November: Bianca Berding, deutsche Kunsthistorikerin
- 30. November: Guy Allen Kelpin, US-amerikanischer Komponist und Posaunist
- 30. November: Justin Freeman, US-amerikanischer Skilangläufer

### Dezember
- 01. Dezember: Eva von Angern, deutsche Politikerin
- 01. Dezember: David Rasmussen, dänischer Fußballspieler
- 01. Dezember: Matthew Shepard, US-amerikanisches Opfer eines gegen seine Homosexualität gerichteten Verbrechens († 1998)
- 01. Dezember: Frank Streffing, deutscher Schauspieler und Sprecher
- 02. Dezember: Heiko Meyer, deutscher Wasserspringer
- 02. Dezember: Sabine Urban, deutsche Schauspielerin

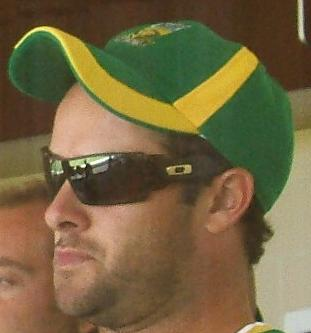
Mark Boucher

- 03. Dezember: Mark Boucher, südafrikanischer Cricketspieler
- 04. Dezember: Amie Comeaux, US-amerikanische Country-Sängerin († 1997)
- 04. Dezember: Nadine Luck, deutsche Autorin und Journalistin
- 04. Dezember: Mbo Mpenza, belgischer Fußballspieler
- 04. Dezember: Joshua Waitzkin, US-amerikanischer Schachspieler
- 04. Dezember: Kristina Groves, kanadische Eisschnellläuferin
- 04. Dezember: Bastian Yotta (bürgel. Bastian Josef Gillmeier), deutscher Unternehmer, Buchautor und Reality-TV-Teilnehmer
- 05. Dezember: Amy Louise Acker, US-amerikanische Schauspielerin
- 06. Dezember: Carsten Dieckmann, deutscher Journalist und Fernsehmoderator
- 06. Dezember: Michael Jahns, deutscher Handballspieler
- 07. Dezember: Alfredo Daza, mexikanischer Opernsänger
- 07. Dezember: Sebastian Gerold, deutscher Schauspieler
- 08. Dezember: Dušan Andrašovský, slowakischer Eishockeyspieler
- 08. Dezember: Dominic Monaghan, britischer Schauspieler
- 08. Dezember: Camille Raymond, französische Sängerin und Schauspielerin
- 09. Dezember: Booba, französischer Rapper
- 11. Dezember: Julius Shareef Abdur-Rahim, US-amerikanischer Basketballspieler
- 11. Dezember: László Bodrogi, ungarischer Radrennfahrer
- 12. Dezember: Maren Ade, deutsche Regisseurin, Drehbuchautorin und Filmproduzentin
- 12. Dezember: Rob Ferriol, US-amerikanischer Rennstallbesitzer und Automobilrennfahrer
- 12. Dezember: Jana Ina, deutsch-brasilianische Moderatorin, Schauspielerin und Model
- 12. Dezember: Ivo Rüthemann, Schweizer Eishockeyspieler
- 13. Dezember: Paavo Erkki Arhinmäki, finnischer Politiker
- 13. Dezember: Viola Bauer, deutsche Skilangläuferin
- 14. Dezember: André Couto, portugiesisch-macauischer Automobilrennfahrer
- 14. Dezember: Malte Kaufmann, deutscher Volkswirt und Politiker
- 16. Dezember: Ivan Kitanović, serbischer Kontrabassist
- 16. Dezember: Gundula Momsen-Pflanz, deutsche Juristin
- 16. Dezember: Mona Petri, Schweizer Schauspielerin
- 16. Dezember: Daniel Biveson, schwedischer Snowboarder
- 17. Dezember: Patrick Müller, Schweizer Fußballspieler
- 17. Dezember: Natalie O’Hara, deutsche Schauspielerin
- 17. Dezember: Stefan Strack, deutscher Handballspieler
- 18. Dezember: Andrea Belicchi, italienischer Automobilrennfahrer
- 18. Dezember: Sun Ribo, chinesische Biathletin
- 18. Dezember: Joe Russo, US-amerikanischer Schlagzeuger
- 20. Dezember: Rafael Calero, andorranischer Fußballspieler
- 20. Dezember: Christian Vitalis, deutscher Musikwissenschaftler, Autor, Musikkritiker und Hornist
- 21. Dezember: José Fernando Antogna, argentinischer Bahn- und Straßenradrennfahrer
- 21. Dezember: Marlene Morreis, österreichische Schauspielerin
- 22. Dezember: Jaap van Lagen, niederländischer Automobilrennfahrer
- 23. Dezember: Torsten Jansen, deutscher Handballspieler
- 23. Dezember: Sergej Jakirović, bosnisch-herzegowinischer Fußballspieler
- 23. Dezember: Julija Anatoljewna Tschepalowa, russische Skilangläuferin
- 23. Dezember: Joanna Hayes, US-amerikanische Leichtathletin
- 23. Dezember: Ljudmila Didelewa, belarussische Skilangläuferin
- 24. Dezember: Marion Rodewald, deutsche Hockeyspielerin

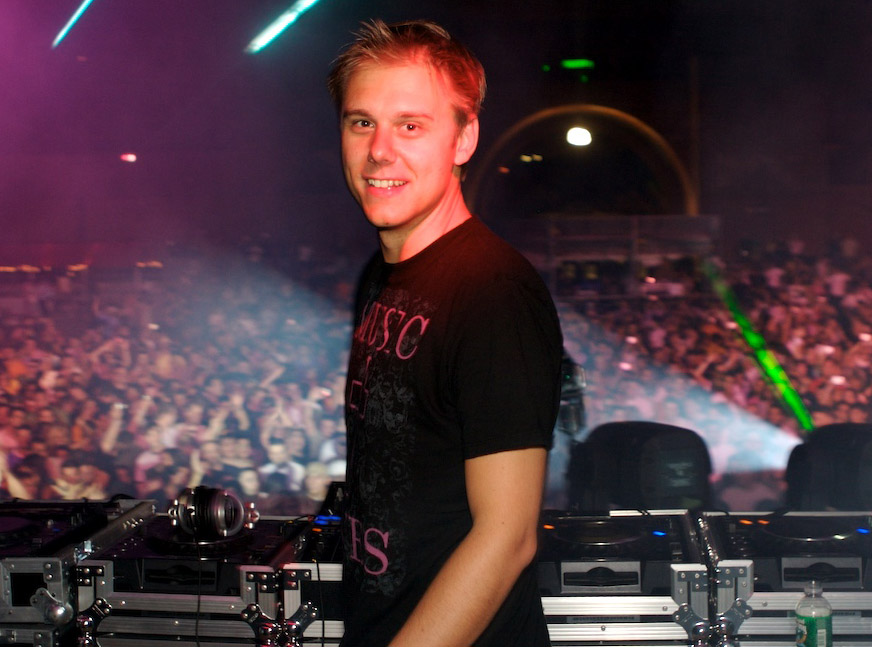
Armin van Buuren

- 25. Dezember: Armin van Buuren, niederländischer Trance-DJ und -Produzent
- 25. Dezember: Tuomas Lauri Johannes Holopainen, finnischer Keyboarder und Songwriter
- 26. Dezember: Andrea Absolonová, tschechische Turmspringerin († 2004)
- 26. Dezember: Janina Karoltschyk-Prawalinskaja, belarussische Kugelstoßerin und Olympiasiegerin

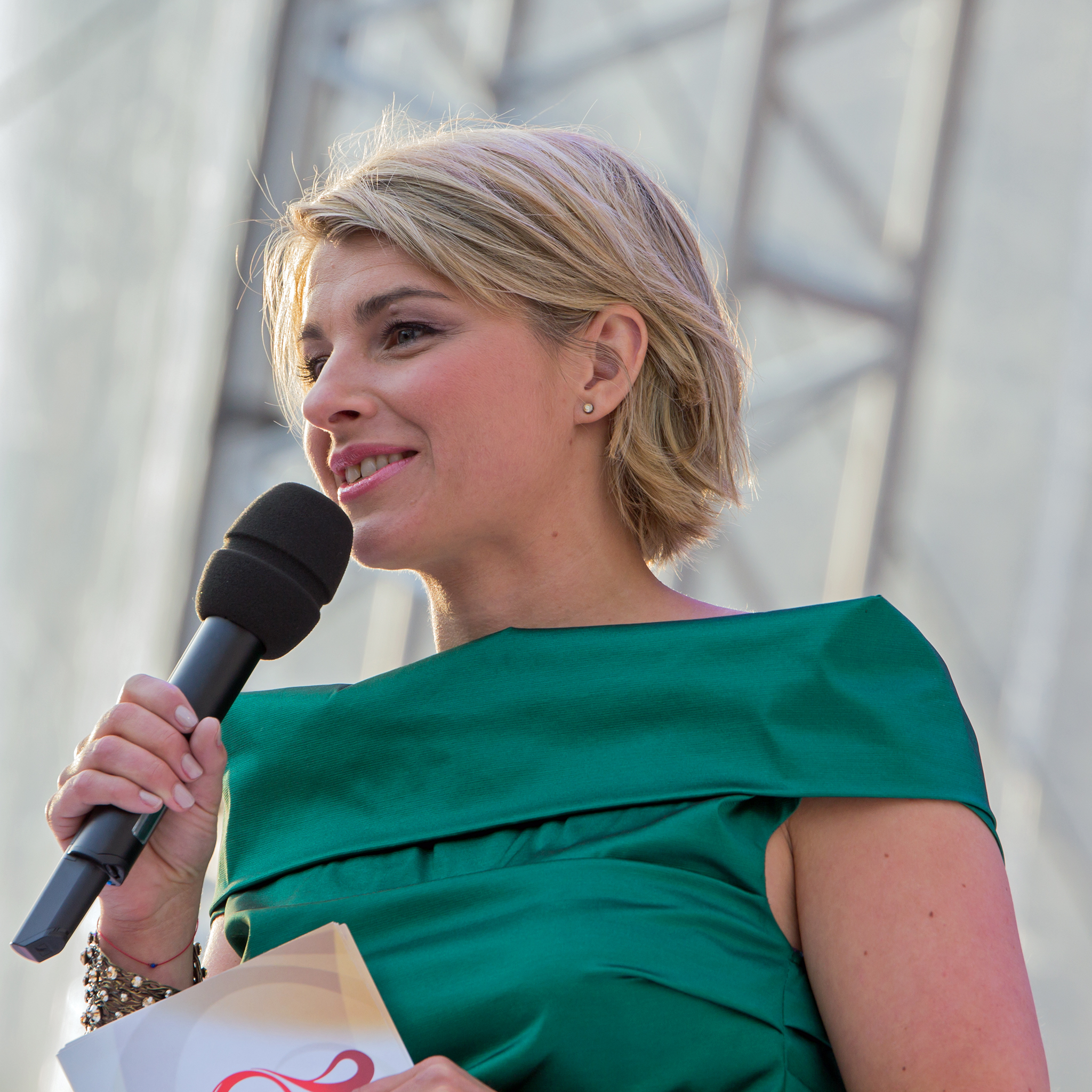
Sabine Heinrich

- 27. Dezember: Sabine Heinrich, Radio- und Fernsehmoderatorin
- 27. Dezember: Michael Borgstede, deutscher Cembalist und Journalist
- 27. Dezember: Cora Schumacher, deutsche Reality-TV-Teilnehmerin und Erotikmodel
- 27. Dezember: Aaron Stanford, US-amerikanischer Schauspieler und Filmproduzent
- 28. Dezember: Eric Griffin, Bassist der Band Murderdolls
- 29. Dezember: Michal Hvorecký, slowakischer Autor und Journalist
- 29. Dezember: Danny McBride, US-amerikanischer Drehbuchautor, Produzent und Schauspieler
- 29. Dezember: Sebastian Alscher, deutscher Politiker und seit November 2018 Bundesvorsitzender der Piratenpartei Deutschland.
- 30. Dezember: Karin Ammerer, österreichische Kinderbuchautorin
- 30. Dezember: Patrick Kerney, US-amerikanischer American-Football-Spieler
- 31. Dezember: Luís Carreira, portugiesischer Motorradrennfahrer († 2012)

### Tag unbekannt
- A.Geh Wirklich?, österreichischer Hip-Hop-Musiker
- Tawfik Abu Wael, palästinensischer Filmemacher und Regisseur
- Lars Adler, deutscher Historiker, Archivar und Phaleristiker
- Amber Agar, britische Schauspielerin
- Maria Teresa Aguado Molina, spanische Professorin
- Stefan Ambrosius, deutscher Tubist
- Amos, deutscher Pop-Sänger und Produzent
- Markus Anton, deutscher Schauspieler
- Salvatore Antonio Alessandro Migliore II., kanadischer Schauspieler
- Athanasios Argianas, griechisch-britischer Künstler
- Lola Arias, argentinische Schriftstellerin, Musikerin, Schauspielerin und Regisseurin
- Sabine Arndt, deutsche Fernsehmoderatorin
- Edward Arron, US-amerikanischer Cellist
- Saleem Abboud Ashkar, palästinensisch-israelischer klassischer Pianist
- Mohamed Ben Attia, tunesischer Filmregisseur und Drehbuchautor
- William Attia, französischer Spieleautor
- Jens Atzorn, deutscher Schauspieler
- Heiko Aufdermauer, deutscher Filmregisseur, Experimentalfilmer und Autor
- Christina Beyerhaus, deutsche Schauspielerin und Theaterpädagogin
- Jader Bignamini, italienischer Dirigent und Klarinettist
- Rodolfo Cogliatti, brasilianischer Komponist
- Jan Delay, deutscher Musiker
- Motoko Dobashi, japanische Künstlerin
- Amir Eldan, US-amerikanischer Cellist und Musikpädagoge
- Angela Fox, US-amerikanische Komponistin, Sängerin, Chordirigentin, Tänzerin und Choreographin
- Sven Franck, deutsch-französischer Politiker (Volt)
- Helge Fröschle, deutscher Handballspieler
- Christina Geiße, deutsche Schauspielerin
- David Goodman, US-amerikanischer Dirigent
- Thomas Gräßle, deutscher Schauspieler
- Inge Hinterwaldner, österreichisch-italienische Professorin für Kunstgeschichte
- Huang Ruo, chinesisch-amerikanischer Komponist, Pianist und Sänger
- Simone Janson, deutsche Sachbuchautorin, Bloggerin und Verlegerin
- Hanna Jürgens, deutsche Schauspielerin
- Martin Kasík, tschechischer Pianist
- Johanna Klante, deutsche Schauspielerin
- Mark Kosower, US-amerikanischer Cellist und Musikpädagoge
- Robert Kovács, ungarischer Pianist und Organist
- Roman Křenek, tschechischer Skispringer
- Anna Kubin, deutsche Schauspielerin
- Jerry Kwarteng, deutscher Schauspieler
- Alexander Linhardt, österreichischer Schauspieler
- Felix Maximilian, deutscher Schauspieler
- Denise M’Baye, deutsche Schauspielerin
- Kjetil Moen, norwegischer Skispringer und Skisprungtrainer
- Pat Muchmore, US-amerikanischer Komponist
- Sebastian Nakajew, deutscher Schauspieler
- Christian Näthe, deutscher Schauspieler, Gitarrist und Sänger
- Adaobi Tricia Nwaubani, nigerianische Schriftstellerin
- Hanno Olderdissen, deutscher Filmregisseur
- Frederik Pleitgen, deutscher Journalist
- Max von Pufendorf, deutscher Schauspieler
- Tania Saedi, österreichische Musikerin
- Tobias Schacht, deutscher Sänger und Gitarrist
- Nils Schulz, deutscher Schauspieler
- Moritz Schultheiß, deutscher Kameramann
- Fanny Staffa, deutsche Schauspielerin
- Johannes Unger, deutscher Organist
- Benjamin Zobrys, deutscher Schauspieler und Synchronsprecher
- Katrin Zöfel, deutsche Biologin, Wissenschaftsjournalistin und Rundfunkredakteurin

## Gestorben

### Januar

Agatha Christie († 12. Januar)

- 01. Januar: Xaver Gmelch, deutscher Motorradrennfahrer (* 1899)
- 02. Januar: Dan Kazuo, japanischer Schriftsteller (* 1912)
- 03. Januar: John Ainsworth-Davis, britischer Sprinter (* 1895)
- 03. Januar: Anton Andergassen, österreichischer Geistlicher Rat und Pfarrer (* 1893)
- 04. Januar: Rudolph Minkowski, deutsch-US-amerikanischer Astrophysiker (* 1895)
- 05. Januar: Mal Evans, Roadmanager bei den Beatles (* 1935)
- 05. Januar: Gustav Geierhaas, deutscher Komponist (* 1888)
- 06. Januar: José Gabriel Anaya y Diez de Bonilla, mexikanischer Geistlicher, Bischof von Zamora (* 1895)
- 06. Januar: Rudolf Szyszkowitz, österreichischer Maler und Grafiker (* 1905)
- 08. Januar: Ernst Emil Jung, Reeder und Mäzen in Hamburg (* 1896)
- 08. Januar: Zhou Enlai, Premierminister der Volksrepublik China (* 1898)
- 09. Januar: Rupert Wildt, deutsch-US-amerikanischer Astronom (* 1905)
- 10. Januar: Howlin’ Wolf, US-amerikanischer Blues-Musiker (* 1910)
- 10. Januar: Lloyd McCollough, US-amerikanischer Rockabilly-Musiker (* 1935)
- 11. Januar: Werner March, deutscher Architekt (* 1894)
- 12. Januar: Agatha Christie, englische Krimi-Schriftstellerin (* 1890)
- 12. Januar: Bohuslav Kokoschka, österreichischer Maler, Grafiker und Schriftsteller (* 1892)
- 13. Januar: Ahmed Jan Thirakwa, indischer Tablaspieler (* 1892)
- 13. Januar: Funabashi Seiichi, japanischer Romanautor (* 1904)
- 13. Januar: Mona Rüster, deutsche Tischtennisspielerin (* 1901)
- 14. Januar: Tun Abdul Razak bin Haji Dato' Hussein Al-Haj, malaysischer Politiker (* 1922)
- 14. Januar: Walter Jauch, Versicherungskaufmann (* 1888)
- 14. Januar: Juan D’Arienzo, argentinischer Tangomusiker (* 1900)
- 15. Januar: Nina Wladimirowna Makarowa, russische Komponistin (* 1908)
- 15. Januar: Bohumil Soudský, tschechoslowakischer Prähistoriker (* 1922)

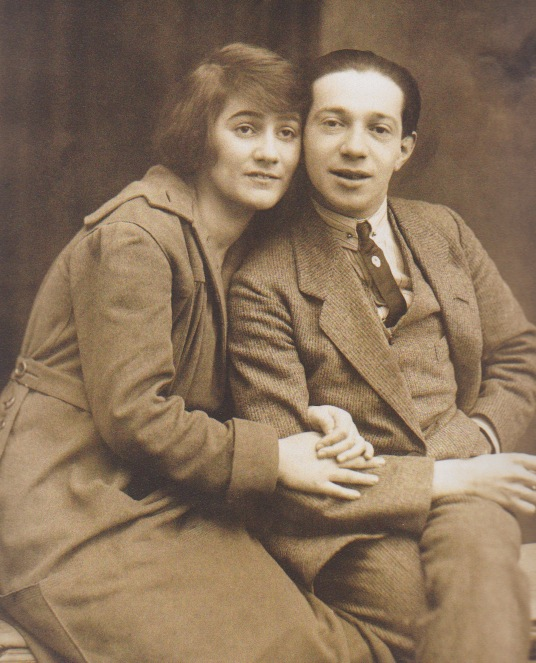
Blandine Ebinger und Friedrich Hollaender

- 18. Januar: Friedrich Hollaender, deutscher Komponist (* 1896)
- 18. Januar: Gertrud Gabl, österreichische Skirennläuferin (* 1948)
- 19. Januar: Hidetsugu Yagi, japanischer Physiker (* 1886)
- 19. Januar: Dan Thornton, US-amerikanischer Politiker (* 1911)
- 20. Januar: Thure Andersson, schwedischer Ringer (* 1907)
- 22. Januar: Edgar Leslie, US-amerikanischer Songwriter (* 1885)
- 22. Januar: Jean Perrot, französischer Politiker (* 1889)
- 22. Januar: Charles Reznikoff, US-amerikanischer Poet (* 1894)
- 23. Januar: Frederick Hulford, britischer Leichtathlet (* 1883)
- 23. Januar: Paul Robeson, US-amerikanischer Schauspieler, Sänger, Sportler, Autor und Bürgerrechtler (* 1898)
- 24. Januar: Pinchas Lawon, israelischer Politiker (* 1904)
- 25. Januar: Erwin Schoettle, deutscher Politiker (* 1899)
- 25. Januar: Victor Ehrenberg, deutsch-britischer Althistoriker (* 1891)
- 26. Januar: Luis Alberti, dominikanischer Merenguekomponist (* 1906)
- 26. Januar: Walter Artelt, deutscher Arzt, Zahnarzt und Medizinhistoriker (* 1906)
- 26. Januar: Max Daetwyler, der erste Schweizer Kriegsdienstverweigerer (* 1886)
- 28. Januar: Erich Brock, deutsch-schweizerischer Philosoph und Hochschullehrer (* 1976)
- 28. Januar: Ray Nance, US-amerikanischer Jazz-Trompeter und Violinist (* 1913)
- 29. Januar: Reinhard Federmann, österreichischer Schriftsteller (* 1923)
- 30. Januar: Hylton Bridgman-Metchim, britischer Automobilrennfahrer (* 1908)
- 30. Januar: Arnold Gehlen, deutscher Philosoph und Soziologe (* 1904)
- 31. Januar: Paul Dupuis, kanadischer Schauspieler (* 1916)

### Februar
- 01. Februar: Eric Gordon England, britischer Ingenieur und Automobilrennfahrer (* 1891)

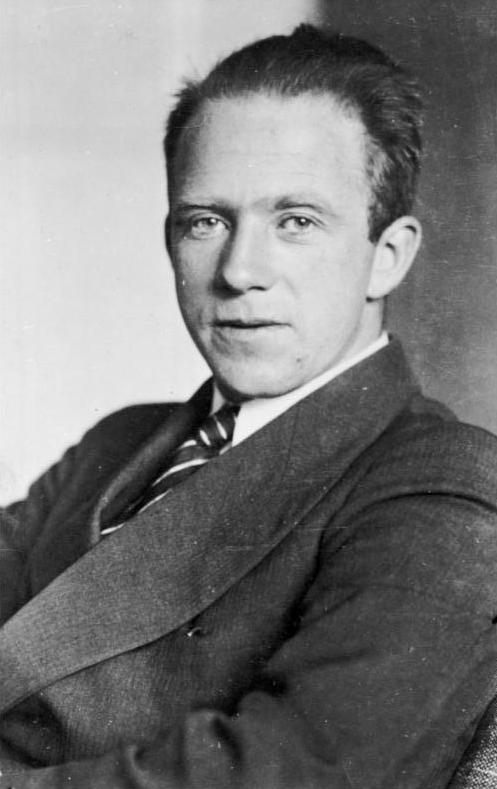
Werner Heisenberg

- 01. Februar: Werner Heisenberg, deutscher Physiker, Nobelpreisträger (* 1901)
- 01. Februar: Karol Mroszczyk, polnischer Komponist und Musikpädagoge (* 1905)
- 01. Februar: George Hoyt Whipple, US-amerikanischer Pathologe, Nobelpreisträger (* 1878)
- 01. Februar: Hans Richter, deutscher Maler und Filmkünstler des Dadaismus (* 1888)
- 05. Februar: Lilly Ackermann, deutsche Schauspielerin und Schauspiellehrerin (* 1891)
- 05. Februar: Emanuel Punčochář, tschechischer Dirigent und Komponist (* 1902)
- 06. Februar: Vince Guaraldi, US-amerikanischer Jazzmusiker, Pianist und Komponist (* 1928)
- 09. Februar: Yohanan Aharoni, deutsch-israelischer Archäologe (* 1919)
- 09. Februar: Percy Faith, US-amerikanischer Orchesterleiter (* 1908)
- 11. Februar: Frank Arnau, schweizerischer Schriftsteller (* 1894)
- 11. Februar: Alexander Lippisch, deutscher Flugzeugkonstrukteur (* 1894)
- 11. Februar: Lee J. Cobb, US-amerikanischer Schauspieler (* 1911)
- 12. Februar: Sal Mineo, italo-amerikanischer Schauspieler und Sänger (* 1939)
- 12. Februar: Flérida de Nolasco, dominikanischer Literatur- und Musikwissenschaftlerin (* 1891)
- 12. Februar: Clifton Williams, US-amerikanischer Komponist, Hornist und Musikpädagoge (* 1923)
- 13. Februar: Paul Russo, US-amerikanischer Automobilrennfahrer (* 1941)
- 14. Februar: Piero Scotti, italienischer Automobilrennfahrer (* 1909)
- 16. Februar: Wilhelm Gutmann, deutscher Politiker (* 1900)
- 16. Februar: Franz Mühlenberg, deutscher Politiker (* 1894)
- 17. Februar: Edwin B. Astwood, US-amerikanischer Endokrinologe (* 1909)
- 17. Februar: Oscar Han, rumänischer Autor und Bildhauer (* 1891)
- 17. Februar: Jean Servais, belgischer Schauspieler (* 1910)
- 18. Februar: Karl Heinz Abshagen, deutscher Jurist, Journalist, Reiseschriftsteller und Biograf (* 1895)
- 20. Februar: Hans Luckey, baptistischer Theologe und Pastor sowie freikirchlicher Historiker (* 1900)
- 20. Februar: René Cassin, französischer Jurist und Friedensnobelpreisträger (* 1887)
- 21. Februar: Tage Aurell, schwedischer Schriftsteller, Drehbuchautor, Journalist und Übersetzer (* 1895)
- 22. Februar: Michael Polanyi, ungarisch-britischer Chemiker und Philosoph (* 1891)
- 22. Februar: Daniel Porthault, französischer Autorennfahrer (* 1901)
- 23. Februar: Lawrence Stephen Lowry, englischer Künstler (* 1887)
- 23. Februar: Pjotr Michailowitsch Stefanowski, sowjetischer Testpilot (* 1903)
- 25. Februar: Paul May, deutscher Regisseur und Produzent (* 1909)
- 26. Februar: Efrem Forni, Kardinal der römisch-katholischen Kirche (* 1889)
- 27. Februar: André Marandet, französischer Automobilrennfahrer (* 1898)
- 27. Februar: Hans Siburg, deutscher General (* 1893)
- 29. Februar: Paul Schallück, deutscher Schriftsteller (* 1922)

### März
- 01. März: Aloys Lenz, deutscher Politiker und MdB (* 1910)
- 02. März: Adolf Maurer, Schweizer Theologe und Schriftsteller (* 1883)

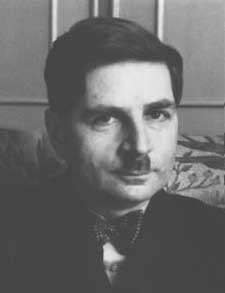
Walter Schottky

- 04. März: Walter Schottky, deutscher Physiker (* 1886)
- 06. März: Pietro Berra, italienischer Komponist und Dirigent (* 1879)
- 09. März: Hans Sutor, deutscher Fußballspieler (* 1895)
- 10. März: Louis Abit, französischer Automobilrennfahrer (* 1886)
- 10. März: Curt Querner, Maler (* 1904)
- 13. März: Max Tau, deutsch-jüdischer Humanist, Philosoph und Dichter (* 1897)
- 14. März: Anton Eduard van Arkel, niederländischer Chemiker (* 1893)
- 14. März: Gerhard Mendelson, deutscher Musikproduzent in Wien (* 1913)
- 14. März: Martha Saalfeld, deutsche Lyrikerin (* 1898)
- 15. März: Albertas Vesčiūnas, litauischer Maler und Graphiker (* 1921)
- 17. März: Luchino Visconti, italienischer Schriftsteller, Theater- und Filmregisseur (* 1906)
- 19. März: Paul Kossoff, englischer Rock- und Blues-Gitarrist (* 1950)
- 21. März: Joe Fulks, US-amerikanischer Basketballspieler (* 1921)
- 21. März: Walter Kohler junior, US-amerikanischer Politiker (* 1904)
- 22. März: Hans Thirring, österreichischer Physiker (* 1888)
- 23. März: Shiga Mitsuko, japanische Schriftstellerin (* 1885)
- 24. März: Tibor Kozma, ungarisch-amerikanischer Dirigent (* 1909)
- 24. März: Bernard Montgomery, britischer Feldmarschall des Zweiten Weltkrieges (* 1887)
- 24. März: Ernest Shepard, britischer Illustrator (Pu der Bär) (* 1879)
- 25. März: Josef Albers, deutscher Maler, Kunsttheoretiker und -pädagoge (* 1888)
- 25. März: Klaus W. Krause, deutscher Schauspieler und Synchronsprecher (* 1903)
- 26. März: Ernst Albrecht, deutscher Fußballspieler (* 1907)
- 27. März: Georg-August Zinn, deutscher Politiker (* 1901)
- 29. März: Jean-Charles Roman d’Amat, französischer Archivar und Paläograf (* 1887)
- 29. März: Richard Arlen, US-amerikanischer Schauspieler (* 1900)
- 31. März: René Ahrlé, deutscher Grafiker, Maler und Fotograf (* 1893)
- 31. März: Hans-Adolf Asbach, deutscher Politiker (* 1904)
- 31. März: Fritz Rémond junior, deutscher Schauspieler, Regisseur und Impresario (* 1902)
- 31. März: Edward Streeter, US-amerikanischer Journalist und Schriftsteller (* 1891)

### April

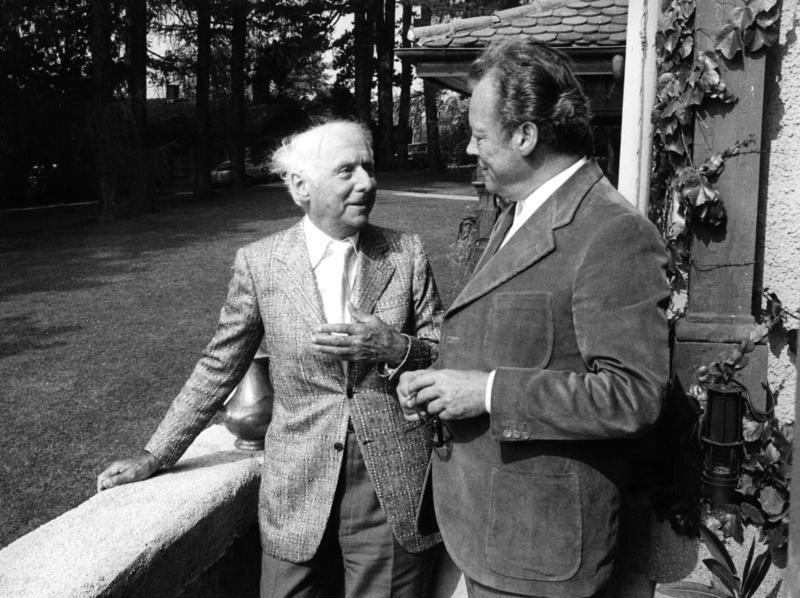
Max Ernst († 1. April) mit Bundeskanzler Willy Brandt (1972)

- 01. April: Harold John Aldington, britischer Automobilrennfahrer und Unternehmer (* 1902)
- 01. April: Dimitrij Andrusov, tschechoslowakischer Geologe (* 1897)
- 01. April: Max Ernst, deutscher Maler des Dadaismus und des Surrealismus (* 1891)
- 02. April: Carlo Grano, Kardinal der römisch-katholischen Kirche (* 1887)
- 05. April: Howard Hughes, US-amerikanischer Unternehmer und Luftfahrtpionier (* 1905)
- 05. April: Robert Lord, US-amerikanischer Drehbuchautor und Filmproduzent (* 1900)
- 05. April: Wilder Penfield, kanadischer Neurologe (* 1891)
- 06. April: Ruth Plumly Thompson, US-amerikanische Schriftstellerin (* 1891)
- 07. April: Matthias Joseph Mehs, deutscher Politiker, Bürgermeister von Wittlich (* 1893)
- 09. April: Phil Ochs, US-amerikanischer Protestsänger (* 1940)
- 09. April: Mushanokōji Saneatsu, japanischer Schriftsteller und Maler (* 1885)
- 09. April: Akio Yashiro, japanischer Komponist (* 1929)
- 10. April: Enrico Mainardi, italienischer Cellist, Komponist und Dirigent (* 1897)
- 10. April: Ramón Otero Pedrayo, spanisch-galicischer Schriftsteller (* 1888)
- 12. April: Emilio Amero, mexikanischer Maler, Grafiker und Fotograf (* 1901)
- 13. April: Sabri al-Asali, syrischer Politiker (* 1903)
- 16. April: Ján Arpáš, slowakischer Fußballspieler (* 1917)
- 16. April: Anton Aschauer, deutscher Politiker (* 1897)
- 17. April: Henrik Dam, dänischer Biochemiker, Nobelpreisträger (* 1895)
- 17. April: Soma Morgenstern, österreichischer Schriftsteller (* 1890)
- 22. April: Jeanne Mammen, deutsche Malerin (* 1890)
- 23. April: Karl Schäfer, österreichischer Eiskunstläufer (* 1909)
- 24. April: Mark Tobey, US-amerikanischer Maler (* 1890)
- 25. April: Aquiles Nazoa, venezolanischer Schriftsteller, Dichter und Journalist (* 1920)
- 25. April: Carol Reed, britischer Filmregisseur (* 1906)
- 26. April: Stella Arbenina, russische Schauspielerin (* 1885)
- 26. April: Margaret Bonds, US-amerikanische Komponistin und Pianistin (* 1913)
- 26. April: François Brassard, kanadischer Musikethnologe und Organist (* 1908)
- 26. April: Sidney James, südafrikanisch-englischer Schauspieler und Komiker (* 1913)
- 26. April: Benita Koch-Otte, deutsche Bildwirkerin und Textildesignerin (* 1892)
- 27. April: Carlos Villarias, spanisch-amerikanischer Filmschauspieler (* 1892)
- 28. April: Mike Couper, britischer Automobilrennfahrer (* 1976)
- 28. April: Richard Hughes, britischer Schriftsteller (* 1900)
- 28. April: Walther von Seydlitz-Kurzbach, deutscher General (* 1888)
- 28. April: Eugen Roth, deutscher Lyriker und populärer Dichter (* 1895)
- 28. April: Jürgen Bartsch, pädosexueller Serienmörder, der vier Kinder ermordete (* 1946)
- 29. April: Ramón Díaz Freeman, dominikanischer Komponist, Fagottist und Organist (* 1901)
- 30. April: Michael Gartenschläger, deutscher Dissident und Fluchthelfer (* 1944)

### Mai
- 03. Mai: Ernie Nevers, US-amerikanischer American-Football-Spieler (* 1903)
- 09. Mai: Valentino Bucchi, italienischer Komponist (* 1916)
- 09. Mai: Otto Kerner, US-amerikanischer Politiker (* 1908)
- 09. Mai: Floyd Council, US-amerikanischer Blues-Musiker (* 1911)
- 09. Mai: Ulrike Meinhof, deutsche Journalistin und Terroristin; Mitbegründerin der RAF (* 1934)
- 10. Mai: Elias Aslaksen, norwegischer Prediger (* 1888)
- 10. Mai: Karl Alfred Kihn, deutscher Politiker (* 1887)
- 11. Mai: Alvar Aalto, finnischer Architekt und Designer (* 1898)
- 11. Mai: Heinrich Baaken, Weihbischof des Bistums Münster (* 1900)
- 12. Mai: Rudolf Kempe, deutscher Dirigent (* 1910)
- 12. Mai: Keith Relf, britischer Musiker (* 1943)
- 15. Mai: David Munrow, englischer Musiker und Musikwissenschaftler (* 1942)
- 15. Mai: Hans Terofal, deutscher Schauspieler (* 1923)
- 17. Mai: Norbert Frýd, Schriftsteller und Publizist (* 1913)
- 18. Mai: Hans Androschin, österreichischer Kameramann (* 1892)
- 18. Mai: Luise Ida Aufsberg, deutsche Kunstfotografin (* 1907)
- 19. Mai: Hermann Böhrnsen, deutscher Politiker (* 1900)
- 19. Mai: Wiktor Brégy, polnischer Sänger, Opernregisseur und Musikpädagoge (* 1903)
- 19. Mai: Eduard Schüller, deutscher Ingenieur (* 1904)
- 19. Mai: Jeanette Wolff, deutsche Politikerin (* 1888)
- 21. Mai: Jean Andreff, schweizerischer Zirkusclown (* 1919)
- 21. Mai: Lee E. Emerson, US-amerikanischer Politiker (* 1898)
- 22. Mai: Óscar Natalio Bonavena, argentinischer Schwergewichtsboxer (* 1942)
- 22. Mai: Otto Klötzer, deutscher Politiker (* 1914)
- 22. Mai: Imerio Testori, italienischer Motorradrennfahrer (* 1950)
- 23. Mai: Gordon Browning, amerikanischer Politiker, Gouverneur von Tennessee (* 1889)

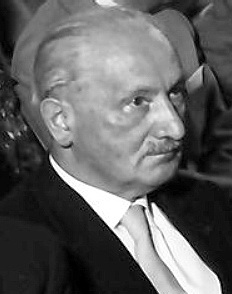
Martin Heidegger

- 26. Mai: Martin Heidegger, deutscher Philosoph (* 1889)
- 26. Mai: Heinz Musculus, deutscher Karikaturist, Zeichner und Illustrator (* 1917)
- 27. Mai: Hilde Hildebrand, deutsche Schauspielerin und Sängerin (* 1897)
- 28. Mai: Steffan Danielsen, färöischer Maler (* 1922)
- 28. Mai: Dale Van Every, US-amerikanischer Schriftsteller und Drehbuchautor (* 1896)
- 29. Mai: Samuel Elzevier de Jongh, niederländischer Pharmakologe (* 1898)
- 29. Mai: Gustav Spörri, Schweizer Keramiker (* 1902)
- 30. Mai: Elmer George, US-amerikanischer Automobilrennfahrer (* 1928)
- 31. Mai: Jacques Monod, französischer Biochemiker, Nobelpreisträger (* 1910)
- 000Mai: Simón Arriaga, spanischer Schauspieler

### Juni
- 02. Juni: Fred von Hoerschelmann, deutscher Schriftsteller und Hörspielautor (* 1901)
- 03. Juni: Viggo Kampmann, dänischer sozialdemokratischer Politiker (* 1910)
- 03. Juni: Rewol Samuilowitsch Bunin, russischer Komponist (* 1924)
- 04. Juni: Bruno Beye, Maler und Graphiker (* 1895)
- 04. Juni: Horst Nitschmann, deutscher Brigadegeneral, Unterabteilungsleiter im Bundesnachrichtendienst (* 1908)
- 05. Juni: Robert Wichard Pohl, deutscher Physiker (* 1884)
- 06. Juni: David Jacobs, britischer Leichtathlet und Olympiasieger (* 1888)
- 06. Juni: Elisabeth Rethberg, deutsche Sängerin (* 1894)
- 07. Juni: Eckart Friedrichson, deutscher Schauspieler (* 1930)
- 07. Juni: Bobby Hackett, US-amerikanischer weißer Jazz-Trompeter, Jazz-Kornettist und Jazz-Gitarrist (* 1915)
- 08. Juni: Carlos Abdala, uruguayischer Politiker (* 1930)
- 09. Juni: Gerd Gaiser, deutscher Schriftsteller (* 1908)
- 10. Juni: Robert Bach, deutscher Politiker und MdB (* 1901)
- 10. Juni: William John Patterson, kanadischer Politiker (* 1886)
- 10. Juni: Adolph Zukor, US-amerikanischer Unternehmer (* 1873)
- 11. Juni: René Delacroix, französischer Filmregisseur (* 1900)
- 11. Juni: Peter Pan, deutscher Kabarettist (* 1909)
- 12. Juni: Peter Etzenbach, deutscher Politiker (* 1889)
- 13. Juni: Géza Anda, ungarischer Pianist (* 1921)
- 13. Juni: Nora Groß, deutsche Mineralogin, Kristallographin und Hochschullehrerin (* 1891)
- 16. Juni: Reinhard Raffalt, deutscher Schriftsteller und Journalist (* 1923)
- 16. Juni: Ernst Flessa, Studienprofessor und Lyriker (* 1903)
- 17. Juni: Richard Gardiner Casey, australischer Politiker (* 1890)
- 18. Juni: Franz Mueller-Darß, deutscher Forstmann und SS-Standartenführer (* 1890)
- 20. Juni: Karl Ausch, österreichischer Nationalökonom, Journalist und Funktionär (* 1893)
- 22. Juni: Hans Rothfels, deutscher Historiker (* 1891)
- 24. Juni: Minor White, US-amerikanischer Fotograf (* 1908)
- 26. Juni: Helmut Hallmeier, deutscher Motorradrennfahrer (* 1933)
- 27. Juni: Sara Alexandrowna Lewina, russische Komponistin (* 1906)
- 30. Juni: Marguerite Roesgen-Champion, Schweizer Komponistin und Cembalistin (* 1894)

### Juli

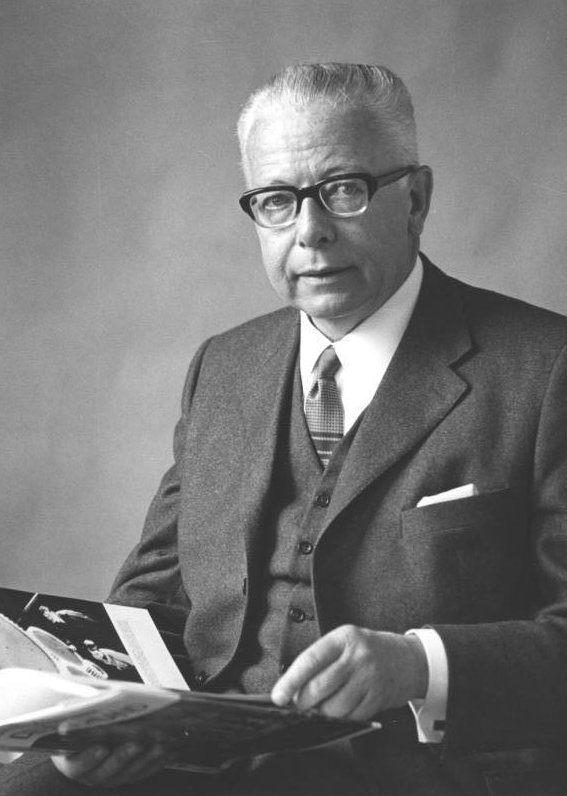
Gustav Heinemann († 7. Juli)

- 01. Juli: Anneliese Michel, deutscher Katholikin, starb nach Exorzismus (* 1952)
- 02. Juli: Heinz Matthes, deutscher Politiker (* 1897)
- 03. Juli: Eugen Huth, deutscher Politiker (* 1901)
- 03. Juli: Alexander Lernet-Holenia, österreichischer Schriftsteller (* 1897)
- 04. Juli: Wilfried Böse, deutscher Terrorist (* 1949)
- 04. Juli: Yonatan Netanyahu, israelischer Oberstleutnant (* 1946)
- 05. Juli: Anna Hübler, deutsche Eiskunstläuferin (* 1885)
- 06. Juli: Fritz Lenz, deutscher Anthropologe und Rassenhygieniker (* 1887)
- 07. Juli: Gustav Heinemann, deutscher Politiker und Bundespräsident (* 1899)
- 08. Juli: Hans Grund, deutscher Generalmajor (* 1896)
- 08. Juli: Leonardo Pedroza, venezolanischer Musiker und Orchesterleiter (* 1912)
- 09. Juli: Walter Scheidt, Professor (* 1895)
- 10. Juli: Mike Pratt, britischer Komponist, Musiker und Schauspieler (* 1931)
- 13. Juli: Artur Anders, Abgeordneter im Deutschen Bundestag (* 1896)
- 13. Juli: Carl Dreher, US-amerikanischer Tontechniker österreichischer Herkunft (* 1896)
- 13. Juli: Max Butting, deutscher Komponist (* 1888)
- 14. Juli: Joachim Peiper, Obersturmbannführer der Waffen-SS (* 1915)
- 15. Juli: Eva Schulze-Knabe, Malerin, Widerstandskämpferin (* 1907)
- 15. Juli: Paul Gallico, US-amerikanischer Autor (* 1897)
- 16. Juli: Nikolos Muschelischwili, georgischer Mathematiker (* 1891)
- 16. Juli: Gehnäll Persson, schwedischer Dressurreiter (* 1910)
- 18. Juli: Lucie Mannheim, deutsche Schauspielerin (* 1899)
- 24. Juli: Julius Döpfner, Kardinal (* 1913)
- 30. Juli: Rudolf Karl Bultmann, Philosoph, evangelischer Theologe, Neutestamentler (* 1884)

### August
- 01. August: Richard Archbold, US-amerikanischer Zoologe, Pilot und Philanthrop (* 1907)
- 02. August: Fritz Lang, österreichisch-US-amerikanischer Filmregisseur (* 1890)
- 02. August: Johannes Siegfried Schubert, deutscher Tibetologe (* 1896)
- 04. August: Enrique Ángel Angelelli, argentinischer Bischof von La Rioja (* 1923)
- 04. August: Helmut de Boor, deutscher Germanist und Literaturhistoriker (* 1891)
- 05. August: Ole Mørk Sandvik, norwegischer Volksliedsammler, Musikforscher und -pädagoge (* 1875)
- 06. August: Gregor Piatigorsky, US-amerikanischer Cellist (* 1903)
- 08. August: Winston Hibler, US-amerikanischer Drehbuchautor, Filmproduzent und -regisseur sowie Schauspieler und Off-Sprecher (* 1910)
- 09. August: José Lezama Lima, kubanischer Schriftsteller (* 1910)
- 10. August: Josef Mattauch, deutscher Physiker (* 1895)
- 10. August: Karl Schmidt-Rottluff, deutscher Maler des Expressionismus (* 1884)
- 12. August: Generoso Dattilo, italienischer Fußballschiedsrichter und -funktionär (* 1902)
- 14. August: Werner Bräunig, deutscher Schriftsteller (* 1934)
- 19. August: Alastair Sim, britischer Schauspieler (* 1900)
- 22. August: Oskar Brüsewitz, evangelischer Pfarrer (* 1929)
- 22. August: Juscelino Kubitschek, brasilianischer Mediziner und Staatspräsident (* 1902)
- 22. August: Anton Profes, österreichischer Schlager- und Filmkomponist (* 1896)
- 25. August: Eyvind Johnson, schwedischer Schriftsteller und Nobelpreisträger von 1974 (* 1900)
- 26. August: Lotte Lehmann, deutsch-US-amerikanische Opernsängerin (* 1888)
- 28. August: Werner Krauss, deutscher Romanist (* 1900)
- 29. August: Jimmy Reed, US-amerikanischer Blues-Sänger und -Musiker (* 1925)
- 29. August: Hans Nieland, Politiker der NSDAP und Oberbürgermeister von Dresden (* 1900)
- 30. August: Paul Felix Lazarsfeld, österreichisch-amerikanischer Soziologe (* 1901)
- 31. August: Kornelis Heiko Miskotte, niederländischer reformierter Pfarrer, Theologieprofessor und Schriftsteller (* 1894)
- 31. August: Frederick Henry Mueller, US-amerikanischer Politiker (* 1893)

### September
- 02. September: Hans Schuberth, deutscher Politiker (* 1897)
- 03. September: Kees Pijl, niederländischer Fußballspieler (* 1897)
- 03. September: Heinrich Schönfeld, österreichischer Fußballspieler (* 1900)
- 06. September: Alfred Antkowiak, deutscher Verlagslektor und Schriftsteller (* 1925)
- 07. September: Daniel F. Galouye, US-amerikanischer Journalist und Science-Fiction-Schriftsteller (* 1920)
- 08. September: Willem Janssen, niederländischer Fußballspieler (* 1880)
- 08. September: Assen Karastojanow, bulgarischer Komponist (* 1893)

Porträt Mao Zedongs am Tor des Himmlischen Friedens

- 09. September: Mao Zedong, chinesischer Politiker (* 1893)
- 10. September: Betty Mitchell, kanadische Theaterleiterin und Regisseurin (* 1896)
- 15. September: Riccardo Assereto, italienischer Paläontologe und Geologe (* 1937)
- 15. September: Josef Sudek, tschechischer Fotograf (* 1896)
- 17. September: Reine Bibois, italienische Dichterin frankoprovenzalischer Sprache (* 1894)
- 18. September: Herbert Pfeiffer, deutscher General (* 1893)
- 20. September: Carrie Tubb, englische Sopranistin (* 1876)
- 21. September: Nikolai Sergejewitsch Akulow, russischer Physiker (* 1900)
- 21. September: Nils Middelboe, dänischer Fußballspieler (* 1887)
- 21. September: Friedrich Zietsch, deutscher Politiker (* 1903)
- 22. September: Samuel Münchow, dänisch-deutscher Politiker (* 1893)
- 23. September: Roger Bourdin, französischer Flötist (* 1923)
- 24. September: Gilbert Auvergne, französischer Sprinter und Fußballspieler (* 1905)
- 24. September: Wilhelm Kamlah, deutscher Musikwissenschaftler, Theologe und Philosoph (* 1905)
- 25. September: Walter Lackner, deutscher General (* 1891)
- 25. September: Carlo Mattrel, italienischer Fußballspieler (* 1937)
- 26. September: Leopold Ružička, Schweizer Chemiker und Nobelpreisträger (* 1887)
- 27. September: Hans Burgeff, deutscher Botaniker und Universitätsprofessor (* 1883)
- 27. September: Marion Bayard Folsom, US-amerikanischer Politiker (* 1893)
- 28. September: Raymond Collishaw, englischer Militärpilot und Befehlshaber (* 1893)
- 29. September: Nikolaos Pantelis Andriotis, griechischer Sprachwissenschaftler und Neogräzist (* 1906)
- 30. September: Louis Fourestier, französischer Komponist und Dirigent (* 1892)

### Oktober
- 01. Oktober: Fritz Winter, deutscher Künstler (* 1905)
- 02. Oktober: James Coats Auchincloss, US-amerikanischer Politiker (* 1885)
- 02. Oktober: Quentin Jackson, US-amerikanischer Jazz-Posaunist (* 1909)
- 03. Oktober: Hermann Pünder, deutscher Politiker (* 1888)
- 04. Oktober: Elsa Muschg, Schweizer Lehrerin und Kinderbuchautorin (* 1899)
- 05. Oktober: Lars Onsager, norwegischer Physikochemiker und Physiker; Nobelpreisträger (* 1903)
- 05. Oktober: Takeda Taijun, japanischer Schriftsteller (* 1912)
- 06. Oktober: Herman Geiger-Torel, kanadischer Opernregisseur und Musikpädagoge (* 1907)
- 06. Oktober: Hans Theilig, deutscher Handballspieler (* 1914)
- 07. Oktober: Alfred Arndt, deutscher Architekt (* 1898)
- 09. Oktober: Jewgeni Konstantinowitsch Sawoiski, russischer Physiker (* 1907)
- 09. Oktober: Walter Warlimont, Stellvertreter von Generaloberst Alfred Jodl (* 1894)
- 10. Oktober: Silvana Armenulić, jugoslawische Folk-Sängerin (* 1939)
- 10. Oktober: Reinold von Thadden-Trieglaff, deutscher Theologe, Gründer des evangelischen Kirchentages (* 1891)
- 11. Oktober: Connee Boswell, US-amerikanische Blues- und Jazz-Sängerin und Schauspielerin (* 1907)
- 12. Oktober: Hertha Koenig, deutsche Schriftstellerin und Lyrikerin (* 1884)
- 12. Oktober: José Rozo Contreras, kolumbianischer Komponist (* 1894)
- 13. Oktober: Gerhard Assmann, deutscher Gewerkschaftsfunktionär (* 1915)
- 15. Oktober: Erwin Lambert, Maurermeister und NSDAP-Mitglied (* 1909)
- 17. Oktober: Franz Altheim, deutscher Althistoriker und Klassischer Philologe (* 1898)
- 17. Oktober: Radaslau Astrouski, belarussischer Politiker und Aktivist (* 1887)
- 18. Oktober: Count Ossie, jamaikanischer Schlagzeuger und Bandleader (* 1926)
- 18. Oktober: Mori Arimasa, japanischer Philosoph (* 1911)
- 18. Oktober: Pedro Sanjuán, spanischer Komponist und Dirigent (* 1886)
- 18. Oktober: Paul Schmidt, deutscher Erfinder (* 1898)
- 18. Oktober: James A. Noe, US-amerikanischer Politiker (* 1890)
- 19. Oktober: Paul Baumgartner, Schweizer Pianist (* 1903)
- 20. Oktober: Janusz Grabiański, polnischer Illustrator (* 1929)
- 20. Oktober: Andrée Viénot, französische Politikerin und Résistante (* 1901)
- 21. Oktober: Jean Berveiller, französischer Organist und Komponist (* 1904)
- 22. Oktober: Else Brökelschen, deutsche Politikerin (* 1890)
- 23. Oktober: Vera Guilaroff, kanadische Pianistin und Komponistin (* 1902)
- 24. Oktober: Georg Ostrogorsky, jugoslawischer Byzantinist (* 1902)
- 25. Oktober: Raymond Queneau, französischer Dichter und Schriftsteller (* 1903)
- 29. Oktober: Richard Seewald, deutscher Maler und Schriftsteller (* 1889)
- 30. Oktober: Alfred Landé, deutscher Physiker (* 1888)
- 31. Oktober: Eileen Gray, irische Innenarchitektin und Designerin (* 1878)
- 31. Oktober: Bruno Uher, österreichischer Komponist (* 1912)

### November
- 01. November: Gustav Riek, deutscher Prähistoriker (* 1900)
- 01. November: Pavel Reiman, tschechischer Schriftsteller und Literaturhistoriker (* 1902)
- 02. November: Duke Osborn, US-amerikanischer American-Football-Spieler (* 1897)
- 03. November: Giuseppe Cavanna, italienischer Fußballspieler (* 1905)
- 04. November: Grete Popper, deutsche Fotografin (* 1897)
- 04. November: Toni Ulmen, deutscher Motorrad- und Automobilrennfahrer (* 1906)
- 05. November: Willi Hennig, deutscher Zoologe, Phylogenetiker (* 1913)
- 06. November: Václav Čtvrtek, tschechischer Schriftsteller (* 1911)
- 06. November: Alexander Solomon Wiener, US-amerikanischer Serologe (* 1907)
- 07. November: Ottomar Carl Joseph Anton, deutscher Maler, Graphiker und Hochschullehrer (* 1895)
- 08. November: Giorgio Ferrini, italienischer Fußballspieler (* 1939)

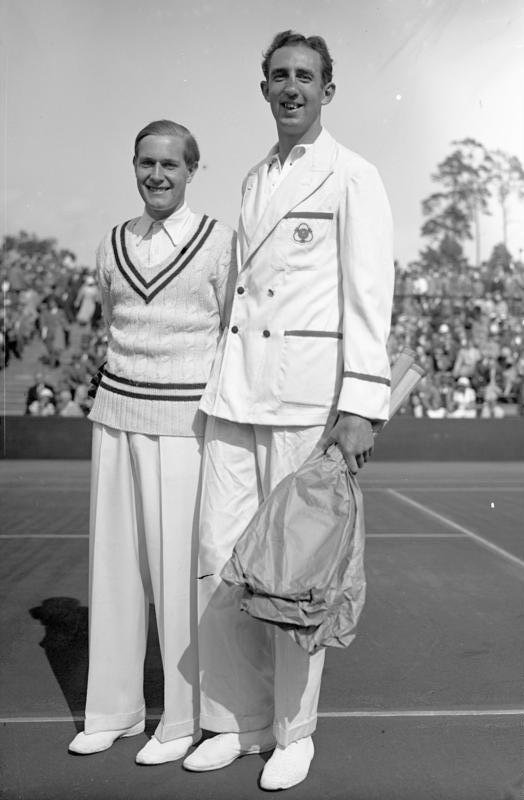
Gottfried von Cramm (links) mit dem irischen Tennisspieler George Lyttelton Rogers, 1932

- 09. November: Gottfried von Cramm, deutscher Tennisspieler (* 1909)
- 10. November: Carl Blümel, deutscher Archäologe (* 1893)
- 10. November: Wout Buitenweg, niederländischer Fußballspieler (* 1893)
- 10. November: Vinzenz Erath, deutscher Erzähler (* 1906)
- 11. November: Alexander Calder, US-amerikanischer Bildhauer (* 1898)
- 12. November: Walter Piston, US-amerikanischer Komponist (* 1894)
- 18. November: Christopher Addison, britischer Peer (* 1904)
- 18. November: Man Ray, US-amerikanischer Maler und Fotograf (* 1890)
- 19. November: Wayne Millner, US-amerikanischer American-Football-Spieler und -Trainer (* 1913)
- 20. November: Walther Hasemann, deutscher Politiker (* 1900)
- 20. November: Trofim Denissowitsch Lyssenko, ukrainischer Biologe (* 1898)
- 23. November: Heinrich Welsch, saarländischer Ministerpräsident von 1955 bis 1956 (* 1888)
- 23. November: André Malraux, französischer Schriftsteller und Politiker (* 1901)
- 25. November: Michail Iossifowitsch Gurewitsch, sowjetischer Flugzeugkonstrukteur (* 1893)
- 26. November: Heinrich Otto Meisner, deutscher Archivar und Historiker (* 1890)
- 27. November: Herbert Kaufmann, deutscher Volkskundler, Journalist und Schriftsteller (* 1920)
- 28. November: Robert Fleming, kanadischer Komponist, Pianist, Organist, Chorleiter und Musikpädagoge (* 1921)
- 29. November: José María Arizmendiarrieta Madariaga, spanischer Priester (* 1915)
- 29. November: José da Costa Nunes, Erzbischof von Goa und Kardinal (* 1880)
- 29. November: Walter Hieber, deutscher Chemiker (* 1895)
- 29. November: Werner Weber, deutscher Staatsrechtler (* 1904)
- 30. November: Fritz Rasp, deutscher Film- und Bühnendarsteller (* 1891)
- 30. November: Friedrich Schulz, deutscher General (* 1897)

### Dezember
- 01. Dezember: Otto Wittenburg, deutscher Politiker (* 1891)
- 02. Dezember: Tommaso Maestrelli, italienischer Fußballspieler und -trainer (* 1922)
- 02. Dezember: William Tannen, US-amerikanischer Film- und Theaterschauspieler (* 1911)
- 03. Dezember: Frauke Missfeldt-Bünz, deutsche Malerin (* 1882)
- 04. Dezember: Tommy Bolin, US-amerikanischer Gitarrist (* 1951)
- 04. Dezember: Benjamin Britten, englischer Komponist (* 1913)
- 06. Dezember: João Goulart, Präsident Brasiliens von 1961 bis 1964 (* 1918)
- 08. Dezember: Rudolf Hotzenköcherle, Schweizer Sprachwissenschaftler (* 1903)
- 11. Dezember: Elmyr de Hory, ungarischer Kunstfälscher (* 1906)
- 12. Dezember: Jack Cassidy, US-amerikanischer Schauspieler, Sänger (* 1927)
- 12. Dezember: Wadim Schawrow, sowjetischer Flugzeugkonstrukteur (* 1898)
- 13. Dezember: Eduard Claudius, deutscher Schriftsteller und Diplomat (DDR) (* 1911)
- 13. Dezember: Lambert Schill, deutscher Politiker (* 1888)
- 15. Dezember: Grégoire Kayibanda, ruandischer Politiker (* 1924)
- 15. Dezember: Hermann Schnitzler, deutscher Kunsthistoriker (* 1905)
- 16. Dezember: Ilse Fürstenberg, deutsche Schauspielerin (* 1907)
- 19. Dezember: Kurt Lieck, deutscher Schauspieler und Hörspielsprecher (* 1899)
- 25. Dezember: Günther Arndt, deutscher Chorleiter und Produzent (* 1907)
- 26. Dezember: Philip Hart, US-amerikanischer Politiker (* 1912)
- 27. Dezember: Anders Oscar Ahlgren, schwedischer Ringer (* 1888)
- 27. Dezember: Karl Abenthum, deutscher katholischer Pfarrer und Päpstlicher Hausprälat (* 1901)
- 28. Dezember: Freddie King, US-amerikanischer Bluesmusiker (* 1934)
- 28. Dezember: Franz Seraph Reicheneder, deutscher Historiker und Heimatforscher (* 1905)
- 29. Dezember: Ivo Van Damme, belgischer Leichtathlet (* 1954)
- 30. Dezember: Rudolf Fischer, Schweizer Automobilrennfahrer (* 1912)
- 31. Dezember: Sándor Bortnyik, ungarischer Maler (* 1893)
- 31. Dezember: Friedrich Leesemann, deutscher General (* 1893)

### Tag unbekannt
- Ermanno Aebi, schweizerisch-italienischer Fußballspieler (* 1892)
- Henriette Sauret, französische Schriftstellerin und Feministin (* 1890)
- Julio Antonio Vásquez, chilenischer Bildhauer (* 1897)
- Jesús Villalobos Villegas, peruanischer Fußballspieler (* 1927)

## Wissenschaftspreise

### Nobelpreise
- Physik: Burton Richter und Samuel Chao Chung Ting
- Chemie: William Lipscomb
- Medizin: Baruch S. Blumberg und D. Carleton Gajdusek
- Literatur: Saul Bellow
- Friedensnobelpreis: Betty Williams und Mairead Corrigan
- Wirtschaftswissenschaft: Milton Friedman

### Turing Award
- Michael O. Rabin und Dana Scott, für nichtdeterministische Automaten.

## Musik
- Der schwedischen Popgruppe ABBA gelingen mit ihren Alben Greatest Hits und Arrival sowie den Singles Fernando, Dancing Queen und Money, Money, Money weltweite Erfolge.
- Die britische Band Queen veröffentlicht ihr fünftes Album A Day at the Races und die Single Somebody to Love, die in Großbritannien zum Hit wird.
- Die Rolling Stones landen mit Black and Blue ein Nummer-eins-Album in den USA.
- Die englische Rockband Led Zeppelin veröffentlicht ihr siebtes Album Presence und das Live-Album The Song Remains the Same, die beide in Großbritannien und den USA Platin-Status erreichen.
- Die Eagles veröffentlichen ihr Studioalbum Hotel California und Their Greatest Hits 1971–1975, das mit mehr als 40 Millionen verkauften Exemplaren zum meistverkauften Best-of-Album überhaupt wird.
- Die Bee Gees veröffentlichen neben ihrem Album Children of the World die Single You Should Be Dancing und leisten damit einen Beitrag zur aufkommenden Discowelle.
- Die deutsche Disco-Band Boney M. landet mit ihren Singles Daddy Cool und Sunny europaweite Hits.
- Die australische Hard-Rock-Band AC/DC veröffentlicht ihr drittes Album Dirty Deeds Done Dirt Cheap.
- Die US-amerikanische Hard-Rock-Band Kiss veröffentlicht die beiden Alben Destroyer und Rock and Roll Over.
- Der britische Sänger David Bowie veröffentlicht sein Album Station to Station, das in Großbritannien und den USA die Top Five der Charts erreicht.
- Der ebenfalls britische Sänger Elton John veröffentlicht neben dem Studioalbum Blue Moves und dem Livealbum Here and There auch die Single Don’t Go Breaking My Heart, die zum weltweiten Hit wird.
- Der US-amerikanische Sänger Stevie Wonder veröffentlicht sein Album Songs in the Key of Life, das zwei Grammys gewinnt, sowie die Single I Wish, die ebenfalls einen Grammy gewinnt.
- Dem französischen Musiker Jean Michel Jarre gelingt mit seinem Debütalbum Oxygène der weltweite Durchbruch; es belegt allein in Frankreich 18 Wochen die Spitzenposition der Charts.
- Gründung der irischen Rockband U2 in Dublin
- Die Gruppe Brotherhood of Man gewinnt am 3. April in Den Haag mit dem Lied Save Your Kisses for Me für Großbritannien den 21. Eurovision Song Contest
- Liste der Nummer-eins-Hits in Deutschland (1976)
- Liste der Nummer-eins-Hits in Österreich (1976)
- Liste der Nummer-eins-Hits in der Schweiz (1976)